# Russische invasie van Oekraïne sinds 2022
De Russische invasie van Oekraïne is een aanvalsoorlog, waarbij Rusland buurland Oekraïne binnenviel vanuit meerdere kanten. De invasie begon op 24 februari 2022 en was een grote escalatie van de Russisch-Oekraïense Oorlog die sinds 2014 aan de gang is.
De invasie leidde tot de grootste vluchtelingencrisis in Europa sinds de Tweede Wereldoorlog, met meer dan 6,5 miljoen Oekraïeners die als vluchteling werden geregistreerd en 3,7 miljoen Oekraïeners die ontheemd raakten in eigen land. De invasie begon nadat de Russische president Poetin een 'speciale militaire operatie' aankondigde met als doel  om Oekraïne te 'demilitariseren en denazificeren'.
Russische troepen rukten snel op naar grote steden over de hele oostelijke flank van het land, maar stuitten bij hoofdstad Kiev op hevig verzet. De Oekraïense krijgsmacht wist daarna de Russen flink terug te dringen, maar medio 2023 ontstond een vrij stabiele conflictlijn, waarbij Rusland de gehele zuidoostelijke flank van Oekraïne bezet hield en formeel geannexeerd had. Medio december 2023 was dit gebied ruim 108.000 km² groot.
De internationale gemeenschap veroordeelde de invasie breed en legde sancties op aan Rusland, met o.a. het vertrek van westerse multinationals uit Rusland tot gevolg. De invasie leidde wereldwijd tot protesten, waaronder in Rusland zelf, waar Russische demonstranten massaal werden gearresteerd en de repressie van onafhankelijke media door de Russische regering werd verscherpt. Rusland omzeilde de sancties deels via parallelle import en zette een oorlogseconomie op.
Oekraïne spande in februari 2022 een rechtszaak aan tegen Rusland bij het Internationaal Gerechtshof. Het hof droeg Rusland op om alle militaire activiteiten te staken, wat echter niet werd nageleefd. Volgens de Verenigde Naties waren er in april 2025 sinds het begin van de oorlog meer dan 12.900 burgerdoden.

## Voorgeschiedenis

### Uitbreiding van de NAVO, uiteenvallen van de Sovjet-Unie en opheffing van het Warschaupact
Na de val van de Berlijnse Muur in 1989 en de daaropvolgende hereniging van Duitsland bestond er controverse rondom het NAVO-lidmaatschap van de nieuwe natiestaat. De leider van de Sovjet-Unie, Michail Gorbatsjov, verzette zich aanvankelijk tegen het lidmaatschap van voormalig Oost-Duitsland. Na toezeggingen dat er geen buitenlandse NAVO-troepen in Oost-Duitsland geplaatst zouden worden en dat de Sovjet-Unie flinke financiële steun zou krijgen, trok Gorbatsjov uiteindelijk zijn bezwaren tegen het Duitse NAVO-lidmaatschap in.
De opheffing van het Warschaupact in 1991 en de politieke instabiliteit in de Sovjet-Unie, die aan het eind van dat jaar leidde tot haar ontbinding, stimuleerde voormalige Oostbloklanden en Sovjetrepublieken om NAVO-lidmaatschap na te streven. Dit was tegen de wens van Rusland, die het uitbreiden van de NAVO als een bedreiging zag. Het leidde op termijn tot nieuwe internationale spanningen. Desondanks werden Polen, Tsjechië en Hongarije in 1999 lid van de NAVO, gevolgd door meerdere Oost-Europese landen in 2004.
In 2005 betitelde de Russische president Vladimir Poetin in zijn staatsrede het einde van de Sovjet-Unie als 'de grootste geopolitieke catastrofe van de twintigste eeuw', wat zijn perceptie van de NAVO-uitbreiding onderstreepte. In 2007 beweerde Poetin tijdens de veiligheidsconferentie van München dat het Westen had toegezegd de NAVO niet oostwaarts uit te breiden, verwijzend naar een uit de context gehaalde uitspraak uit 1990 over het niet stationeren van NAVO-troepen buiten Duitsland.
Poetins visie op het ontvallen rijk en het bestaansrecht van de onafhankelijk geworden voormalige Sovjet-staten werd verder onderstreept in zijn essay in juli 2021, Over de historische eenheid van Russen en Oekraïners. Hierin ontkende Poetin het bestaansrecht van Oekraïne als een onafhankelijk land. Het Kremlin ziet Oekraïne als een land met "beperkte soevereiniteit", volgens de doctrine van Brezjnev en vergelijkbaar met de landen van het Warschaupact tijdens de Koude Oorlog.

### Geopolitieke spanningen en verdere uitbreiding NAVO
In 2004 leidden controversiële presidentsverkiezingen in Oekraïne tot de Oranjerevolutie, na beschuldigingen van verkiezingsfraude ten gunste van de pro-Russische premier Viktor Janoekovytsj. Oppositie-kandidaat Viktor Joesjtsjenko werd tijdens de campagne vergiftigd. Rusland had zich sterk met deze verkiezing bemoeid, onder meer door Janoekovytsj stelselmatig te promoten via Russische tv-zenders die veel werden bekeken in Oekraïne. Daarnaast was de Russische president Vladimir Poetin daags voor de verkiezingen naar Kiev afgereisd om de Oekraïners op de nationale televisie toe te spreken over zijn voorkeur voor Janoekovytsj. Analisten zien hierin de eerste tekenen van Poetins obsessie met Oekraïne.
De NAVO-top in Boekarest in 2008 over de toetreding van Oekraïne en Georgië tot de NAVO, toonde openlijk aan Rusland de verdeeldheid hierover in de NAVO, waarbij West-Europese leden terughoudend waren om deze twee landen toe te laten. Poetin dreigde met afscheiding van Oekraïense gebieden indien uitbreiding door zou gaan. Parallel daaraan liep de westerse erkenning van de onafhankelijkheid van Kosovo van Servië, in lijn met de aanbevelingen van VN-afgezant Martti Ahtisaari, die belast was met het vraagstuk rond de status van Kosovo. Rusland herhaalde frequent het standpunt de de-facto-afscheidingsgebieden Transnistrië, Zuid-Ossetië, Abchazië en Nagorno-Karabach te zullen erkennen, zodra de onafhankelijkheid van Kosovo erkend zou worden.
Vier maanden na de NAVO-top in Boekarest vielen Russische troepen Georgië binnen. Dit resulteerde in een vijfdaagse oorlog, gevolgd door de Russische erkenning van de onafhankelijkheid van Zuid-Ossetië en Abchazië en de bezetting van beide gebieden. Dit belemmerde daarmee de NAVO-aspiraties van Georgië aanzienlijk. Ondanks de toezeggingen op de Boekarest-top, bleef NAVO-lidmaatschap voor Oekraïne en Georgië uit. Onder president Janoekovytsj ging het plan om Oekraïne toe te laten treden tot de NAVO voorlopig in de ijskast. In de daaropvolgende jaren traden Albanië, Kroatië en Montenegro wel toe tot de NAVO. De open-deurtoezegging aan Oekraïne en Georgië werd gehinderd door aanhoudende regionale conflicten, maar ook westerse terughoudendheid.

### Euromaidan, Revolutie van de Waardigheid en Russische interventie

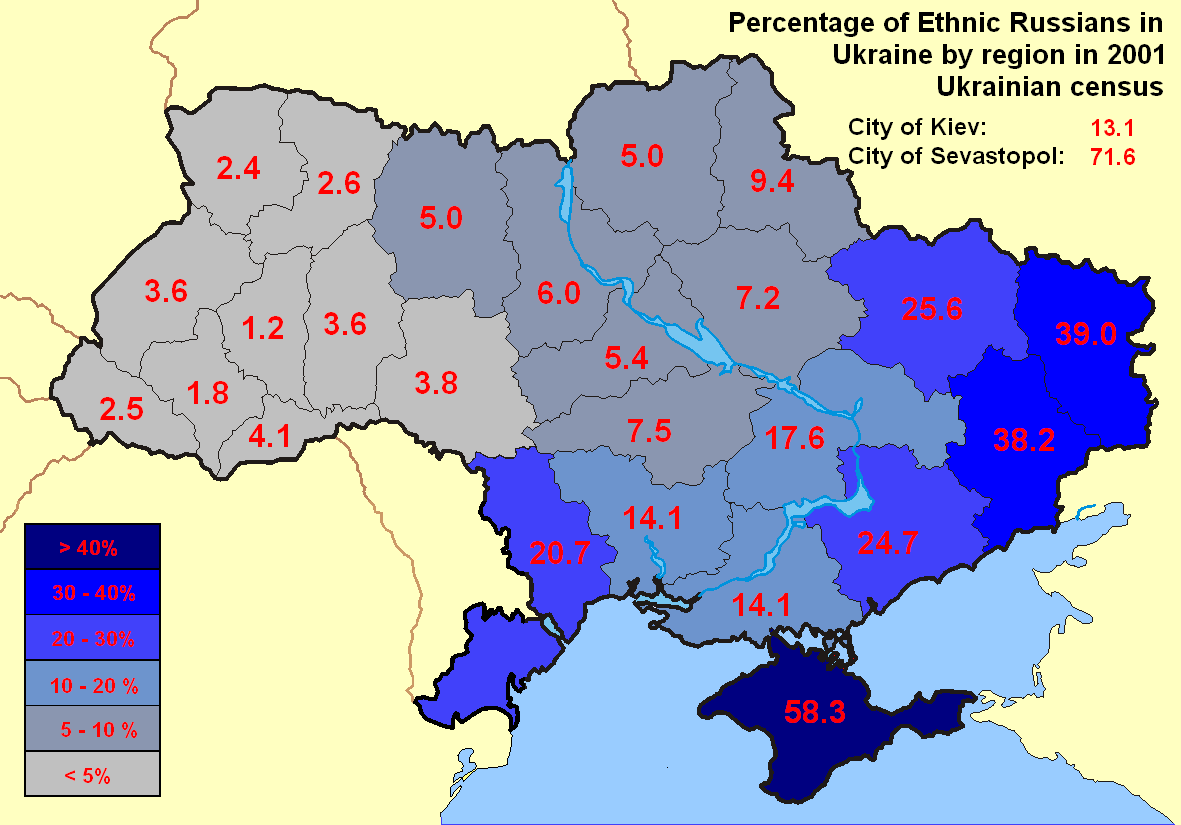
Russische minderheden in Oekraïne

In februari 2014 resulteerden pro-westerse Euromaidan-protesten in Kiev in de afzetting van president Janoekovytsj, gevolgd door de Russische annexatie van de Krim enkele weken later. Dit laatste was een schending van het in 1994 gesloten Memorandum van Boedapest, waarin Oekraïne ermee in had gestemd om zijn kernwapens over te dragen aan Rusland in ruil voor garanties voor zijn territoriale integriteit en politieke onafhankelijkheid van Rusland, het Verenigd Koninkrijk en de Verenigde Staten.
Rusland gebruikte vervolgens proxy-rebellen in Oost-Oekraïne, waar de zelfverklaarde volksrepublieken Donetsk en Loehansk werden uitgeroepen, om plausibele ontkenning van directe betrokkenheid vol te kunnen houden. Aanhoudende gewapende strijd van relatief lage intensiteit op regionaal niveau had bij elkaar duizenden slachtoffers tot gevolg. Het oosten van Oekraïne transformeerde medio 2016 tot een bevroren conflictgebied. Dit bemoeilijkte een eventueel toekomstig NAVO-lidmaatschap van Oekraïne.

## Aanloop naar de invasie

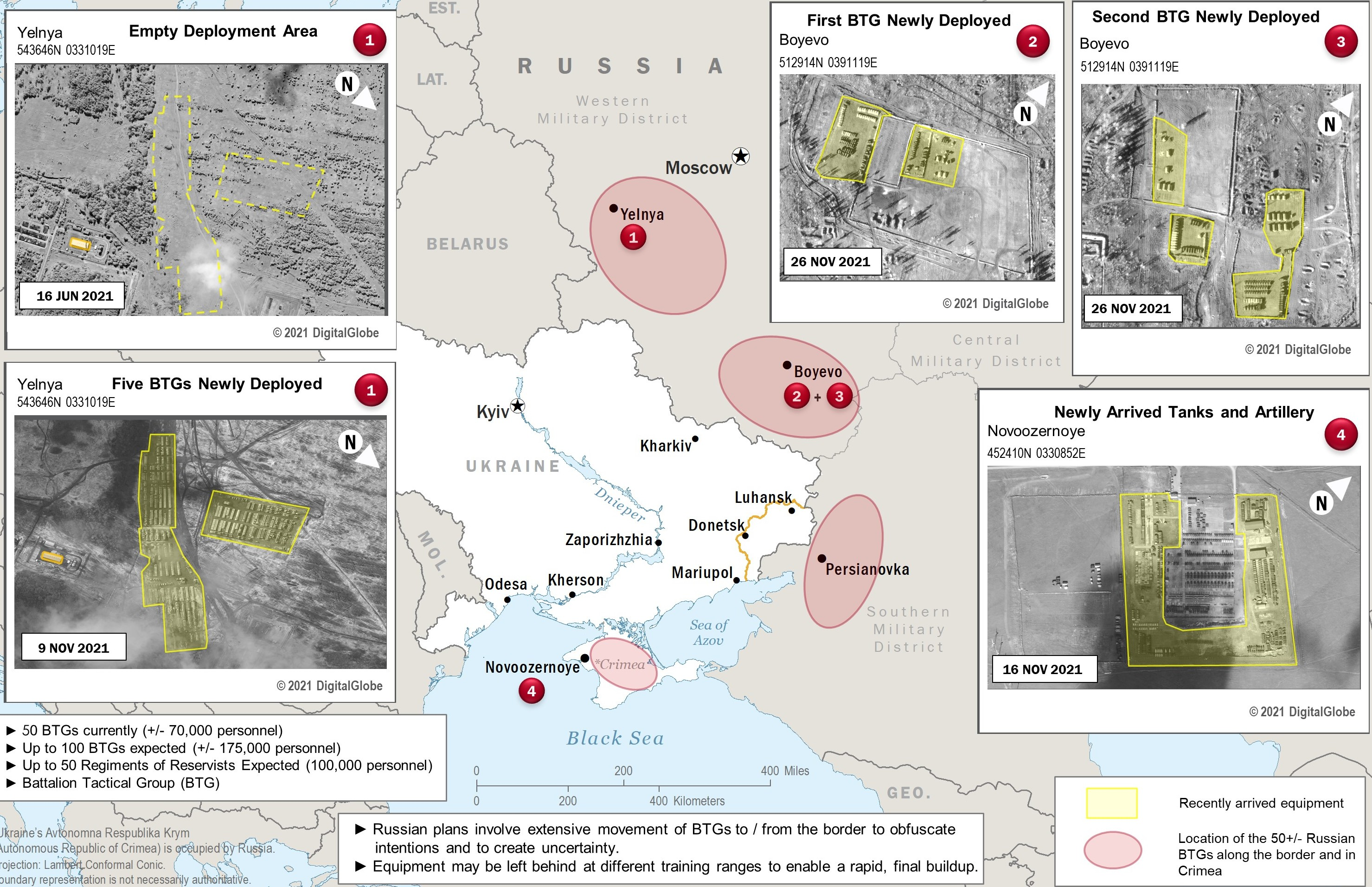
De Russische troepenopbouw in de Russisch-Oekraïense grensstreek op een kaart van de Amerikaanse inlichtingendiensten, begin december 2021. De VS schatten de Russische troepensterkte op dat moment op 70.000 militairen.

### Oplopende spanningen
Vanaf 2021 begon Rusland zijn militaire aanwezigheid langs de Oekraïense grens te verder uit te breiden, met een door de Amerikaanse inlichtingendiensten geschatte troepensterkte van 70.000 militairen in december 2021. Tussen oktober 2021 en februari 2022 volgde een tweede grootschalige Russische troepenopbouw bij de Oekraïense grens in zowel Rusland als Wit-Rusland. Ondanks de militaire opbouw ontkende Rusland herhaaldelijk invasieplannen, met uitspraken van hoge Russische functionarissen die beweerden dat Rusland geen bedreiging vormde.
De VS gaven begin december 2021 inlichtingen vrij die een geplande Russische invasie suggereerden, inclusief satellietfoto's en waarschuwingen over een Russische lijst met doelwitten. Rusland stelde strenge veiligheidseisen aan Oekraïne, de NAVO en de EU, waaronder een juridisch bindende belofte dat Oekraïne nooit tot de NAVO zou toetreden. Deze eisen werden kracht bijgezet met dreigementen van militaire actie als reactie op wat Rusland als een 'agressieve lijn' van de NAVO en de VS beschouwde.
In de weken voorafgaand aan het begin van de Russische invasie escaleerden de beschietingen in de Donbas, met claims van zowel Oekraïense als pro-Russische krachten over aanvallen. Op 18 februari 2022 gaven de zelfverklaarde volksrepublieken Donetsk en Loegansk het bevel tot evacuaties, omdat er een Oekraïense invasie ophanden zou zijn. Analisten en waarnemers, waaronder Bellingcat, suggereerden dat veel van deze acties door Rusland geënsceneerde voorwendsels waren om de invasie te rechtvaardigen.

### Erkenning volksrepublieken door Poetin en verdere escalatie (21–23 februari 2022)
Op 21 februari 2022 erkende president Poetin officieel de onafhankelijkheid van de zelfverklaarde volksrepublieken Donetsk en Loegansk, gevolgd door de inzet van Russische troepen naar de Oost-Oekraïense regio Donbas onder het mom van een 'vredesmissie'. Deze interventie werd internationaal veroordeeld door verschillende leden van de VN-Veiligheidsraad.
Op 22 februari 2022 gaf de Federatieraad van Rusland Poetin unaniem toestemming voor het gebruik van militair geweld buiten Rusland. In reactie hierop kondigde president Zelensky de dienstplicht van Oekraïense reservisten af, zonder over te gaan tot een algemene mobilisatie. De volgende dag riep het parlement van Oekraïne een nationale noodtoestand uit en beval de mobilisatie van alle legerreservisten. Ondertussen begon Rusland met de evacuatie van zijn ambassade in Kiev. Oekraïense overheids- en bankwebsites werden getroffen door DDoS-aanvallen, die toegeschreven werden aan hackers die door Rusland waren gesteund.
In de nacht van 23 februari 2022 hield Zelensky een toespraak in het Russisch, gericht op het Russische volk, waarin hij de Russische burgers opriep om een oorlog te voorkomen. Ook ontkende hij dat er plannen waren voor een aanval op de Donbas-regio. De leiders van de republieken Donetsk en Loegansk beweerden van hun kant dat Oekraïense beschietingen burgerdoden veroorzaakten en vroegen Rusland om militaire steun. Oekraïne verzocht om een spoedvergadering van de VN-Veiligheidsraad, die dezelfde dag plaatsvond. Ondanks oproepen van VN-secretaris-generaal António Guterres om 'vrede een kans te geven', kondigde Poetin kort na de vergadering de start van militaire operaties in Oekraïne aan.

### Aankondiging van de 'speciale militaire operatie'

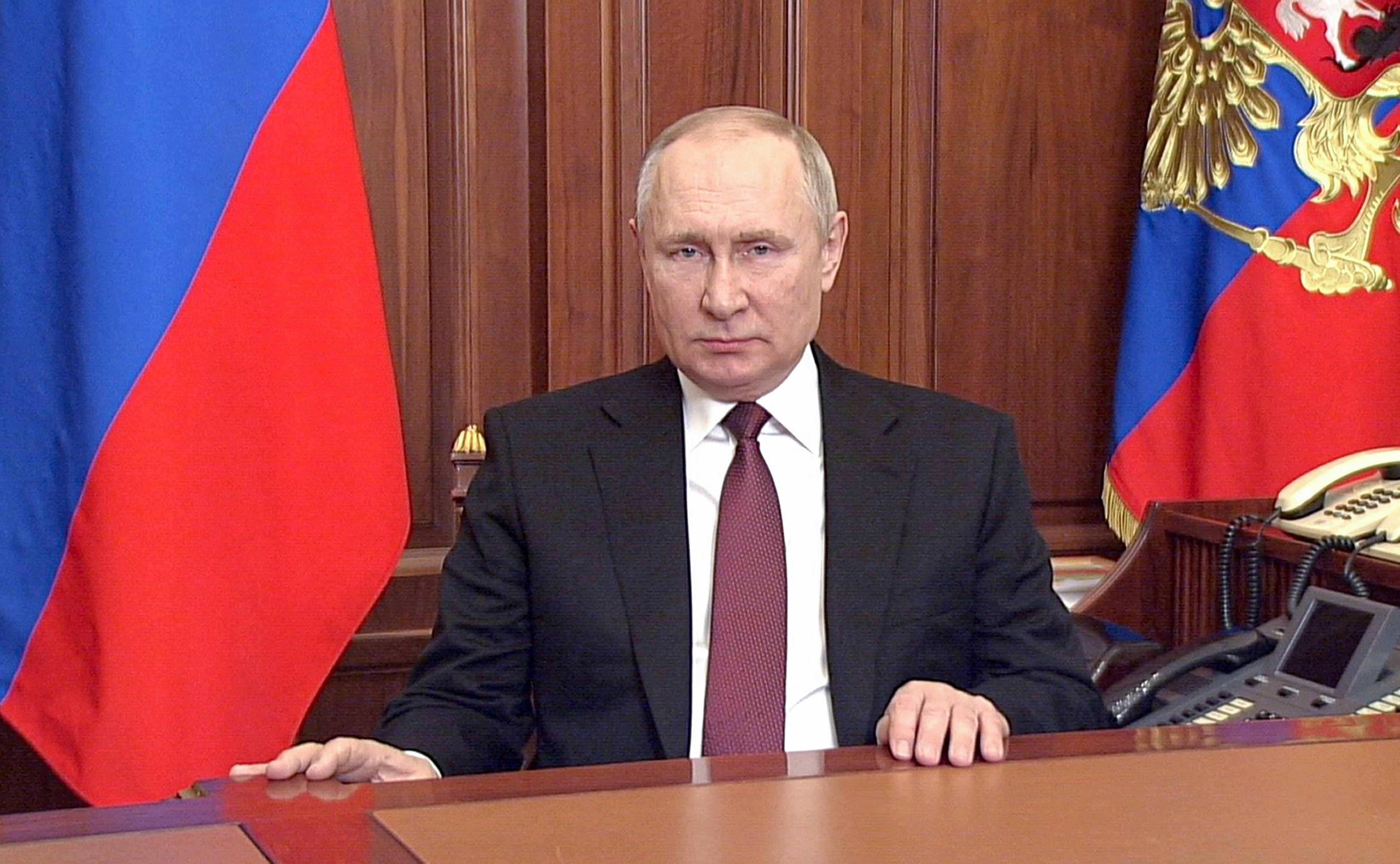
President Poetin tijdens zijn toespraak op 24 februari 2022 waarin hij de 'speciale militaire operatie' in Oekraïne aankondigde

Op 24 februari 2022, kort voor 06:00 plaatselijke tijd, maakte president Poetin bekend dat hij de beslissing had genomen om een 'speciale militaire operatie' uit te voeren in Oekraïne. Doel hiervan was de bevolking in de Donbas te beschermen, die in Poetins woorden al acht jaar lang werd blootgesteld aan 'de genocide van het regime in Kiev'. In zijn toespraak verklaarde Poetin dat er geen plannen waren om Oekraïens grondgebied te bezetten en dat hij het recht van de volkeren van Oekraïne op zelfbeschikking steunde.
Binnen enkele minuten na deze aankondiging werden explosies gemeld in Kiev, Charkiv, Odessa en de Donbas. In een (vermoedelijk) uitgelekt rapport van de Russische veiligheidsdienst FSB, waarin zij concludeerden dat er 'geen opties waren voor een mogelijke overwinning in Oekraïne', stond dat de dienst niet was ingelicht over het plan om Oekraïne binnen te vallen. Onmiddellijk na de aanval kondigde de Oekraïense president Volodymyr Zelensky de staat van beleg af. Dezelfde avond beval hij een algehele mobilisatie van alle reservisten en Oekraïense mannen tussen de 18 en 60 jaar oud. Zij mochten het land niet meer verlaten, zodat ze beschikbaar bleven voor een oproep.

## Tijdlijn

In de vroege ochtend van 24 februari 2022 viel het Russische leger Oekraïne binnen. Bij deze militaire operatie werden infanteriedivisies en gepantserde eenheden ingezet. Ook was er ondersteuning vanuit de lucht en vonden er tientallen raketaanvallen door heel Oekraïne plaats, zowel in oostelijke als westelijke delen zoals Lviv. De aanval werd vanuit vier richtingen ingezet: vanuit Wit-Rusland richting Kiev, vanaf de Krim, en vanuit de door separatisten gecontroleerde regio's Donetsk en Loegansk, evenals een oostelijk front.
Een Russische poging om Kiev al meteen in te nemen mislukte; gevechten in de buitenwijken zoals Irpin, Hostomel en Boetsja toonden sterk Oekraïens verzet. Door de inzet van geavanceerde westerse wapens zoals Javelin-anti-tankraketten en Stinger-luchtafweerraketten, die effectief waren tegen Russische aanvoerlijnen, slaagde het Russische leger er niet in de Oekraïense hoofdstad te omsingelen.
In het noorden belegerde Rusland steden als Tsjernihiv, Soemy en Charkov, maar zonder succes. In het zuiden namen Russische troepen op 2 maart Cherson in en rukten op tot Voznesensk. Op 25 maart verklaarde Rusland de eerste fase van de operatie voor 'voltooid', maar vermeldde niet langer de oorspronkelijke doelen van 'demilitarisatie' en 'denazificatie' van Oekraïne. Tegen april waren Russische troepen teruggetrokken uit het noorden voor bevoorrading en herpositionering richting de Donbas, ter voorbereiding op een hernieuwde aanval in Zuidoost-Oekraïne. Generaal  Aleksandr Dvornikov kreeg de leiding over de militaire operaties tijdens deze fase van de invasie.
Op 18 april rapporteerde de voormalige VS-ambassadeur bij de NAVO dat Rusland zijn troepen herpositioneerde voor een nieuwe aanval op Oost-Oekraïne, terwijl de Oekraïense troepen, bestaande uit burgers tussen 16 en 60 jaar oud, weerstand bleven bieden ondanks een tekort aan geavanceerde wapens.

### Eerste fase van de invasie (24 februari - 7 april 2022)
Russische troepen kwamen Oekraïne binnen vanuit het noorden via Wit-Rusland (richting Kiev); vanuit het noordoosten uit Rusland (richting Charkov); vanuit het oosten via de Donbas; en vanuit het zuiden via de, in 2014 door Rusland geannexeerde, Krim (richting Cherson) Kiev en Charkov zijn de twee grootste steden van Oekraïne. Aan de oostzijde van Cherson ligt de belangrijke Antonovsky-brug over de Dnjepr, waarlangs Odessa voor Russische legereenheden bereikbaar zou zijn.

#### Offensief in Noord-Oekraïne
De poging om Kiev in te nemen omvatte een opmars van Russische troepen vanuit Wit-Rusland langs de westelijke oever van de Dnjepr, richting Kiev. De opmars werd ondersteund door twee afzonderlijke aanvalsassen vanuit Rusland langs de oostelijke oever van de Dnjepr: de westelijke as bij Tsjernihiv en de oostelijke as bij Soemy. Via deze aanvalsassen leken de troepen Kiev te willen omsingelen vanuit het noordoosten en oosten.
Bij het begin van de invasie op 24 februari 2022 werd het noordelijke front gelanceerd vanuit Wit-Rusland en gericht op Kiev met een noordoostelijk front dat werd gelanceerd bij de stad Charkov; het zuidoostelijke front werd uitgevoerd als twee afzonderlijke speerpuntfronten, waaronder een zuidelijk front afkomstig uit de Krim en een afzonderlijk  zuidoostfront gelanceerd in de steden Loehansk en Donetsk.

Russische controle rond Kiev tot 2 april 2022

Vanaf de Wit-Russische grens komt de Dnjepr uit in een deltagebied met talloze waterwegen en kreken, waarna de rivier overgaat in het Kievreservoir, een 12 kilometer breed stuwmeer dat 110 kilometer verderop eindigt bij de Kievstuwdam, waar de Dnjepr zijn weg vervolgt richting de Zwarte Zee. Dit gebied vormt een natuurlijke barrière voor zowel het Russische als het Oekraïense leger. De eerste brug over de rivier is 95 km afstand in vogelvlucht ten noorden van Kiev, aan de Wit-Russisch/Oekraïense grens.
Langs de westelijke oever van de Dnjepr veroverde het Russische leger op 24 februari 2022 de voormalige kerncentrale Tsjernobyl en de spookstad Pripjat, inclusief het omliggende gebied. De opmars werd gehinderd door hevig verzet van Oekraïense troepen.
Na een doorbraak bij Tsjernobyl ging de Russische opmars verder richting het stadje Ivankiv, 90 kilometer ten noorden van Kiev. Russische luchtlandingstroepen probeerden luchthaven Hostomel en de Antonov-fabrieken in te nemen, waarbij ze helikopters gebruikten. In eerste instantie veroverden de Russen het vliegveld, maar ze konden uiteindelijk een tegenaanval door Oekraïense troepen niet weerstaan. Bij de aanval op luchthaven Hostomel werd de Antonov An-225, het grootste vliegtuig ter wereld, vernietigd. Toen de Russische militaire colonne op 25 februari 2022 op minder dan 24 uur afstand van het dorp Kozarovitsji was, besloot de burgemeester van het dorp – dat aan de westelijke oever van het Kievreservoir, op 40 kilometer ten noorden van Kiev ligt – om de dam op te blazen, waardoor 30 km² bouwland, inclusief het dorp zelf, overstroomde. De Russische troepen zaten bijgevolg vast, wat een grote tegenslag in hun opmars naar Kiev betekende.
Ten zuiden van Kiev werden op 26 februari 2022 de luchthaven van Vasylkiv en de stad Vasylkiv aangevallen. De luchthaven werd geheel verwoest. Het leek een poging om Kiev snel in te nemen, waarbij Spetsnaz de stad infiltreerden ondersteund door luchtlandingsoperaties en een snelle opmars vanuit het noorden. Op 1 maart 2022 werd de televisietoren in Kiev gebombardeerd. Naar alle waarschijnlijkheid wilden de Russen het communicatiemiddel platleggen, wat deels was gelukt. Een drone filmde op 3 maart 2022 de verwoesting in Borodjanka, een stad ten noordwesten van Kiev, waar een flatgebouw was gebombardeerd. In de straten was zwaar gevochten. Enkele honderden meters van het gebouw waren uitgebrande Russische voertuigen te zien. Begin maart 2022 was een verdere Russische opmars langs de westkant van de Dnjepr-rivier beperkt door een sterke Oekraïense verdediging. Op 5 maart 2022 had het, naar verluidt, 60 kilometer lange Russische konvooi nog maar weinig vooruitgang geboekt richting Kiev. De in Londen gevestigde denktank Royal United Services Institute (RUSI) beoordeelde de Russische opmars vanuit het noorden en oosten als 'vastgelopen'.
Bij de ondersteuning vanuit de oostkant van de Dnjepr was de vooruitgang langs de westelijke Tsjernihiv-as grotendeels gestopt toen het op 9 maart 2022 de belegering van Tsjernihiv begon. Rusland boekte de grootste vooruitgang langs de oostelijke Soemy-as. Vanuit Soemy bewogen de Russische troepen zich over snelwegen door vlak, onbevolkt open land met weinig verdedigingsposities en bereikten op 4 maart 2022 Brovary, een oostelijke voorstad van Kiev.

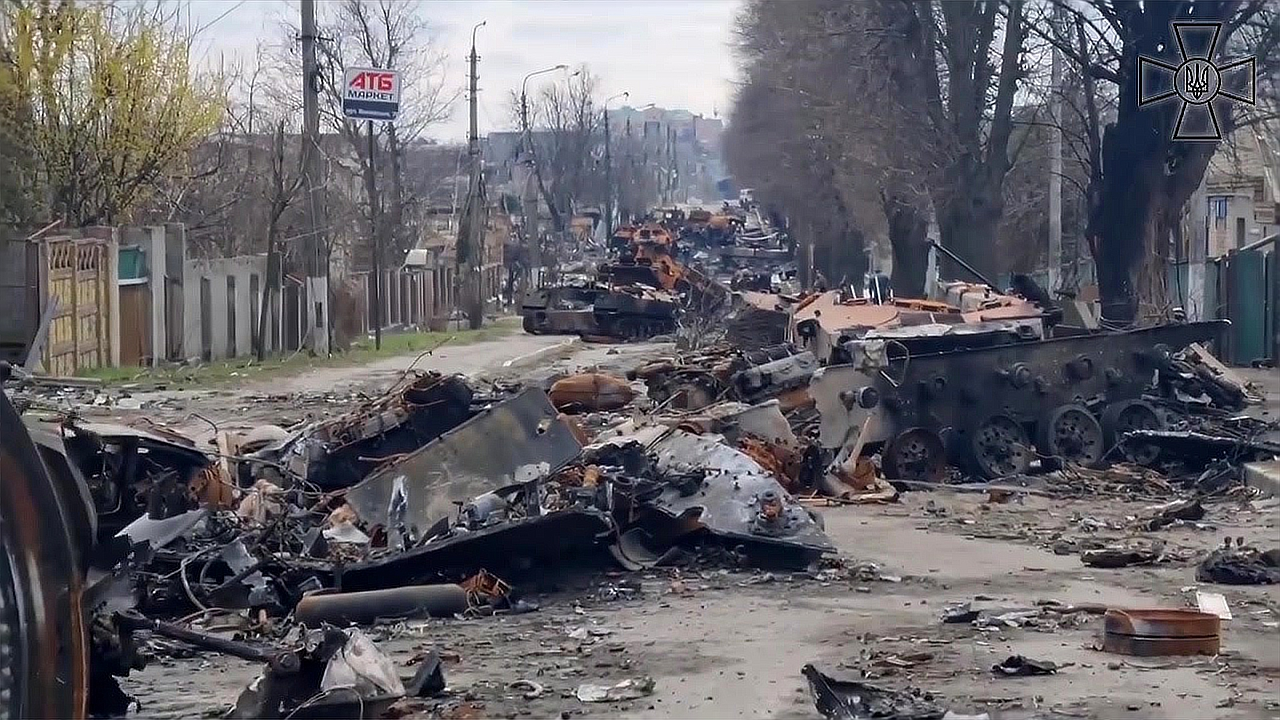
Vernietigde Russische tanks in de hoofdstraat van Boetsja, 6 april 2022

Aan de westelijke oever van de Dnjepr, veroverden Russische troepen op 5 maart 2022 Boetsja, Hostomel en Vorzel, hoewel de strijd om Irpin op 9 maart 2022 nog niet was beslist. Op 11 maart 2022 werd gemeld dat het lange konvooi zich grotendeels had verspreid en posities had ingenomen die beschutting boden. Het lukte de Russische troepen niet om de Irpinrivier bij Irpin over te steken. Deze was door Oekraïne opgehoogd (0,5-0,7 m) met behulp van hydraulische structuren. Op 16 maart 2022 begonnen Oekraïense troepen een tegenoffensief om Russische troepen die Kiev naderden vanuit verschillende omliggende steden af te weren. Volgens Amerikaanse functionarissen waren de Russische troepen niet in staat om een snelle overwinning in Kiev te behalen, waardoor ze van strategie veranderden en willekeurige bombardementen en belegeringsoorlogen begonnen. Op 23 maart 2022 resulteerde het tegenoffensief in de heroveringen van Makariv en Irpin, twee voorsteden ten noordwesten van Kiev.
In de ochtend van 8 april 2022 meldden Britse militaire inlichtingendiensten dat het Russische leger zich nu volledig had teruggetrokken uit het noorden van Oekraïne. Veel van de soldaten zouden naar Wit-Rusland en Rusland zijn gegaan, om zich te bevoorraden en hergroeperen.

#### Offensief in Noordoost-Oekraïne
Het offensief in Noordoost-Oekraïne begon eveneens op 24 februari 2022. Het omvatte een grootschalige aanval van de Russische strijdkrachten op het grondgebied van de oblasten Tsjernihiv en Soemy en de gelijknamige hoofdsteden.
Op 24 februari 2022 probeerden de Russische troepen Tsjernihiv in te nemen, maar dit mislukte. De stad werd wel zwaar gebombardeerd en op 10 maart 2022 compleet omsingeld.  Tijdens het beleg werd de kritieke infrastructuur voor de 300.000 inwoners van Tsjernihiv werd voortdurend aangevallen. Er vielen 350-400 Oekraïense militairen en burgerdoden. Op 4 april 2022 verklaarden de Oekraïense autoriteiten dat het Russische leger de oblast Tsjernihiv had verlaten. In de oblast Soemy veroverde het Russische leger op 24 februari 2022 bijna de hoofdstad Soemy, gelegen op 35 kilometer van de Russische grens. Tijdens de Slag om Soemy boden Oekraïense soldaten en milities ondanks weinig aanvankelijke weerstand, hevig verzet wat resulteerde in intense stedelijke oorlogsvoering. Volgens Oekraïense bronnen werden meer dan 100 Russische tanks vernietigd en 104 soldaten gevangengenomen. Minstens 25 burgers kwamen om het leven. De strijd om de controle over Konotop, de tweede stad van de oblast Soemy, werd op 25 februari 2022 door de Russen gewonnen. Op 2 maart 2022 meldde de burgemeester van Konotop dat Russische troepen dreigden de stad te beschieten als de bewoners zich zouden verzetten. Na overleg met de inwoners werd besloten om niet te capituleren. Later op de dag werd een overeenkomst bereikt waarbij de Russische troepen toezegden het stadsbestuur niet te veranderen en geen troepen in de stad in te zetten, terwijl het stadsbestuur ermee instemde de Russische troepen niet aan te zullen vallen. Ook in Ochtyrka, in het zuiden van de oblast Soemy, vonden hevige gevechten plaats. Op 24 februari 2022 probeerden Russische troepen de stad te bezetten, maar hun opmars werd afgeslagen. De stad werd daarna onder vuur genomen door artillerie, waarbij clustermunitie een kleuterschool trof en slachtoffers maakte. Op 27 februari 2022 vernietigden Oekraïense troepen Russische tanks die de nabijgelegen strategische stad Trostjanets probeerden in te nemen. Dit verstoorde de Russische communicatie- en bevoorradingsroutes.
Op 10 maart 2022 meldde de gouverneur van de oblast Soemy dat Ochtyrka voortdurend werd gebombardeerd. De infrastructuur van de stad raakte zwaar beschadigd. Meer dan 70 Oekraïense soldaten kwamen om het leven bij een aanval met een thermobarische bom. Op 26 maart 2022 trokken de Russische troepen zich terug uit Ochtyrka, met meer dan 100 burgerslachtoffers tot gevolg. Op 4 april 2022 verklaarde gouverneur Zjyvytsky dat er geen bezette steden of dorpen meer waren in de oblaat Soemy en dat de Russische troepen zich grotendeels hadden teruggetrokken. Op 7 april 2022 meldde hij dat alle Russische troepen de oblast Soemy hadden verlaten, hoewel er nog steeds een dreiging was door achtergelaten explosieven munitie.

#### Offensief in Zuid-Oekraïne
Al meteen op 24 februari 2022 veroverden Russische troepen vanuit de Krim het Noord-Krimkanaal in het zuiden. Dit had als resultaat dat de watervoorziening naar het schiereiland via de Dnjepr, die sinds 2014 was afgesneden, werd hersteld. Diezelfde dag begonnen Russische marineschepen met een aanval op Slangeneiland in het zuiden van Oekraïne, zie ook #Zeegevechten en blokkades. Deze gebeurtenissen markeerden het begin van een opmars langs de zuidelijke kuststrook naar het oosten, richting Marioepol. Op 26 februari 2022 begon het Russische leger met de belegering van Marioepol, een strategische stad die het front kon verbinden met separatistische regio's in de Donbas. Tijdens deze opmars veroverden Russische troepen Berdjansk voordat ze op 1 maart 2022 Melitopol, 200 km ten westen van Marioepol, aanvielen. Volgens de burgemeester van Melitopol hadden de Russen de stad bezet. Op 25 februari 2022 rukten Russische troepen vanuit volksrepubliek Donetsk (DPR) richting Marioepol, waar ze hevig verzet van het Oekraïense leger ondervonden bij het dorp Pavlopil, ongeveer 30 km van Marioepol. Tijdens deze confrontatie werden volgens de burgemeester van Marioepol 22 Russische tanks vernietigd. Die avond begon naar verluidt de Russische Marine een amfibische aanval op de kustlijn van de Zee van Azov, 70 kilometer ten westen van Marioepol. Een Amerikaanse defensiefunctionaris suggereerde dat duizenden Russische mariniers vanuit dit bruggenhoofd zouden worden ingezet.

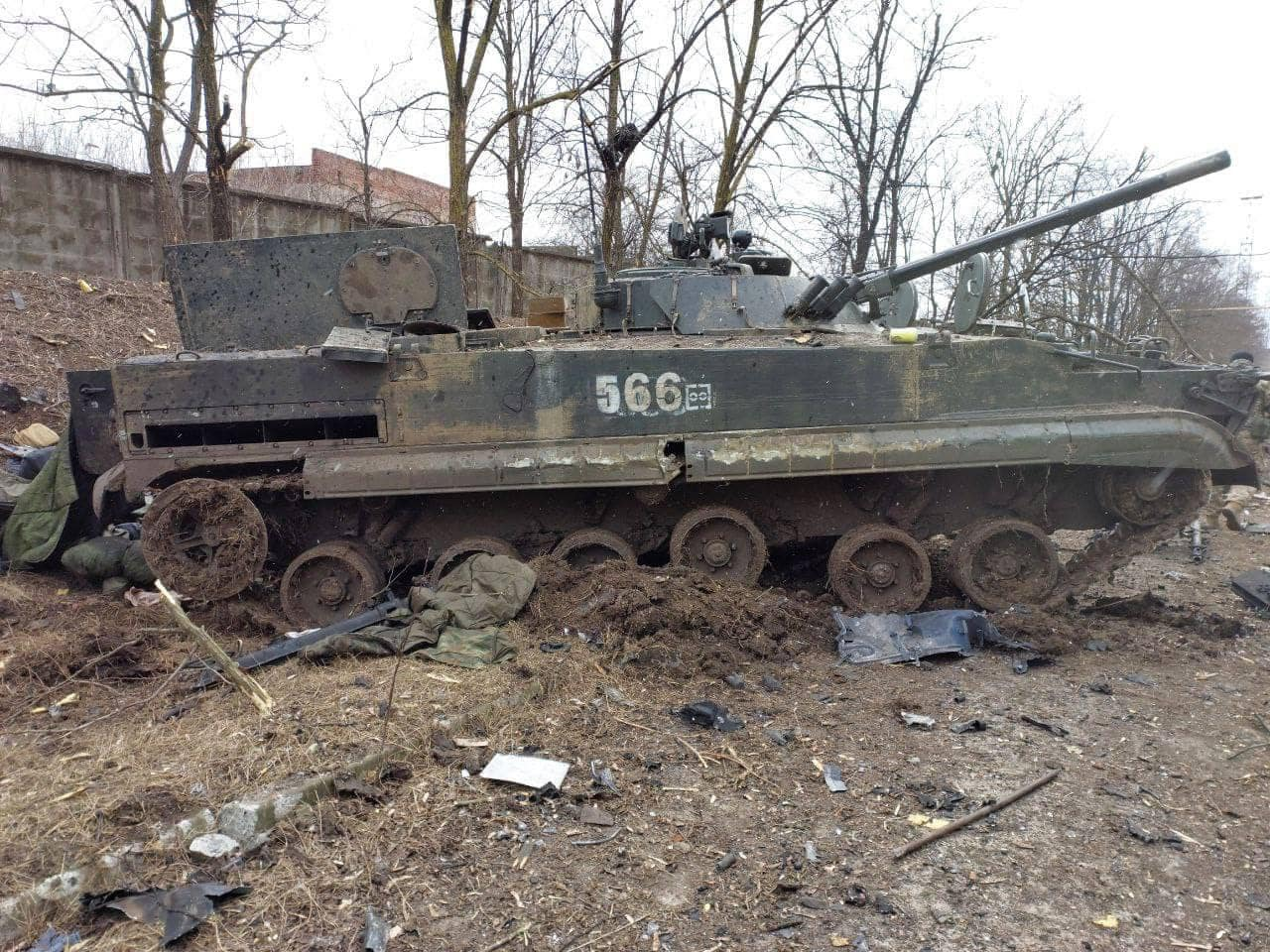
Een verwoest Russisch gevechtsvoertuig BMP-3 bij Marioepol, 7 maart 2022

Op 26 februari 2022 verplaatste een tweede aanvalsas van Russische troepen zich vanuit de Krim naar het noorden en naderde de kerncentrale Zaporizja, de grootste kerncentrale van Europa gelegen nabij de stad Enerhodar. Twee dagen later, op 28 februari, begonnen de Russen met de belegering van Enerhodar, met als doel de controle over deze strategisch belangrijke kerncentrale te verkrijgen. Het Internationaal Atoomenergieagentschap (IAEA) meldde destijds dat er geen essentiële apparatuur was beschadigd.
In de vroege ochtend van 4 maart 2022 werd de kerncentrale Zaporizja urenlang beschoten door Russische troepen, wat uiteindelijk resulteerde  in de inname van de centrale. Ondanks meldingen van branden werd er geen stralingslek vastgesteld. Vanaf Zaporizja wordt de Dnjepr-rivier een stuwmeer dat zuidwaarts reikt tot de stuwdam van Nova Kachovka, waarna de Dnjepr via Cherson uitmondt in de Zwarte Zee. De Dnjepr vormt zo een natuurlijke barrière van 230 km in vogelvlucht voor beide legers. De enige verbindingen zijn de spoorwegverbinding over de stuwdam van Nova Kachovka en een weg en spoorbrug 10 km ten oosten van Cherson.
Een derde aanvalsas vanuit de Krim verplaatste zich naar het noordwesten, waarbij Russische troepen bruggen over de Dnjepr veroverden. Op 2 maart 2022 meldden diverse media en het Russische ministerie van Defensie dat de stad Cherson in het zuiden van Oekraïne volledig door het Russische leger was ingenomen, hoewel Oekraïense autoriteiten dit tegenspraken. Volgens een lokale functionaris waren er ongeveer 200 mensen omgekomen, voornamelijk burgers. Vervolgens trokken Russische troepen westwaarts richting Mykolajiv, gelegen tussen Cherson en Odessa. Op 4 maart 2022 wisten Oekraïense verdedigers een aanval op Mykolajiv  af te slaan en heroverden zij de nabijgelegen vliegbasis Koelbakino.
Na deze tegenslag passeerde de Russische legereenheid Mykolajiv en trok 85 km noordwaarts langs de oostelijke oever van de Zuidelijke Boeg-rivier om de stad Voznesensk aan te vallen. Deze stad beschikt over een strategische brug over de rivier. De aanval mislukte na drie dagen van hevige strijd, waarna de Russische eenheid zich volledig terugtrok. Hierdoor slaagde het Russische leger er niet in om de zuidelijke Boeg-rivier over te steken, een noodzakelijke stap om de stad Odessa te kunnen bereiken.
Op 16 maart 2022 lanceerde het Russisch leger vanuit Cherson een offensief in noordoostelijke richting, met als doel om de noordoever van de Dnjepr en het resterende deel van de oblast Cherson onder controle te krijgen. Op 21 maart 2022 bereikten de Russische troepen de grenzen van de Oblast, maar de frontlinie schoof daarna meerdere keren door offensieven van beide zijden.
Begin maart 2022 werd de stad Marioepol volledig omsingeld door het Russische leger. Op 4 maart 2022 stond de stad op het punt van instorten, waardoor een omvallen, waardoor een humanitaire crisis dreigde. De Oekraïense regering meldde op 14 maart 2022 dat er in Marioepol sinds het begin van de invasie zeker 2.500 doden waren gevallen. Op 16 maart 2022 werd het Regionaal Dramatheater van Donetsk in Marioepol gebombardeerd. In het theater schuilden volgens de berichten tussen de 600 en 800 burgers op het moment van de aanval. De gemeente Marioepol schatte het aantal doden op 300, hoewel het precieze aantal onduidelijk bleef. (zie ook #Bombardement op theater van Marioepol).
Op 18 maart 2022 beschoten Russische marineschepen de steden Marioepol en Odessa. Op diezelfde dag werd een militaire kazerne bij Mykolajiv door Rusland gebombardeerd, waarbij zeker 80 militairen zouden zijn omgekomen. Op 29 maart 2022 werd ook het gebouw van het regionale bestuur in Mykolajiv getroffen door een Russische raket. Volgens de berichten vielen daarbij 15 doden en meer dan 30 gewonden.
Op 20 maart 2022 werd een kunstacademie in Marioepol, die onderdak bood aan ongeveer 400 mensen, verwoest door Russische bombardementen. Op dezelfde dag, terwijl Russische troepen hun belegering van de stad voortzetten, eiste de Russische regering een volledige overgave van de stad. Deze eis werd echter resoluut afgewezen door verschillende Oekraïense regeringsfunctionarissen. Op 24 maart 2022 trokken Russische troepen het centrum van Marioepol binnen. Het stadsbestuur beweerde dat de Russen de inwoners probeerden te demoraliseren door publiekelijk te verkondigen dat Odessa was ingenomen en andere Russische overwinningen te claimen.
Op 27 maart 2022 verklaarde de Oekraïense vice-premier Olha Stefanisjyna dat de inwoners van Marioepol geen toegang hadden tot water, voedsel of andere essentieel benodigdheden en dat meer dan 85 procent van de hele stad was verwoest. In een telefoongesprek met de Franse president Emmanuel Macron op 29 maart 2022, verklaarde president Poetin dat de bombardementen op Marioepol pas zouden eindigen als de Oekraïense troepen de stad volledig zouden opgeven.
Op 1 april 2022 werd een poging van de Verenigde Naties om honderden burgers uit Marioepol te evacueren met 50 toegewezen bussen, belemmerd door Russische troepen die de bussen geen veilige doorgang naar de stad verleenden. Dit gebeurde terwijl vredesbesprekingen in Istanboel voortduurden. Op 3 april 2022, na de terugtrekking van Russische troepen uit Kiev aan het einde van de eerste fase van de militaire invasie, breidde Rusland zijn aanval op Zuid-Oekraïne verder naar het westen uit met meer bombardementen en aanvallen op Odessa, Mykolajiv en de kerncentrale van Zaporizja.

#### Offensief in Oost-Oekraïne
Vanaf de eerste dag van de invasie probeerden Russische strijdkrachten in het noordoosten de stad Charkov te veroveren, die minder dan 35 kilometer van de Russische grens ligt.

In de slag om Charkov, die zou duren tot half mei 2022, stuitten Russische tanks op sterke tegenstand. Op 25 februari werd de Russische vliegbasis Millerovo in oblast Rostov aangevallen door Oekraïense strijdkrachten met OTR-21 Tochka-raketten. Volgens Oekraïense functionarissen werden verschillende vliegtuigen van de Russische luchtmacht vernietigd en werd de vliegbasis in brand gestoken. Op 28 februari bombardeerden de Russen Charkov, waarbij meerdere instanties vermoedden dat er clustermunitie of vacuümbommen waren ingezet. Er vielen tientallen doden. 

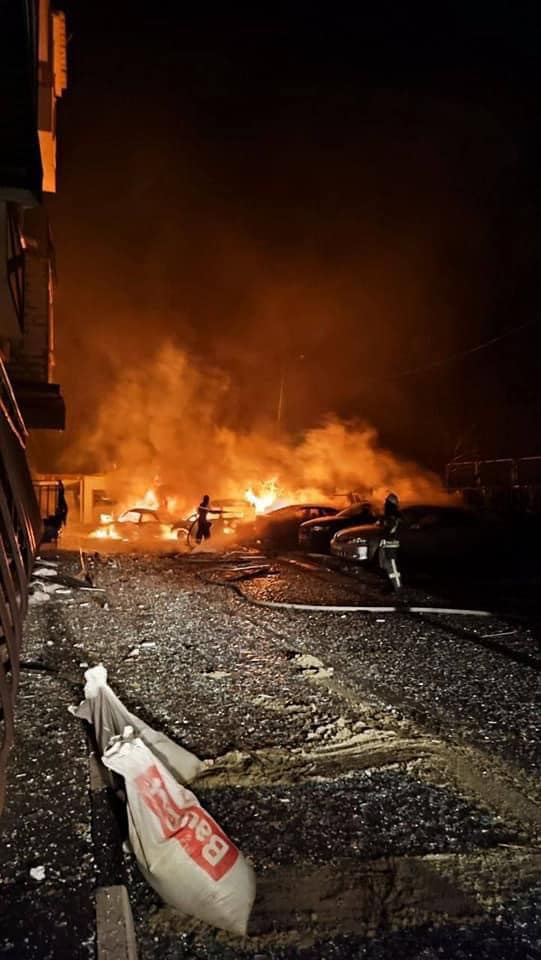
Russisch bombardement in een buitenwijk van Charkov, 1 maart 2022

Nieuwsprogramma's op de Russische staatstelevisie lieten per uitzondering beelden zien van de aanslag en beweerden daarbij dat de Oekraïners hun eigen gebouwen opbliezen om Rusland hiervan de schuld te kunnen geven. Volgens een Russische nieuwspresentator 'schiet Russische artillerie nooit op woonwijken, waar Oekraïners hun kanonnen juist daar neerzetten, bij voorkeur op speelplaatsen bij scholen'. Op 1 maart was er een raketaanval op het Vrijheidsplein in het centrum van Charkov, met als mogelijk doelwit het regionale overheidsgebouw aan de rand van het plein. Er landden Russische parachutisten in Charkov, die een militaire medische kliniek aanvielen. De strijd werd door een Oekraïense presidentiële adviseur beschreven als 'het Stalingrad van de 21e eeuw'.
Op 1 maart kondigde Denis Poesjilin, het hoofd van de volksrepubliek Donetsk, aan dat zijn troepen de stad Volnovacha in de oblast Donetsk, 70 km ten noorden van Marioepol, bijna volledig hadden omsingeld en dat ze spoedig hetzelfde zouden doen met Marioepol.
Op 2 maart werden Russische troepen verdreven uit Sjevjerodonetsk, de de-facto hoofdstad van de oblast Loehansk. Eveneens op 2 maart 2022 begonnen Oekraïense troepen een tegenoffensief op Horlivka, dat sinds 2014 voornamelijk door volksrepubliek Donetsk werd gecontroleerd.
Op 17 maart werd Izjoem in oblast Charkov veroverd door Russische troepen, hoewel de gevechten voortduurden. Op 20 maart 2022 meldde het Russische ministerie van Defensie dat er aanvallen met hypersonische raketten waren uitgevoerd door Rusland, deze keer op een brandstofopslagplaats in Kostjantynivka.
Op 25 maart verklaarde het Russische ministerie van Defensie dat Rusland klaar was om de tweede fase van de militaire operatie in te gaan bij het bezetten van grote Oekraïense steden in Oost-Oekraïne. Op 31 maart, de dag waarop de vredesbesprekingen tussen Oekraïne en Rusland in Istanbul zouden worden hervat, meldde PBS News dat Charkov opnieuw onder vuur lag. Ook bevestigde het Oekraïense leger dat Izjoem onder Russische controle stond.
In de ochtend van 1 april ontstond er brand in een olieopslagplaats in de Russische stad Belgorod, op ca. 35 km van de Oekraïense grens. Volgens Rusland was de brand veroorzaakt door een Oekraïense luchtaanval, maar de Oekraïense defensiesecretaris Oleksij Danilov ontkende dat.
Op 7 april bracht de hernieuwde opeenhoping van Russische invasietroepen en tankdivisies rond de oostelijke steden Izjoem, Slovjansk en Kramatorsk Oekraïense regeringsfunctionarissen ertoe om de overgebleven inwoners van de oblasten Donetsk en Loehansk en van het oostelijke deel van oblast Charkov te adviseren hun steden en dorpen te verlaten en naar het westen van Oekraïne te vluchten.
Op 8 april meldden Britse militaire inlichtingendiensten dat het Russische leger zich volledig had teruggetrokken uit het noorden van Oekraïne. Verwacht werd dat de Russen zich zouden hergroeperen in de Donbas, en dat daar een nieuwe hevige strijd zou volgen. Veel van de soldaten zouden naar Wit-Rusland en Rusland zijn gegaan. Op satellietbeelden die door een Amerikaans technologiebedrijf waren gemaakt nabij Velyky Boerloek, was een kilometerslang konvooi te zien dat onderweg leek naar de Donbas.

### Zuidoostelijk front (8 april – 5 september 2022)

#### Verandering in Russische strategie

Russische invasie van Oekraïne fase 2 van 7 april tot 5 september 2022.

Eind maart 2022 wijzigde Rusland zijn invasiedoelen, nadat duidelijk werd dat de Oekraïense weerstand sterker was dan verwacht. Het doel om Kiev te veroveren en de regering-Zelensky af te zetten, werd voorlopig opgegeven. Vanaf 8 april 2022 werden Russische troepen in Zuidoost-Oekraïne verenigd onder het bevel van generaal Aleksandr Dvornikov. Op 17 april 2022 werd de Russische voortgang aan het zuidoostelijke front belemmerd door Oekraïense troepen. Zij hadden zich verschanst in verlaten fabrieken in Marioepol en weigerden zich over te geven aan de hen omringende Russische troepen. Op 19 april bevestigde The New York Times dat Rusland een hernieuwd invasiefront had gelanceerd, bekend als de 'oostelijke aanval', langs een frontlijn van 480 km van Charkov tot Donetsk en Loehansk. Gelijktijdige raketaanvallen werden opnieuw gericht op Kiev in het noorden en Lviv in West-Oekraïne. Op 30 april 2022 beschreef een NAVO-functionaris de Russische opmars als 'oneven' en 'klein'. Een anonieme Amerikaanse defensiefunctionaris noemde het Russische offensief: 'zeer lauw', 'op zijn best minimaal' en 'bloedarm'.
Het Russische leger mobiliseerde al zijn beschikbare gevechtsreserves voor de verovering van Sjevjerodonetsk en de Donbas-regio. Om dit te bewerkstelligen, werden Russische aan andere fronten zoveel mogelijk uitgedund. Dit bood het Oekraïens leger kansen om elders tegenoffensieven in gang te zetten. In plaats van een directe confrontatie aan te gaan in de Donbas en Sjevjerodonetsk tot het uiterste te verdedigen, koos het Oekraïense leger ervoor om zich geleidelijk terug te trekken, waarbij de Russische aanvallers maximale schade werd toegebracht.
Van aanzienlijk strategisch belang waren de stad Cherson en de omliggende regio. Als de Russen erin zouden slagen deze gebieden te behouden, zouden ze een stevige uitvalsbasis hebben om later Odessa en Zuid-Oekraïne te veroveren. Als anderzijds de Oekraïners erin zouden slagen om Cherson te heroveren en de Russen terug te drijven tot achter de Dnjepr-rivier, dan zou Oekraïne een sterke verdedigingslinie en uitvalsbasis hebben voor een tegenoffensief richting de Krim en de landsverbinding tussen de Krim en de  Donbas-regio. Het feit dat de Russische troepen hun inspanningen concentreerden op de Donbas, bood Oekraïne meer ruimte om aanzienlijke terreinwinsten te boeken aan het Cherson-front.
Op 5 mei kondigde de Oekraïense legerleiding een overgang aan van een defensieve naar een offensieve strategie in de regio's rond Charkov en Izjoem. Volgens Kirilo Boedanov, het hoofd van de Oekraïense inlichtingendienst, zou Rusland tegen eind 2022 verslagen zijn, met het omslagpunt naar verwachting eind augustus 2022.
Op 26 mei meldde het Conflict Intelligence Team dat kolonel-generaal Gennadi Zhidko de leiding had overgenomen van legergeneraal Dvornikov als commandant van de Russische strijdkrachten. In juni 2022 onthulde de woordvoerder van het Russische Ministerie van Defensie, Igor Konasjenkov, dat de Russische troepen waren verdeeld over de legergroepen 'Centrum' onder bevel van kolonel-generaal Aleksander Lapin en 'Zuid' onder bevel van legergeneraal Sergej Soerovikin. Op 20 juli 2022 meldde The New York Times dat de Russische minister van Buitenlandse Zaken Sergej Lavrov aankondigde dat Rusland zou reageren op de toegenomen militaire steun die Oekraïne ontving vanuit het buitenland. Dit leidde tot de uitbreiding van militaire doelen in zowel de oblasten Zaporizja als Cherson.

#### Zuidelijk front Mykolajiv - Odessa
De raketaanvallen en bombardementen op de belangrijkste steden Mykolajiv en Odessa gingen door, terwijl inmiddels de tweede fase van de invasie begon. Op 22 april gaf de Russische brigadegeneraal Rustam Minnekayev, sprekend tijdens een bijeenkomst van het ministerie van Defensie, aan dat Rusland van plan was het Mykolajiv-Odessa-front na het beleg van Marioepol verder naar het westen in Oekraïne uit te breiden om de afgescheiden regio Transnistrië aan de grens van Oekraïne met Moldavië op te nemen. Het Ministerie van Defensie van Oekraïne reageerde op deze aankondiging door de bedoelingen van Rusland te beschrijven als imperialisme en te zeggen dat het in tegenspraak was met eerdere Russische beweringen dat Rusland geen territoriale ambities had ten opzichte van Oekraïne en dat Rusland had toegegeven dat 'het doel van de 'tweede fase' van de oorlog niet een overwinning op de mythische nazi's was, maar de bezetting van Oost- en Zuid-Oekraïne'.
Op 23 april vielen volgens berichten van Oekraïense zijde bij een Russische raketaanval op Odessa – waarbij een woonwijk in Tajirove werd getroffen – zeker acht doden. De Oekraïense luchtafweer zou tijdens de aanval twee raketten en twee verkenningsdrones van Rusland hebben onderschept. Op 27 april meldden Oekraïense bronnen dat explosies twee Russische zendmasten in Transnistrië hadden vernietigd, die voornamelijk werden gebruikt om Russische televisieprogramma's opnieuw uit te zenden. Eind april hernieuwde Rusland de raketaanvallen op startbanen in Odessa, waarbij enkele ervan werden vernietigd, in een verdere poging om de transportinfrastructuur van Oekraïne te verzwakken. Op 2 mei 2022 berichtten plaatselijke autoriteiten dat er bij een nieuwe raketaanval op Odessa een 15-jarige jongen was omgekomen. Op 10 mei 2022 werd de stad nogmaals doelwit van raketaanvallen, waarbij volgens het Oekraïense leger ook hypersonische raketten werden gebruikt. Voorzitter van de Europese Raad, Charles Michel, die in de stad aanwezig was voor onder meer een ontmoeting met de Oekraïense premier, Denys Sjmyhal, moest voor een aanval schuilen. In de week van 10 mei 2022 begonnen Oekraïense troepen militaire actie te ondernemen om Russische troepen te verdrijven die zich op Slangeneiland in de Zwarte Zee op ongeveer 200 km van Odessa hadden geïnstalleerd. Op 30 juni kondigde Rusland aan dat het zijn troepen van het eiland had teruggetrokken nadat de doelstellingen waren voltooid. Oekraïne zou zodoende graan en andere goederen kunnen gaan exporteren. Het Oekraïense leger verklaarde dat ze Slangeneiland hadden heroverd en dat de Russische bestoking met fosforbommen van het net heroverde eiland bewees dat de verklaringen van Rusland niet klopten.
Op 28 mei lukte het de Oekraïense troepen om de rivier Inhoelets, iets ten zuiden van het dorp Davydiv Brid, over te steken. Dit bemoeilijkte voor de Russen het gebruik van de rivier als een defensieve barrière. Op 4 juni was de verkeersweg T2207 ten zuiden van Davydiv Brid in handen van het Oekraïens leger, wat de bevoorrading van het front langs de rivier voor de Russen flink bemoeilijkte. Rond 21 juni 2022 werd het gebied ten oosten van de rivier vermoedelijk heroverd door de Russen.
De Oekraïense strijdkrachten veroverden omstreeks 22 juni Kiselivka, een plaats op 15 kilometer van het centrum van de stad Cherson. Dit bemoeilijkte de Russische verdediging van de stad. Later moesten de Oekraïense strijdkrachten zich terugtrekken uit Kiselivka, maar ze veroverden wel het naastgelegen Barvinok. Eind juni en begin juli 2022 boekten de Oekraïense strijdkrachten kleine terreinwinsten rond Cherson en dwongen de Russen in de verdediging.

#### Zuidoostelijk front Dnipro - Zaporizja
In de tweede fase van de invasie bleven Russische troepen aanvallen uitvoeren op de belangrijkste Oekraïense steden, zoals Dnipro en Zaporizja, door raketten af te vuren en bombardementen uit te voeren. Op 10 april 2022 vernietigden Russische raketten de internationale luchthaven van Dnipro. Op 2 mei werden naar verluidt ongeveer 100 overlevenden van het beleg bij Marioepol door de VN, met medewerking van Russische troepen, geëvacueerd naar het dorp Bezimenne bij Donetsk, vanwaar ze naar Zaporizja werden overgebracht.

#### Val van Sjevjerodonetsk en Lysytsjansk
Op 6 april riep de Oekraïense regering de bevolking van Oost-Oekraïne op om het gebied te verlaten. op 8 april werd het treinstation van Kramatorsk getroffen door Russische raketten. Op 11 april 2022 kondigde president Zelensky aan dat er een groot nieuw Russisch offensief werd verwacht in het oosten van zijn land. De militaire activiteit intensiveerde verder toen Russische troepen vanuit Charkov naar Izjoem werden verplaatst voor een hernieuwd offensief in het zuidoostelijke front.

Militaire controle rond de Donbas, 23 augustus 2022

Op 13 april werd gemeld dat een spoorbrug in de buurt van het Russische Belgorod mogelijk was gesaboteerd, terwijl de Oekraïense autoriteiten beweerden op 14 april 2022 een brug te hebben opgeblazen in Charkov, wat resulteerde in hinder voor een Russische legercolonne die op weg was naar Izjoem.
De tweede fase van de versterkte invasie in de regio's Donetsk, Loehansk en Charkov werd aangekondigd op 18 april 2022, met uitgebreide Russische troepeninzet om de controle over de Donbas en andere grote steden te versterken. Tegen eind april 2022 waren veel voorsteden van Charkov heroverd door Oekraïense strijdkrachten, wat resulteerde in verminderde artilleriedruk op de stad zelf.
Het Oekraïense leger voerde tegenoffensieven uit, waarbij op 2 mei 2022 het dorp Stary Saltiv werd heroverd, en op 11 mei 2022 werd gemeld dat Russische troepen rond Charkov geleidelijk werden verdreven. Het Oekraïense leger vond ook een massagraf met Russische soldaten in de buurt van Charkov.
Het Russische leger werd gedwongen reserves in te zetten vanwege het Oekraïense tegenoffensief. Op 14 mei 2022 trokken Russische troepen zich volledig terug uit posities rond Charkov. Ondertussen veroverde het Russische leger langzaam terrein bij  Roebizjne door  uitputtingsoorlogsvoering.
In de Donbas intensiveerde het Russische offensief, met steden als Sjevjerodonetsk en Lysytsjansk onder zwaar artillerievuur. Op 21 mei meldde de gouverneur van Loehansk, Serhij Hajdaj, dat Sjevjerodonetsk werd belegerd door Russische troepen en dat hevige gevechten plaatsvonden in Slovjansk.
Op 23 mei vielen Russische troepen Lyman binnen, gevolgd door de inname van Svitlodarsk een dag later. Ondertussen trokken Russische troepen op 30 mei de buitenwijken van Sjevjerodonetsk binnen.  Het Oekraïense leger lanceerde een tegenoffensief, waarbij delen van Sjevjerodonetsk werden heroverd tot ongeveer 50% op 4 juni 2022. Het Russische leger concentreerde zich die dag op een aanval op  Slovjansk, terwijl ze probeerden de T1302-weg tussen Bachmoet en Lysytsjansk af te sluiten. De Russische aanvallen op Charkov intensiveerden rond 7 juni 2022, wat resulteerde in doden en gewonden.
Op 12 juni werden 800 Oekraïense burgers en 300-400 soldaten belegerd in de chemische fabriek Azot in Sjevjerodonetsk. Russische troepen versterkten hun greep op Sjevjerodonetsk door omliggende dorpen te veroveren op 20 juni 2022, terwijl op 21 juni 2022 het industriegebied van de stad werd ingenomen.
Op 24 juni kregen Oekraïense troepen het bevel Sjevjerodonetsk te evacueren, waardoor honderden burgers achterbleven in de chemische fabriek van Azot. Op 2 juli 2022 werden de laatste Oekraïense troepen teruggetrokken uit Lysytsjansk, onder dreiging van omsingeling.
Kritiek op de Russische militaire strategie kwam van nationalistische militaire experts, waarbij voormalig Russische militaire bevelhebber Igor Girkin opmerkte dat de Oekraïense verdediging van Lysytsjansk was ontworpen om maximale schade aan de Russische troepen toe te brengen tegen minimale terreinwinst.

#### Beleg en val van Marioepol
Op 13 april 2022 escaleerde de aanval van Russische troepen op de verlaten staalfabriek Azovstal in Marioepol, waar nog steeds Oekraïense strijdkrachten aanwezig waren. Op 17 april omsingelden Russische troepen de fabriek, ondanks het vernieuwde ultimatum van overgave van de Oekraïense premier Denys Sjmyhal, waarbij de Oekraïense soldaten verklaarden tot de laatste man te zullen vechten. Op 20 april beschouwde president Poetin het beleg van Marioepol als tactisch voltooid, met Oekraïense troepen en naar schatting 1.000 burgers die ingesloten waren in de Azovstal fabriek zonder toegang tot hulp. Na ontmoetingen tussen president Poetin, president Zelensky en VN-secretaris António Guterres werd op 28 april 2022 aangekondigd dat er een noodevacuatie zou worden georganiseerd voor de overlevenden in Azovstal. Op 30 april lieten Russische troepen burgers onder VN-bescherming vertrekken. Op 3 mei 2022 hervatten Russische troepen een non-stop bombardement op de fabriek. Op 6 mei werd gemeld dat Rusland thermobarische bommen had gebruikt tegen de overgebleven Oekraïense soldaten, wat resulteerde in een toenemende druk op de commandant van de fabriek om zich over te geven. Op 7 mei 2022 werden alle burgers geëvacueerd uit de fabriek.
Nadat de burgers waren geëvacueerd, bleven bijna tweeduizend Oekraïense soldaten achter in de fabriek. Ze eisten een militaire corridor om te evacueren, uit angst dat ze anders door Russische troepen zouden worden geëxecuteerd. Op 8 mei 2022 ontstond onenigheid binnen de Oekraïense troepen, met aanwijzingen dat de commandant van de Oekraïense mariniers tanks, munitie en personeel had verworven om te ontsnappen. ''Bloomberg News'' beschreef de situatie als een 'horloge van dode mannen'  "We zijn hier eigenlijk dode mannen. De meesten van ons weten dit en daarom vechten we zo onbevreesd.".
Op 16 mei kondigde de Oekraïense generale staf aan dat het Marioepol-garnizoen zijn missie had volbracht en dat er wat begonnenn met evacuaties. Russische en DPR-troepen controleerden alle gebieden van Marioepol na de evacuatie, waarmee het beleg van de stad ten einde kwam. De Russische regering beloofde behandelde overgevende strijders 'in overeenstemming met de internationale normen', terwijl president Zelensky zei dat het werk om de overlevenden thuis te brengen doorging.

#### Aanvallen op de Krim
Op 9 augustus 2022 waren er explosies op de  luchtmachtbasis Saki bij Novofedorivkain op de Krim, waarvan de betrokkenheid van Oekraïne niet werd bevestigd. Op 16 augustus 2022 waren er meer explosies bij een munitiedepot en een vliegveld op de Krim, nabij Dzhankoy. Op 18 augustus werden er explosies waargenomen bij de internationale luchthaven van Sevastopol bij Belbek en werden luchtafweersystemen geactiveerd bij de Kertsj-brug,  wat een deuk veroorzaakte in het Russische zelfvertrouwen.

### Russische annexaties en verlies van bezet gebied (6 september 2022 - 11 november 2022)

De Russische invasie van Oost-Oekraïne in 2022, geanimeerde kaart fase 3 (5 september tot 25 september)

Op 6 september 2022 zetten Oekraïense troepen een verrassend tegenoffensief in de regio Charkov in gang, beginnend bij Balaklija. Dit offensief had in zoverre succes dat Rusland publiekelijk toegaf sleutelposities in het gebied te hebben verloren. Op 21 september 2022 kondigde president Poetin een gedeeltelijke mobilisatie aan van 300.000 reservisten, wat leidde tot chaos bij de uitvoerende instanties en een massale vlucht van Russen die de kans liepen om opgeroepen te worden. Westerse militaire experts twijfelden aan de effectiviteit van deze gedeeltelijke mobilisatie, aangezien het maanden zou duren om de ongemotiveerde rekruten effectief te integreren in de bestaande legereenheden. Bovendien was een gebrek aan uitrusting en militair materiaal, zoals tanks en artillerie. Poetin verklaarde ook dat zijn land "alle middelen" zou gebruiken om "zichzelf te verdedigen".

#### Annexaties
Op 23 september 2022 begonnen er referenda voor de annexatie van de vier bezette Oekraïense oblasten Cherson, Zaporizja, Donetsk en Loehansk aan Rusland. Tijdens deze vijfdaagse volksraadpleging werd de bevolking met pressiemiddelen gedwongen om een niet-anonieme stem vóór de Russische annexatie uit te brengen. De stembusgang werd buiten Rusland gezien als onwettig, oneerlijk en onvrij; het werd beschouwd als een juridische dekmantel om de bezette gebieden tot Russisch grondgebied te verklaren. Op 30 september 2022 ondertekende Poetin samen met de separatistische vertegenwoordigers van de vier oblasten de annexatieverdragen voor de opname van deze gebieden in de Russische Federatie hoewel geen van deze oblasten volledig onder Russische controle stond. Vanaf dat moment werden alle inwoners in de bezette gebieden door Rusland als Rus beschouwd en vielen zij onder de Russische militaire dienstplicht. Op 5 oktober 2022 ondertekende president Poetin voor de vier geannexeerde regio's de staat van beleg af, wat betekende dat de Russische overheid de burgers strenger zou controleren en het leger meer macht zou krijgen.

#### Tegenoffensief in Zuid-Oekraïne
Vanaf begin juli 2022 voerde het Oekraïense leger steeds meer tegenaanvallen uit in de grotendeels door Rusland bezette oblasten Zaporizja en Cherson. Op 12 juli 2022 beweerden Oekraïense autoriteiten een wapenopslagplaats in Nova Kachovka in de oblast Cherson te hebben vernietigd, waarbij 52 Russen, waaronder 12 Russische officieren en een generaal-majoor, omkwamen.
Vanaf 19 juli 2022 werd de strategische Antonivkabrug over rivier de Dnjepr aangevallen met Amerikaanse HIMARS-raketartillerie, waardoor de brug zwaar beschadigd en deels onbruikbaar raakte. Tegen 23 juli waren alle drie de bruggen over de rivier beschadigd. De belangrijkste brug over de Inhoelets werd op 23 juli onbegaanbaar, waardoor de Russen een pontonbrug moesten aanleggen. De bezette gebieden dreigden van elkaar geïsoleerd  te raken, waardoor de bevoorrading met Russische munitie problematisch werd.
Rusland verplaatste troepen en materieel van de Donbas naar het zuiden om het Oekraïense tegenoffensief tegen te stuiten. Het Oekraïense offensief maakte gestaag terreinwinst. De terugtrekking van de Russische troepen in het oosten bood mogelijkheden voor lokale Oekraïense tegenoffensieven. De Verenigde Staten leverden wapens om het tegenoffensief te steunen en trainden Oekraïense troepen in het buitenland in offensieve tactieken.
Op 29 augustus 2022 begon het Oekraïense leger het grote tegenoffensief met een brede aanval op vrijwel de hele Russische frontlinie in het zuiden. Op 1 september 2022 beweerde het Oekraïense leger Stanislav en Snihoerivka in de oblast Mykolajiv te hebben heroverd. Op 4 september kondigde president Zelensky de herovering van dorpen in de oblast Cherson en Donetsk aan. Oekraïense soldaten hesen de vlag in Vysokopillia. Het offensief had tot doel om de Russische strijdkrachten te verzwakken en logistiek te ontregelen. Op 6 september 2022 startte een tweede offensief in Charkov. Ondertussen  gingen de Oekraïense aanvallen langs de zuidelijke frontlinie door.
Het Russische leger begon op 20 oktober 2022 met de strategische terugtrekking vanuit de rechteroever van de Dnjepr.  De evacuatie van inwoners uit Cherson begon. Op 9 november 2022 kregen de Russische troepen het bevel om zich terug te trekken van de rechteroever van de Dnjepr bij Cherson. Op 10 november 2022 meldde het Oekraïense leger dat het Chersonfront gemiddeld 7 kilometer was opgeschoven. De terreinwinst was 260 km² en 12 dorpen waren bevrijd. De teruggetrokken Russische werden ingezet om troepen te versterken in Marioepol, het offensief op het Donbasfront en de verdediging van  Loehansk.

#### Tegenoffensief in het noordoosten van Oekraïne
Het Oekraïense leger voerde begin september 2022 een verrassingsaanval uit ten zuidoosten van Charkov, waar de Russische troepen in het kader van een hergroepering waren uitgedund. Oekraïense troepen omsingelden Balaklija en veroverden op 8 september de stad. Het doel was Koepjansk, een strategisch belangrijk Russisch bevoorradingsknooppunt. Op 8 september 2022 verklaarde president Zelensky dat er vanaf 1 september 1000 km² land en twintig dorpen waren heroverd. Oekraïense tanks rukten in hoog tempo op in het noordoosten en heroverden Izjoem en Koepjansk. Het Russische leger trok zich grotendeels terug tot de oostkant van de Oskol; moerassen en een lang stuwmeer vormden een natuurlijke barrière. Lawrence Freedman, een Britse oorlogsexpert, noemde het Oekraïense succes een ontwikkeling van 'historisch belang'.
Op 9 september 2022 werd de Russische luitenant-generaal Andrei Sytsjevoi gevangengenomen. Op 10 september 2022 heroverde het Oekraïense leger Bilohorivka, waardoor Loehansk niet langer volledig onder Russische controle stond. Op 11 september 2022 hadden de Oekraïners een bres van 70 km in oostelijke richting geslagen en in vijf dagen tijd 3.000 km² land teruggewonnen. Rond Charkov trokken de Russen zich terug tot de internationale grens. Eind september 2022 rukten de Oekraïners verder op bij Izjoem, voorbij de Oskol, tot Nove en Katerynivka en heroverden het gebied ten noordwesten van de stad Lyman. Op 1 oktober 2022 werd Lyman heroverd. Het Russische leger stuurde geen versterkingen naar het noordoostelijke front, maar leek prioriteit te geven aan het versterken van het zuidelijk front. Eind september / begin oktober 2022 bouwde Rusland aan de 'Wagner-linie', een tweede verdedigingslinie van Svitlodarsk naar de Russische grens.

### Russisch winteroffensief (12 november 2022 - juni 2023)
Eind oktober 2022 maakten de Oekraïense troepen nauwelijks nog terreinvorderingen tegen het ingegraven Russisch leger. Vanaf midden november 2022 voerde het Russisch leger meer aanvalsacties uit om de verloren gebieden te heroveren. De nieuw gerekruteerde troepen versterkten het Russisch leger en boden de mogelijkheid om in het offensief te gaan. Op 11 november 2022 was de evacuatie van het Russisch leger uit Cherson naar de linkeroever van de Dnjepr voltooid. Er waren weinig troepen nodig om de nieuwe frontlijn te verdedigen, waardoor de meeste geëvacueerde Russische troepen elders ingezet konden worden.
Het hoofddoel van het Russische winteroffensief was het veroveren van Bachmoet en het forceren van een doorbraak door de Oekraïense verdedigingslinies in de Donbas, voordat het Oekraïens leger de geleverde westerse tanks en artillerie effectief kon inzetten voor een offensief. Andere speerpunten in het Russisch offensief waren Soledar en Voehledar. Russische troepen boekten terreinwinst en veroverden Bachmoet grotendeels, ten koste van zeer grote verliezen aan soldaten en materieel.
Op 1 februari 2023 meldde een woordvoerder van de Oekraïense militaire inlichtingendienst dat Poetin de verovering van de gehele oblasten Donetsk en Loehansk tegen maart 2023 had bevolen. Hiervoor werden extra troepen en materieel ingezet in het oosten van Oekraïne. In de oblast Loehansk werden mobiele internetdiensten stilgelegd om het doorgeven van inlichtingen over de concentraties en inzet van Russische troepen te verhinderen. Volgens het Oekraïense ministerie van Defensie had Rusland nog meer soldaten gemobiliseerd dan volgens de officiële mobilisatiecijfers.
Vanaf eind januari / begin februari 2023 was er weer een intensivering van het Russische offensief in het oosten van Oekraïne.

#### Bachmoet en Soledar
De stad Bachmoet werd eind 2022 / begin 2023 het doel van een hevig Russisch militair offensief. 

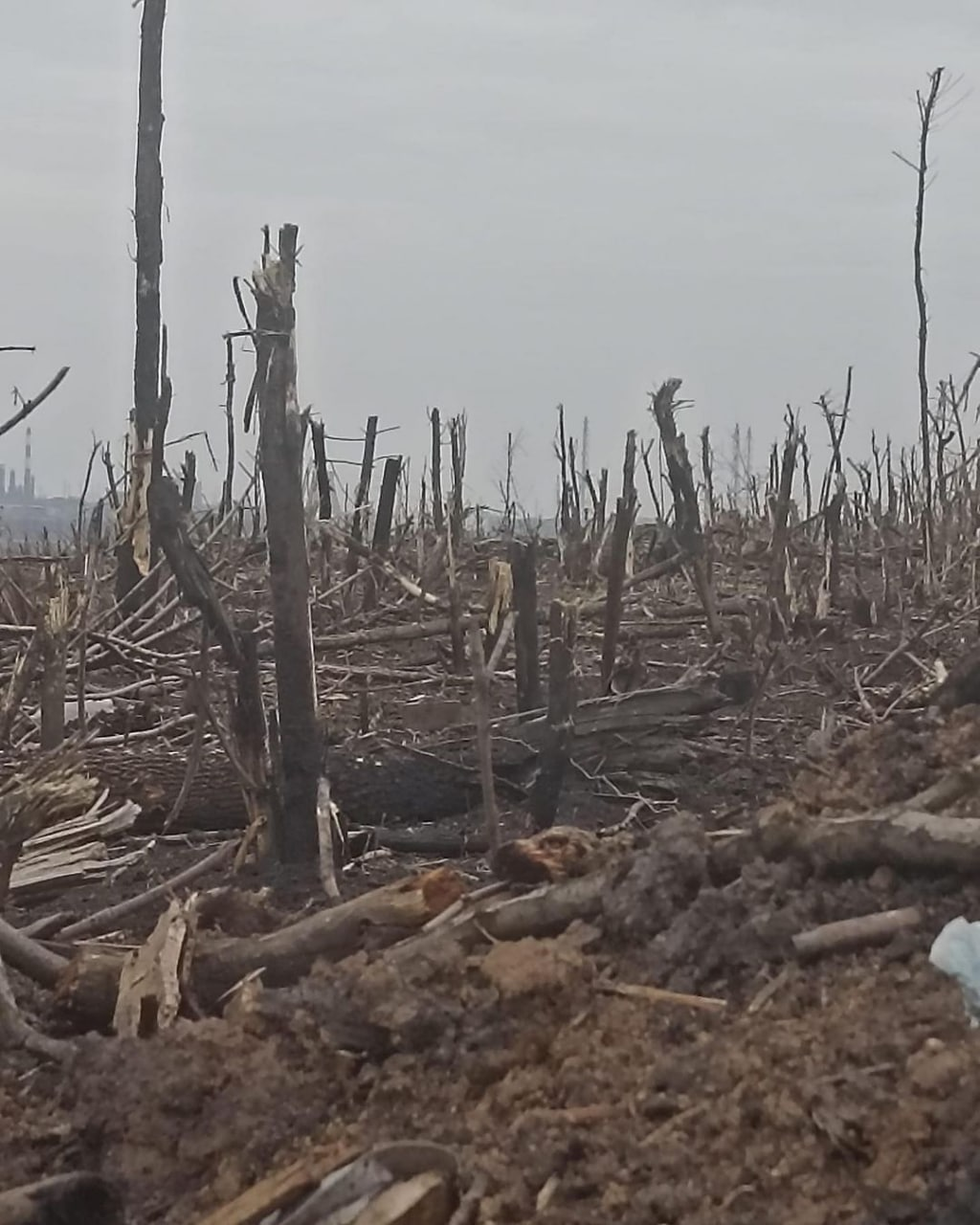
Situatie omgeving van Bachmoet na de Slag om Bachmoet, 26 november 2022

Dit offensief werd uitgevoerd door de Wagnergroep, die het gebruikte voor een prestige- en machtsstrijd binnen Rusland. In het najaar van 2022 was dit het enige front waar Rusland in het offensief was, omdat het hoe dan ook een succes wilde claimen. Toen de inname van Bachmoet niet lukte, concentreerde het offensief zich op de nabijgelegen stad Soledar, waarvan de inname op 13 januari 2023 door Rusland werd geclaimd. Bij dit offensief werden vooral aan Russische zijde grote verliezen geleden. In de media werd gesproken over Russische soldaten die als 'kanonnenvoer' werden gebruikt. Volgens een Oekraïense legerleider werden de soldaten van de Wagnergroep in Bachmoet eind januari 2023 vervangen door Russische paratroepen vanwege de zware verliezen die de Wagnergroep had geleden.
Op 6 maart 2023 maakte president Zelensky bekend dat het Oekraïense leger Bachmoet zou blijven verdedigen. Russische eenheden van de Wagnergroep hadden de stad van drie kanten omsingeld en veroverden stukje bij beetje terrein, ten koste van enorme verliezen aan manschappen. Ook aan Oekraïense kant werden zware verliezen geleden. De slecht getrainde Russische ex-gevangenen waren de afgelopen maanden bij duizenden gesneuveld, waardoor de Wagnergroep steeds meer elite-eenheden moest inzetten. Omdat de Oekraïense soldaten in het voordeel waren tijdens deze defensieve stadsoorlog, bood dit volgens ISW de kans om de beste troepen van Wagner te decimeren.
Op 9 april 2023 veranderden de Russen van strategie, nadat huurlingen van de Wagnergroep volledig uitgeput en gedecimeerd waren. Het Oekraïense leger had nog altijd controle over het westelijke deel van de stad, wat strategisch van weinig waarde was voor Oekraïne, maar vooral van belang was voor het moreel van het Russische Leger. Het Russische leger probeerde met lucht- en artillerieaanvallen alles te vernietigen wat nog van waarde was in de al zwaar beschadigde stad volgens de 'tactiek van de verschroeide aarde'.
Op 4 mei 2023 liet de huurlingenleider van de Wagnergroep, Jevgeni Prigozjin, in een videoboodschap aan opperbevelhebber Gerasimov en minister van Defensie Sjojgoe weten dat hij zijn Wagnergroep terug zou trekken uit Bachmoet als er niet snel munitie zou worden geleverd. De Wagnergroep zou nagenoeg zonder munitie zitten en door Oekraïense strijdkrachten worden gedecimeerd.
Op 20 mei 2023 claimde Prigozjin de volledige verovering van Bachmoet. Volgens het Kremlin feliciteerde president Poetin de Wagnergroep en andere bij de operatie betrokken Russische eenheden. Van Oekraïense zijde ontkende men de claim. De Oekraïense militairen zouden nog niet alle gebouwen en straten in de stad hebben verlaten.

#### Slag om Voehledar (januari-maart 2023)
In de nacht van 24 januari 2023 begon een grote Russische aanval op het strategisch gelegen mijnstadje Voehledar, op het kruispunt van het oostelijke en het zuidelijke front. Op 25 januari hadden Oekraïense troepen de eerste verdedigingslinie nabij deze stad verloren en zich terugtrokken in de stad zelf. De belegering van Voehledar werd gezien als het begin van het Russische lenteoffensief.
In de buurt van Voehledar lag de enige spoorlijn die de Donbas verbond met Marioepol, Melitopol en de Krim. Oekraïense troepen gebruikten hun posities in en rond Voehledar om aanvallen uit te voeren op het belangrijkste spoorwegknooppunt van de regio en vormden een bedreiging voor de bevoorrading van de Russische troepen. De treinverbinding was voor Rusland essentieel om zwaar materieel en grote troepenformaties te kunnen verplaatsen over het slagveld, van Rusland naar Zuid-Oekraïne.
Op 27 januari bombardeerden Russische troepen Voehledar met een TOS-1 thermobarische bom. In de daaropvolgende dagen leden Russische troepen zware verliezen tijdens de slag. In de tweede week van februari 2023 werd opnieuw een Russisch offensief ingezet tegen de Oekraïense verdedigingslinie. Op 8 februari  mislukte een offensief van tanks, infanteriegevechtsvoertuigen (IFV's) en infanterie, waarbij de Russische 155ste marine-infanterie, bestaande uit 5.000 militairen, zo goed als volledig van de kaart werd geveegd, alsook 130 militaire voertuigen, waaronder 30 tanks. Generaal Roestam Moeradov, de Russische commandant van het oostelijke militaire district en van het Voehledar-offensief, werd het mikpunt van kritiek omdat hij het doel niet had bereikt.
Eind februari hadden de Russische troepen zoveel tanks en voertuigen verloren dat ze overgingen op infanterieaanvallen op de stad. Veel Oekraïense tegenaanvallen werden uitgevoerd door de Russische voertuigen in een hinderlaag te lokken met behulp van drones of te wachten tot de tanks binnen het bereik van Oekraïense antitankraketten waren.
Op 7 maart werd bekend dat leiders van de 155ste tankbrigade weigerden om nog langer de bevelen vanuit het Kremlin uit te voeren. In de inmiddels drie weken durende slag om Voehledar zouden verdere pogingen om het stadje in te nemen volgens de tankleiders uitlopen op een complete zelfmoord. Volgens Oekraïense functionarissen woedde bij Voehledar het grootste tankgevecht sinds het begin van de invasie, met rampzalige verliezen voor de Russische strijdkrachten tot gevolg.

### Oekraïens tegenoffensief (juni 2023 - oktober 2023)
In juni 2023 ontketende Oekraïne een grootschalig tegenoffensief tegen Russische troepen, na een periode van voorbereiding die werd gekenmerkt door verschillende uitdagingen, zoals logistieke beperkingen en trainingstijd voor troepen. Het tegenoffensief omvatte meerdere fronten en boekte tijdens twee weken gevechten terreinwinsten, maar forceerde geen doorbraak en de Oekraïense troepen kwamen nog niet in de buurt van de grote Russische verdedigingslinies.
Terwijl de gevechten voornamelijk ten zuiden van Velyka Novosilka begonnen, waar Oekraïense troepen territoriale winst boekten tegen zware Russische weerstand, werd de strategische focus al snel gericht op het verzwakken van de Russische strijdkrachten door verliezen en uitputting. Opmerkelijk was de opstand van de Wagnergroep, die op 24 juni 2023 kortstondig Rostov aan de Don bezette voordat ze zich terugtrok na bemiddeling van de Wit-Russische president Aleksandr Loekasjenko.
Oekraïne voerde strategische aanvallen uit, zoals een aanval op de Krimbrug op 17 juli 2023, die hierdoor zwaar werd beschadigd. Ook maakte Oekraïne gebruik van Amerikaanse langeafstandsraketten, zogeheten ATACMS, om Russische troepen en infrastructuur te treffen, wat resulteerde in aanzienlijke verliezen aan Russische zijde en ontwrichting van de Russische oorlogsinspanning. Rusland reageerde woedend en noemde de levering van de wapens een 'ernstige fout' van de Amerikanen. De ATACMS-raketten zouden zijn uitgerust met clustermunitie. Op 19 november 2024 voerde Oekraïne voor het eerst een aanval uit op Russisch grondgebied met zes Amerikaanse ATACMS-raketten en trof daarbij een munitiedepot in Karatsjev. Op 20 november 2024 heeft Oekraïne ook Britse Storm Shadow-kruisvluchtwapens gelanceerd tegen doelen op Russisch grondgebied. Op 23 november 2024 viel Oekraïne het dorp Lotarevka bij Koersk aan met 5 ATACMS-raketten, waarvan Rusland er 3 neerhaalde; op 25 november 2024 viel Oekraïne het vliegveld Vostotsjny bij Koersk aan met 8 ATACMS-raketten, waarvan Rusland er 7 neerhaalde.
Een belangrijke ontwikkeling was de succesvolle oversteek op 20 oktober 2023 van de rivier de Dnjepr nabij Cherson door Oekraïense troepen, waardoor de Russische bevoorradingslijnen werden verstoord en de operationele mogelijkheden van Oekraïne werden versterkt.
Hoewel het Oekraïense tegenoffensief voornamelijk was gericht op het toebrengen van verliezen aan Russische troepen en het verstoren van Russische bevoorradingslijnen, leidde het niet de door Oekraïne gehoopte doorbraak.

### Van Russisch offensief rond Avdijivka tot uitputtingsoorlog (oktober 2023 - 2024)
In oktober 2023 begon het Russische leger een nieuw groot offensief rond Avdijivka, een stad in Donetsk. Bij dit offensief, gericht op de omsingeling van de stad, werd de luchtmacht intensief ingezet. Ook werden er geleidebommen en gepantserde voertuigen gebruikt. 

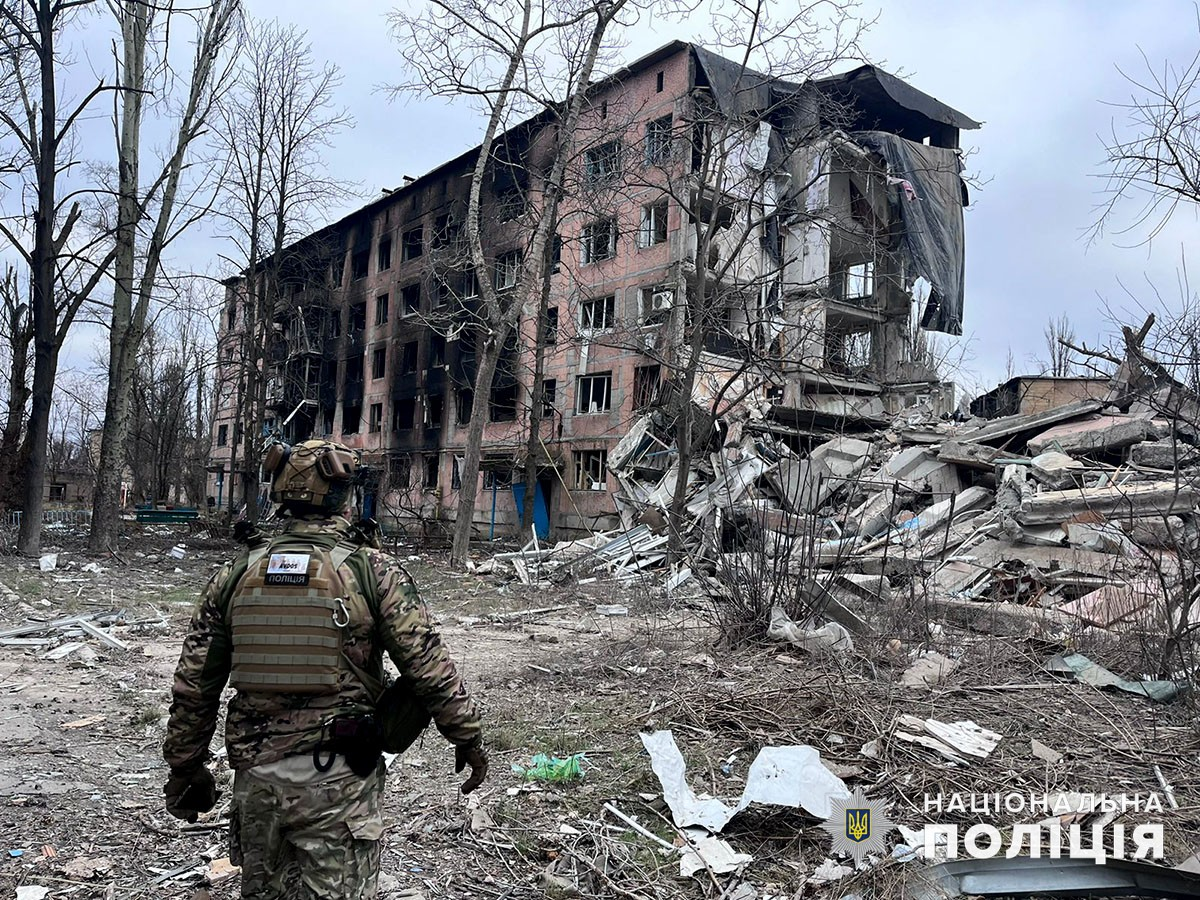
Situatie in Avdijivka op 3 januari 2024

Binnen drie dagen werd ongeveer 4,5 km² rond Avdijivka veroverd, maar deze vooruitgang ging gepaard met zware verliezen: bijna 3.000 Russische militairen en meer dan honderd tanks. De stad, al grotendeels in puin en vrijwel verlaten sinds de oorlog begon, bleef een strategisch doelwit ondanks de minimale terreinwinst en zware verliezen voor de Russische troepen.
In november 2023 gaf de Oekraïense stafchef, Valerij Zaloezjny aan dat de oorlog in een impasse verkeerde. In een essay benadrukte hij het cruciale belang van technologie in deze stellingenoorlog. Eind november 2023 verergerden de winterse omstandigheden de situatie aan het front, vooral voor de Oekraïense troepen. Lage bewolking bemoeilijkte het gebruik van drones, terwijl de Russen ondanks de barre weersomstandigheden doorvochten en geleidelijk terrein wonnen rond Avdijivka. De verliezen aan Russische zijde bleven hoog, met naar verluidt duizend doden per dag in de laatste week van november, terwijl ook de Oekraïense verliezen aanzienlijk waren.
Op 28 december 2023 veroverden Russische troepen het strategisch belangrijke dorp Marjinka, gelegen ten westen van Donetsk. Deze inname, door de BBC omschreven als het eerste grote Russische succes sinds de val van Bachmoet in mei, stelde Rusland in staat een groter operationeel gebied te beheersen. De Russische president Poetin benadrukte de strategische voordelen van deze overwinning.
In de maanden die volgden, hielden de Russische bombardementen en aanvalsgolven rond Avdijivka aan, waardoor de stad tegen februari 2024 vrijwel volledig verwoest was. Door de langzame omsingeling en een tekort aan munitie, raakten de Oekraïense troepen steeds verder in het nauw. Belangrijke aanvoerroutes naar de stad werden afgesneden, waardoor in- en uitgaan een levensgevaarlijke onderneming werd. Avdijivka was volgens hen op dat moment "de ergste hel op aarde". Op 19 februari 2024 verklaarde Rusland dat het Avdijivka volledig had ingenomen nadat de Oekraïense troepen zich hadden teruggetrokken. Deze beslissing van de Oekraïense opperbevelhebber Oleksandr Syrsky was bedoeld om omsingeling te voorkomen en de gezondheid van de soldaten te beschermen.
Sinds eind 2023 werd de oorlog door waarnemers gezien als een uitputtingsoorlog, een conclusie bevestigd door een rapport van de Royal United Services Institute (RUSI), een Britse militaire denktank in 2024. Deze analyse benadrukte de aanhoudende en slopende aard van de oorlog, waarbij beide zijden aanzienlijke verliezen leden zonder doorslaggevende terreinwinst. Na de val van Avdiivka zijn Russische troepen 23 kilometer doorgestoten naar het noordwesten, voorbij het plaatsje Otsjeretyne, dat eind april 2024 werd ingenomen.
Ten westen van Bachmoet werd in juni zwaar gevochten. Het Russische leger wilde het hoger en strategisch gelegen stadje Tsjasiv Jar veroveren dat maanden werd belaagd door een enorme Russische overmacht.  Na wekenlange artilleriebeschietingen en luchtaanvallen met zware glijbommen was er vrijwel niets van over. In de regio rond Charkov lukten het de Oekraïense troepen om de Russische opmars te stuiten. Volgens de Oekraïense generale staf verloor het Russische leger op 5 juni 1.270 soldaten, een van de grootste verliezen aan Russische zijde sinds het begin van de invasie.
Oekraïne profiteerde van de toestemming die de Verenigde Staten in juni maakten om Amerikaanse wapens beperkt in te zetten tegen doelen op Russisch grondgebied. Ook gingen veel Europese landen overstag. In Belgorod werd een S300/400-luchtverdedigingsbatterij vernietigd met Amerikaanse HIMARS-raketten.
In juli 2024 leek het Russische offensief langzaam in kracht af te nemen. Ondanks een enorme overmacht en gunstige omstandigheden, slaagde Russische troepen er de eerste helft van 2024 niet in een doorbraak te forceren. De grootste winst behaalde Moskou toen Russische troepen in mei verrassend vanuit het noorden op twee plaatsen de grens overstaken, richting Charkov. Met die manoeuvres wilden de Russen volgens westerse analisten een bufferzone in de grensstreek creëren, om de stad Belgorod te beschermen tegen Oekraïense luchtaanvallen. Bovendien zou Moskou hiermee Oekraïne willen dwingen troepen over te plaatsen uit andere brandhaarden, zoals de Donbas. Westerse inlichtingendiensten waren eensgezind in hun analyse dat Rusland enorme verliezen leed. Volgens Oekraïense bronnen waren er alleen al in 2024 tot dan toe ruim 180.000 Russische militairen uitgeschakeld, d.w.z. gedood of verwond. Dit zou neerkomen op bijna 360 Russische slachtoffers per veroverde vierkante kilometer.
Op 8 juli 2024 werd Oekraïne getroffen door een van de zwaarste Russische raketaanvallen in maanden, waarbij zeker 36 doden vielen. Meer dan honderd burgers raakten gewond. De Russen vielen onder meer de steden Kiev, Kryvy Rih, Dnipro, Kramatorsk, Slovjansk en Pokrovsk aan, met 38 ballistische raketten en kruisvluchtwapens. In Kiev vielen vooral ’s ochtends veel slachtoffers toen het kinderziekenhuis Ochmatdyt werd geraakt door raketten. Een deel van het gebouw stortte in. Verder werden in Kiev opnieuw verscheidene elektriciteitscentrales aangevallen. Bij eerdere Russische aanvallen werd de afgelopen maanden al een groot gedeelte van de Oekraïense stroomvoorziening uitgeschakeld.

### Oekraïens offensief in Koersk
In de tweede week van augustus 2024 werd Oekraïne met zeker twee gemechaniseerde brigades actief op Russisch grondgebied. Het was een zorgvuldig voorbereide, gecoördineerde operatie die werd ondersteund met vele observatie- en aanvalsdrones, raketten en luchtafweer, waarbij duizenden Oekraïense militairen betrokken waren. Volgens analisten wisten de strijdkrachten tot zo’n 30 kilometer in Rusland door te dringen. Als reden voor deze manoeuvre werd aangenomen dat Oekraïne onder meer probeerde om Russische troepen weg te trekken van het front om zo de Russische zijde van de linie te destabiliseren. De operatie bracht geen veranderingen in de situatie aan het front in Oost-Oekraïne. Wel stelde "Koersk" Moskou voor een probleem. Verschillende Russische media lieten zien dat inwoners zich ter plaatse in de steek gelaten voelden. Tegen 20 augustus had het Russische leger de situatie nog niet onder controle, maar werd de Oekraïense terreinwinst in Koersk marginaal.

### Russische verovering van Voehledar
Voehledar was een stad in de Donbas-regio in het oosten van Oekraïne, dat tijdens de Russische invasie strategisch belangrijk werd vanwege zijn ligging op hoog terrein en nabijheid van spoorlijnen. Na maanden van Russische opmars bereikten Russische troepen begin oktober 2024 het centrum van Voehledar, waar zij de controle overnamen. Voor de oorlog had de stad ongeveer 15.000 inwoners, maar door de hevige gevechten en bombardementen werd een groot deel van de bevolking gedwongen om te vluchten.

### December 2024: Rusland wint weinig terrein tegen zeer hoge verliezen
Hoewel er door Rusland in 2024 enige vooruitgang werd geboekt, zoals de verovering van Avdijivka en Voehledar, waren de verliezen aan manschappen en materieel enorm. De Russische krijgsmacht zou volgens analisten van het Institute for the Study of War niet in staat zijn om de oorlog langer dan zes tot acht maanden in het huidige tempo voort te zetten; de zware verliezen en de afnemende capaciteit van de Russische defensie-industrie speelden de Russen parten. Hun boodschap was dat er geen enkele reden voor Oekraïne zou zijn om ook maar een duimbreed toe te geven aan president Poetin, noch enige concessies te doen om de oorlog maar te beëindigen: "Eerder andersom." Analisten stelden dat Poetin zich eind 2024 in een zeer kwetsbare positie bevond.
De tactiek van Rusland was tot dan toe gebaseerd geweest op massale inzet in plaats van strategisch vernuft. Poetin koos er doelbewust voor om de Russische gevechtskracht en de economie op te offeren voor terreinwinst. In november en december 2024 verloren de Russische strijdkrachten gemiddeld tussen de 45.000 - 50.000 soldaten per maand. Rusland verloor gemiddeld 53 soldaten per veroverde vierkante kilometer. Ook de materiële verliezen waren aanzienlijk: maandelijks gingen aan Russische zijde honderden tanks en artilleriestukken verloren, terwijl de productiecapaciteit van fabrieken slechts een fractie van de verliezen konden aanvullen. Bovendien werd voorzien dat de voorraad militaire voertuigen uit de Sovjet-periode tegen eind 2025 op zou raken. Rusland zou hierdoor gedwongen worden om alternatieve, minder efficiënte tactieken toe te passen.
De Russische economie werd verder belast door de hoge verliezen en de voortdurende mobilisatie van troepen, wat leidde tot een tekort aan arbeidskrachten. Er werd verwacht dat Poetin mogelijk een nieuwe mobilisatie zou moeten afkondigen om de verliezen op te vangen, wat de enorme economische druk op Rusland verder zou vergroten.

## Raketaanvallen en luchtoorlog
Voorafgaand aan de Russische invasie had de Oekraïense luchtmacht haar vliegtuigen verplaatst van vliegbases en faciliteiten naar grotere wegen en andere harde oppervlakten. Hierdoor werden de Russische raketaanvallen op de eerste dag van de invasie grotendeels ineffectief. Van de 125 Oekraïense gevechtsvliegtuigen werd slechts één vernietigd op een luchtmachtbasis.

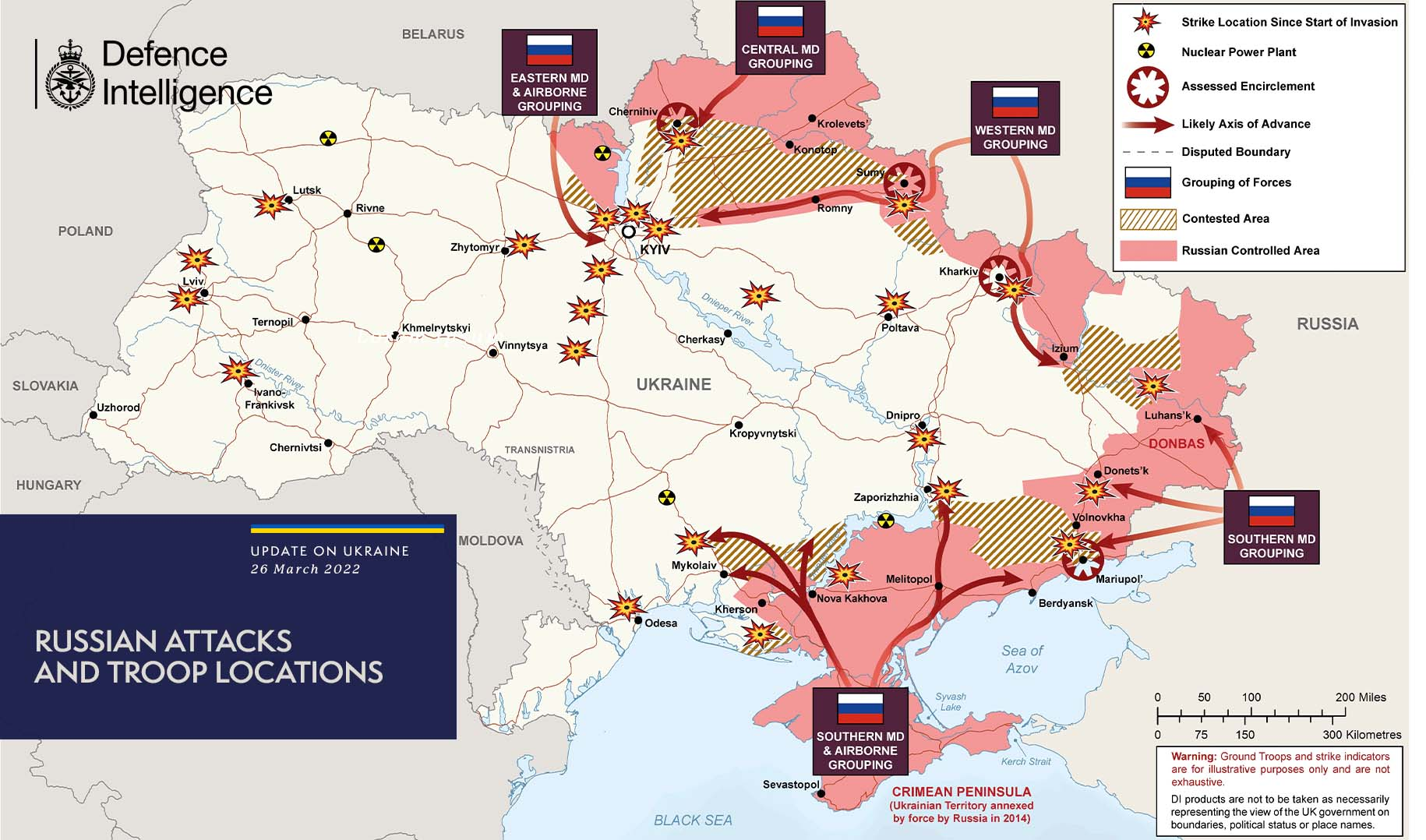
Russische (raket-)aanvallen op 26 maart 2022

Op de eerste dag van de grootschalige invasie, 24 februari 2022, vielen Russische troepen de luchtmachtbasis Tsjoehoejiv aan. Aldaar waren Bayraktar TB2-drones gehuisvest en veroorzaakten schade aan opslagplaatsen en brandstofinfrastructuur.  De volgende dag viel Oekraïne de Russische vliegbasis Millerovo aan met OTR-21 Tochka-raketten, wat leidde tot de vernietiging van meerdere Russische vliegtuigen. 
Op 27 februari 2022 gebruikte Rusland 9K720 Iskander-raketten vanuit Wit-Rusland om de civiele luchthaven van Zjytomyr aan te vallen. Op 5 maart 2022 verloor Rusland diverse vliegtuigen, waaronder een Soe-30SM Flanker en twee Soe-34 Fullbacks. Oekraïne meldde op 6 maart dat er sinds het begin van de oorlog 88 Russische vliegtuigen waren vernietigd.  Amerikaanse functionarissen verklaarden echter op 7 maart dat Rusland nog steeds de meeste van zijn straaljagers en helikopters beschikbaar had.
Op 13 maart 2022 voerden Russische troepen kruisraketaanvallen uit op een militaire trainingsfaciliteit in Javoriv, oblast Lviv, dicht bij de Poolse grens, waarbij minstens 35 doden vielen. Op 18 maart breidden de Russen de aanval uit naar Lviv, waarbij kruisraketten hoogstwaarschijnlijk door gevechtsvliegtuigen boven de Zwarte Zee waren afgevuurd. Op 26 maart troffen vijf raketten de stad Lviv, waarbij een brandstofopslagplaats werd geraakt. Op 18 april vielen bij een nieuwe aanval op Lviv minstens zeven doden.
Op 19 maart meldde Rusland het gebruik van hypersonische Ch-47M2 Kinzjal-raketten tegen militaire doelen in Ivano-Frankivsk. Op 25 april viel Rusland vijf treinstations in West- en Midden-Oekraïne aan, onder meer in de steden Zjmerynka en Kozjatyn in de regio Vinnytsja, wat leidde tot meerdere doden en gewonden. Amerikaanse defensiefunctionarissen bevestigden raketaanvallen op 16 mei 2022 op een militaire trainingsfaciliteit nabij Lviv.
De Russische luchtmacht speelde in de eerste weken van de invasie een kleinere rol dan verwacht, met beperkte aanvallen en aanzienlijke verliezen. Problemen zoals het onvermogen om Oekraïense middellangeafstandsraketten te onderdrukken, gebrek aan precisiegeleide munitie en onervaren piloten droegen bij aan dit falen. In mei 2022 zette Rusland luchtaanvallen voort met  Soe-24- en Soe-25-aanvalsvliegtuigen.
Op 26 juni werd de wijk Sjevtsjenkivsky in Kiev getroffen door een Russische raketaanval, waarbij zeker één dode en meerdere gewonden vielen. Rusland verklaarde dat een wapenfabriek het doelwit was en dat een Oekraïense luchtafweerraket verantwoordelijk was voor het raken van een woonwijk.

### Russische vergeldingsacties: luchtaanvallen op Oekraïense steden vanaf 9 oktober 2022

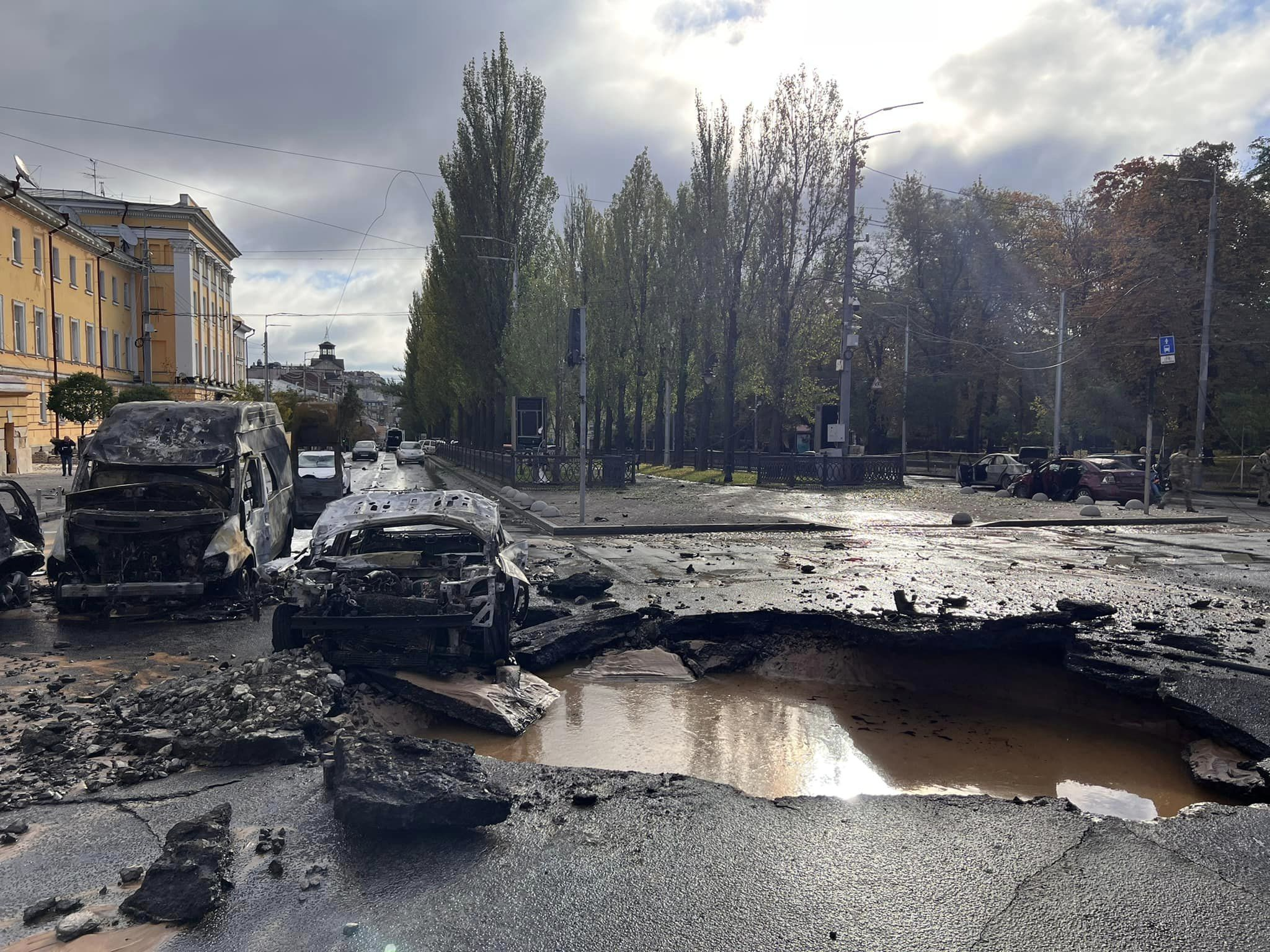
Russische (raket-)aanvallen in Kiev op 10 oktober 2022

Rusland kwam met vergeldingsacties tegen Oekraïne na de explosie op de Krimbrug op 8 oktober, waarvoor de Oekraïense geheime dienst verantwoordelijk werd gehouden. Op 9 oktober 2022 kwamen zeker 17 mensen om bij een Russische raketaanval op een flatgebouw in Zaporizja.
Op 10 oktober 2022 werd Kiev, na drieënhalve maand van relatieve rust, weer getroffen door meerdere explosies, waarbij meerdere doden en gewonden vielen. Onder meer het Sjevtsjenko Park en de wijk Sjevtsjenkivsky werden geraakt, evenals de Klitsjko-brug. Het Duitse ministerie van Buitenlandse Zaken meldde dat het Duitse consulaat in Kiev was getroffen. In andere steden en regio's, zoals Chmelnytsky, Lviv, Dnipro, Vinnytsja, Ivano-Frankivsk, Zaporizja, Soemy, Charkov, Zjytomyr en Kirovohrad, waren er eveneens explosies. Rusland gebruikte tientallen Iraanse Shahed-gevechtsdrones. Naar verluidt onderschepte het Oekraïense leger 41 van de minstens 75 raketten. Bij deze aanvallen vielen zeker 19 doden en 105 gewonden.
President Poetin bevestigde dat de aanvallen een vergelding waren voor de explosie op de Krimbrug. Oekraïense veiligheidsdiensten verklaarden dat Rusland de raketaanvallen al vóór de explosie op de Krimbrug had voorbereid. De volgende ochtend werd Zaporizja opnieuw aangevallen.
Op 14 oktober 2022 kondigde Poetin aan dat de grootschalige raketaanvallen de meeste doelen hadden bereikt en dat verdere aanvallen niet nodig waren. Westerse militaire experts vermoedden dat Rusland te weinig precisiewapens had om de aanval vol te houden. De VS en EU beloofden snel de luchtverdedigingssystemen van Oekraïne te versterken.

### Intensievering Russische raketaanvallen: 15 november 2022
Op 15 november 2022 vond een golf van intensieve Russische raketaanvallen plaats in verschillende delen van Oekraïne, waaronder de hoofdstad Kiev. Deze dag betekende de grootste Russische luchtaanval binnen één dag sinds het begin van de oorlog. Ongeveer honderd kruisraketten en tien drones werden gelanceerd, waarvan alle drones en 73 kruisraketten werden neergehaald door de Oekraïense luchtverdediging.
De aanvallen resulteerden in aanzienlijke schade en menselijk leed. In Kiev werd minstens één dode gemeld. Vooral de Oekraïense elektriciteitsvoorziening werd zwaar getroffen, wat leidde tot gedeeltelijke uitval van de energie-infrastructuur in het land. Deze strategische doelgerichtheid suggereerde een intentie om de vitale infrastructuur van Oekraïne te verlammen. Ook buurland Moldavië kreeg door de aanvallen te maken met stroomuitval.

### Russische raketaanvallen op de Oekraïense infrastructuur en energievoorzieningen: 16 december 2022
Op 16 december 2022 lanceerde Rusland een grootschalige raketaanval op de energievoorzieningen in Oekraïne, waaronder de oblasten Kiev, Charkov en Zaporizja. Hierbij werden 70 à 80 raketten afgevuurd. De Oekraïense luchtafweer, onder leiding van commandant Valerij Zaloezjnyj, wist ongeveer 60 raketten te onderscheppen. Desondanks werd het energieverbruik in heel Oekraïne na de aanvallen gehalveerd en in 10 van de 24 Oekraïense oblasten werden ontploffingen gemeld. Er vielen zeker drie doden in een appartementencomplex in Dnipro en in Cherson. Charkov zat aan het eind van de dag nog grotendeels zonder water en stroom en negen energiecentrales waren zwaar getroffen. Op 3 januari 2023 beweerde de woordvoerder van het luchtmachtcommando van de Oekraïense strijdkrachten, dat ze sinds september 2022 bijna 500 Russische drones hadden neergehaald, waarvan 84 (100%) op 31 december 2022 en 1 januari 2023.

### Maart 2023: aanvallen met Kinzjal-raketten
In de nacht van 8 op 9 maart 2023 voerde Rusland een grootschalige raketaanval uit op Oekraïne, waarbij onder andere Kiev, Charkov en Odessa werden getroffen. Er vielen zeker negen doden. Het Oekraïense leger meldde dat in totaal 81 raketten waren afgevuurd. Dit was een van de zwaarste aanvallen sinds het begin van de oorlog.
Bij deze aanval gebruikte Rusland zes Ch-47M2 Kinzjal-raketten, ook wel bekend als "de Dolk". Deze raketten zijn moeilijk te onderscheppen door de Oekraïense luchtafweer. Volgens het Russische ministerie van Defensie waren de aanvallen een vergeldingsactie tegen "Oekraïense saboteurs".

### Raketinslag in Polen
In de middag van 15 november 2022 vond er een raketinslag plaats in Przewodów, een dorpje aan de Pools-Oekraïense grens, waarbij twee mensen om het leven kwamen. Als reactie hierop werd de Poolse veiligheidsraad onmiddellijk bijeengeroepen. Aanvankelijk werd er gespeculeerd dat het een door Rusland afgevuurde raket was, gericht op Oekraïne, maar van zijn doel was afgeweken, of mogelijk een bewuste aanval op NAVO-grondgebied. Dit zou activering van de artikelen 4 en 5 van het NAVO-handvest kunnen vereisen. Rusland ontkende echter iedere betrokkenheid en noemde het een provocatie. De volgende ochtend kwamen NAVO-ambassadeurs bijeen in Brussel. NAVO-secretaris-generaal Jens Stoltenberg verklaarde dat de raket afkomstig was van Oekraïense luchtafweer en geen doelbewuste aanval op Polen was, noch van Rusland, noch van Oekraïne. Amerikaanse president Biden en de Poolse president Andrzej Duda bevestigden dit. Vermoedelijk ging het om een S-300, een luchtdoelraket van Russische makelij, gebruikt door Oekraïne om zich te verdedigen tegen Russische raketaanvallen. Stoltenberg legde de uiteindelijke verantwoordelijkheid bij Rusland, aangezien Oekraïne zich moest verdedigen tegen Russische agressie. Oekraïens president Zelensky bleef echter de Oekraïense verantwoordelijkheid ontkennen en sprak van een "Russisch spoor" op basis van Oekraïense inlichtingen.

### Tactieken en strategieën
De tactieken en strategieën die werden toegepast in reactie op de dreiging van goedkope Iraanse drones, omvatten aanpassingen aan het luchtverdedigingssysteem van Oekraïne. Aangezien het merendeel van dit systeem was gebaseerd op Sovjet-technologieën zoals de S-300 en Boek, werden Russische aanvalsvliegtuigen gedwongen om op lagere hoogtes te opereren om de radar detectie te ontwijken. Dit bracht hen echter binnen het bereik van lichtere mobiele luchtverdedigingssystemen die snel konden worden ingezet.
Rusland probeerde het Oekraïense luchtverdedigingssysteem te overweldigen en uit te putten door massale aanvalsgolven van goedkope Iraanse drones in te zetten. Deze drones, zoals de Shahed-136, waren aanzienlijk goedkoper dan de antiluchtdoelraketten die werden gebruikt om ze neer te schieten. Bovendien raakten de beschikbare Sovjet-antiluchtdoelraketten snel op en was hun aanvulling beperkt, aangezien voormalige Oost-Europese landen die nog steeds deze systemen gebruikten, beperkte middelen hadden. Als reactie hierop werden westerse Patriot-luchtverdedigingssystemen geleverd aan Oekraïne, hoewel hun munitie eveneens beperkt was. Om de weinige beschikbare antiluchtdoelraketten te sparen en te voorkomen dat Russische vliegtuigen vrij toegang kregen tot het luchtruim boven 6 kilometer, werden voornamelijk mobiele luchtverdedigingssystemen ingezet. Deze eenheden, uitgerust met luchtdoelmachinegeweren en draagbare raketten zoals Manpads, waren in staat om snel te reageren op drone-aanvallen. Burgers speelden ook een rol in het detecteren van drone-activiteit door middel van een speciale app, waardoor de informatie kon worden doorgegeven aan het luchtverdedigingssysteem voor een snelle reactie. Deze coördinatie van reacties, samen met het vermogen om mobiele luchtverdedigingssystemen snel te verplaatsen, bleek cruciaal te zijn in het effectief omgaan met de dreiging van Iraanse drones.

### Tegenaanvallen door Oekraïne vanaf december 2022
Tegenaanvallen door Oekraïne vanaf december 2022 vormden een strategische reactie op het voortslepende conflict met Rusland. Op 5 en 6 december 2022 werden luchtaanvallen met drones uitgevoerd op doelen in Rusland, die zich op aanzienlijke afstand bevonden van de Oekraïens-Russische grens en het front. Hoewel noch bevestigd noch ontkend door Oekraïne, suggereerden deze vermoedelijke aanvallen op internationaal erkend Russisch grondgebied een ongekende escalatie van het conflict. Vanuit westerse landen veronderstelde men dat Oekraïne mogelijk oude Sovjet-drones had aangepast of nieuwe wapens had ontwikkeld, omdat de geleverde westerse wapens dit bereik niet hadden. Bovendien deden geruchten de ronde dat de Verenigde Staten mogelijk stilzwijgende toestemming hadden gegeven voor dergelijke aanvallen. Als reactie op deze ontwikkelingen verstoorde het Russische leger gps-signalen in Russische steden om de effectiviteit van verdere Oekraïense luchtaanvallen te ondermijnen.
Rond de jaarwisseling van 2022 naar 2023 lanceerde het Oekraïense leger een krachtige raketaanval op Makijivka, een stad in de door Rusland bezette Oekraïense oblast Donetsk. Deze aanval resulteerde naar verluidt in aanzienlijke verliezen aan Russische zijde, waarbij honderden Russische doden en gewonden vielen, volgens Oekraïense bronnen. De omgekomen Russische soldaten waren recentelijk gemobiliseerd en ondergebracht in een schoolgebouw waar zich ook munitie bevond.. Het Russische ministerie van Defensie bevestigde de aanval, zij het met beduidend lagere cijfers van Russische slachtoffers. Bij de aanval waren Amerikaanse HIMARS-raketten, gebruikt, waarvan er enkele werden onderschept door Russische systemen.
In mei 2023 intensiveerde het conflict met de introductie van aanvallen met Ch-47M2 Kinzjal-raketten, een Russische hypersonisch lucht-grondraket. Ondanks eerdere moeilijkheden slaagde het Oekraïense luchtafweersysteem erin een Kinzjal-raket neer te halen met een Patriot-raket, wat een zeldzame overwinning betekende voor de Oekraïense luchtverdediging. In latere confrontaties trachtte Rusland specifiek de Patriot-luchtafweersystemen uit te schakelen met Kinzjal-raketten, waarbij Oekraïne erin slaagde meerdere raketten neer te halen, zij het niet zonder schade aan het eigen luchtafweersysteem.
In augustus 2023 waren er nieuwe escalaties, voornamelijk in de regio Donetsk, met verschillende raketaanvallen op burgerlijke doelen. Deze aanvallen resulteerden in een aanzienlijk aantal slachtoffers aan beide zijden van het conflict. Het benadrukte nog eens de voortdurende humanitaire crisis in het door Rusland bezette gebied. 
In september 2023 werden meerdere luchtverdedigingssystemen van Rusland op de Krim uitgeschakeld door het Oekraïense leger. Op dat moment markeerde dit een belangrijke verschuiving in de dynamiek van het conflict en de groeiende assertiviteit van Oekraïne tegenover Russische posities op strategisch belangrijke locaties illustreerde.
Op 22 september werd het hoofdkwartier van de Russische Zwarte Zeevloot op de Krim aangevallen, waarbij naar verluidt 34 mensen om het leven kwamen. Onder hen was ook vice-admiraal Viktor Sokolov. Generaal Alexander Romantsjoek, bevelhebber van de Russische troepen in het zuidoosten van Oekraïne, raakte gewond. Deze aanval, door Oekraïense bevelhebbers benoemd tot "Operatie Krabbenval", werd uitgevoerd door de Oekraïense luchtmacht en speciale eenheden.

### Russische luchtaanvallen en Oekraïense tegenaanvallen september 2023-2024
In september 2023 voerde het Russische leger weer een luchtaanval uit op Odessa. Een deel van de haven van deze stad, een graansilo en een verlaten hotel werden beschadigd, en ten minste één persoon raakte gewond. De aanval trof ook een opslagplaats met naar schatting 1.000 ton graan. Deze aanvallen op havens en graanopslagplaatsen zijn na september 2023 frequenter geworden, aangezien Odessa een cruciale infrastructuur voor graanexport bezit. De Russische regering blokkeerde sinds juli 2023 Oekraïense graanschepen die via de Zwarte Zee graan wilden exporteren naar andere landen. Ondanks deze blokkade vertrok op 22 september 2023 een schip uit Oekraïne met 17.600 ton graan.

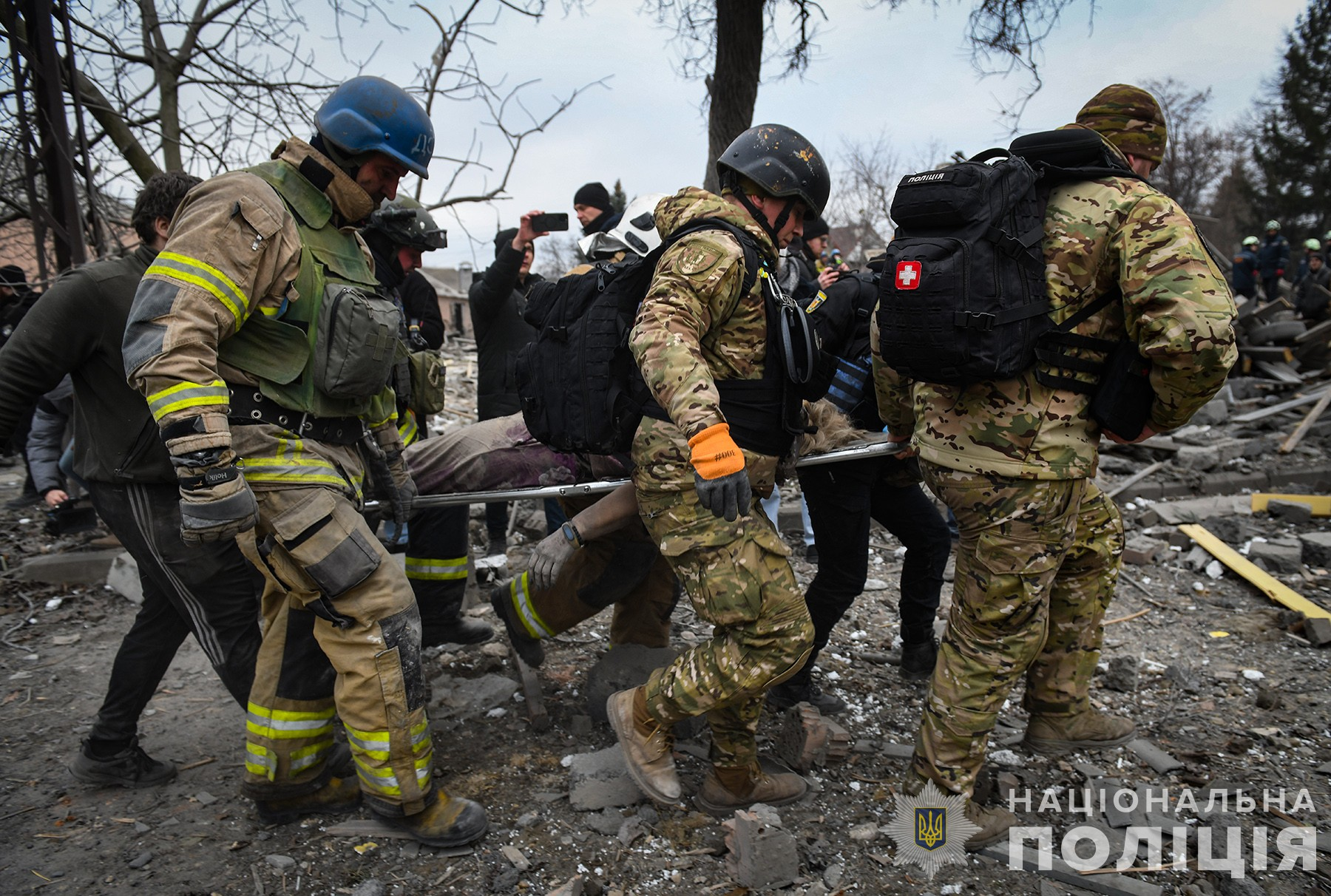
Vernietigingen rond Zaporizja na raketaanval, 29 december 2023

In oktober 2023 voerde het Russische leger een raketaanval uit op een supermarkt en café in het dorp Hroza, nabij Koepjansk in de noordoostelijke regio Charkiv van Oekraïne, waarbij meer dan 50 doden vielen. Op 23 december 2023 beweerde de Oekraïense luchtmachtgeneraal Mykola Olesjtsjoek dat drie Russische gevechtsvliegtuigen van het type Soechoj Soe-34 waren neergeschoten boven de regio Cherson. Op 29 december 2023 vielen er door grootschalige Russische raket- en droneaanvallen minstens 39 doden en 120 gewonden in Oekraïne. Onder andere de hoofdstad Kiev, Dnipro en Lviv werden getroffen. De Oekraïense premier Denys Sjmyhal sprak van een massale luchtaanval waarbij sociale en kritieke infrastructuur het doelwit werden. Verschillende Europese regeringsleiders reageerden met afschuw op de Russische aanvallen. China hield zich in zijn reactie op de vlakte: de Chinese autoriteiten veroordeelden de aanval niet, maar riepen de strijdende partijen wel op om naar vrede te streven.
Begin januari 2024 kwamen bij Russische raketaanvallen in de Donetsk-regio van Oekraïne minstens elf mensen om, waaronder vijf kinderen. Op 14 januari 2024 haalde Oekraïne twee kostbare Russische radar- en commando-toestellen uit de lucht boven de Zee van Azov. Omstreeks 24 februari 2024 meldden Oekraïense media dat een tweede Russisch radartoestel van het type Beriev A-50 was neergehaald nabij Krasnodar aan de Oostkust bij de Zee van Azov.
In maart 2024 voerde het Russische leger weer een grote aanval uit op de Oekraïense energiesector, waarbij meer dan 90 raketten en 60 drones werden ingezet. Er werd schade toegebracht aan energiecentrales, een dam bij een waterkrachtcentrale en woningen.
In april 2024 vielen Oekraïense drones diverse doelen aan in de Russische regio Tatarstan, op zo’n negenhonderd kilometer ten oosten van Moskou.
Op 11 april 2024 bombardeerden de Russen opnieuw Oekraïense energiefaciliteiten, waaronder een elektriciteitscentrale nabij de frontlinie in Charkov. Op 8 mei 2024 voerde Rusland opnieuw grootschalige raket- en droneaanvallen uit op Oekraïense energiefaciliteiten, waarbij meer dan 50 raketten en zeker 20 drones werden ingezet, met gevolgen voor energienetwerken in Ivano-Frankivsk en Lviv, honderden kilometers van het front verwijderd.
Medio juni 2024 meldden de 12de Brigade van de Nationale Garde van Oekraïne voor het eerst in lange tijd een herovering van door de Russen bezet terrein in de Donbas-regio. Russische troepen trokken zich terug uit een deel van het natuurreservaat Serebrjanske, een grotendeels verwoest bosgebied ten zuiden van het bezette stadje Kreminna in de regio Loehansk. Het stabiliseren van de frontlinies door Oekraïne was een rechtstreeks gevolg van de hervatting van de Amerikaanse wapenleveranties aan Oekraïne van eind april.

### Eerste Russische aanval met middellangeafstandsraket sinds het begin van de invasie
Op 21 november 2024 lanceerde Rusland een middellangeafstandsraket Oresjnik vanuit Kapoestin Jar naar een doelwit in Dnipro. De raket had geen significante explosieve lading, maar de inzet vormde een krachtige waarschuwing richting het westen. Deze actie volgde op de inzet van Amerikaanse ATACMS-raketten en Frans-Britse Storm Shadow-kruisvluchtwapens door Oekraïne op Russisch grondgebied.
Voor het eerst werd een raket gebruikt die tot dan toe uitsluitend was ontworpen als afschrikmiddel vanwege het risico op een kernoorlog. Moskou informeerde voorafgaand aan de lancering het Pentagon, conform afspraken om nucleaire misverstanden te voorkomen. Volgens president Poetin onderstreepte deze actie een verlaging van de drempel voor inzet van kernwapens, ook tegen niet-nucleaire aanvallen door kernmogendheden die bondgenoten van Oekraïne zijn.

### Rusland voert steeds zwaardere aanvallen uit op Oekraïne (2025)
Op 22 mei 2025 zei voormalig stafchef Valerij Zaloezjny in een toespraak in Londen dat Oekraïne niet moest rekenen op een terugkeer naar de grenzen van 1991. Volgens hem had Rusland de middelen om de oorlog voort te zetten.
Op 25 mei 2025 voerde Rusland de zwaarste droneaanvallen sinds het begin van de invasie op Oekraïne, met meer dan 350 kamikazedrones per nacht. De aanvallen troffen tientallen steden en veroorzaakten veel burgerdoden. President Trump noemde de Russische president Poetin daarop "helemaal gek geworden" en beschuldigde hem van massamoord, ondanks eerdere uitlatingen dat Poetin vrede wilde. 

## Zeegevechten en blokkades

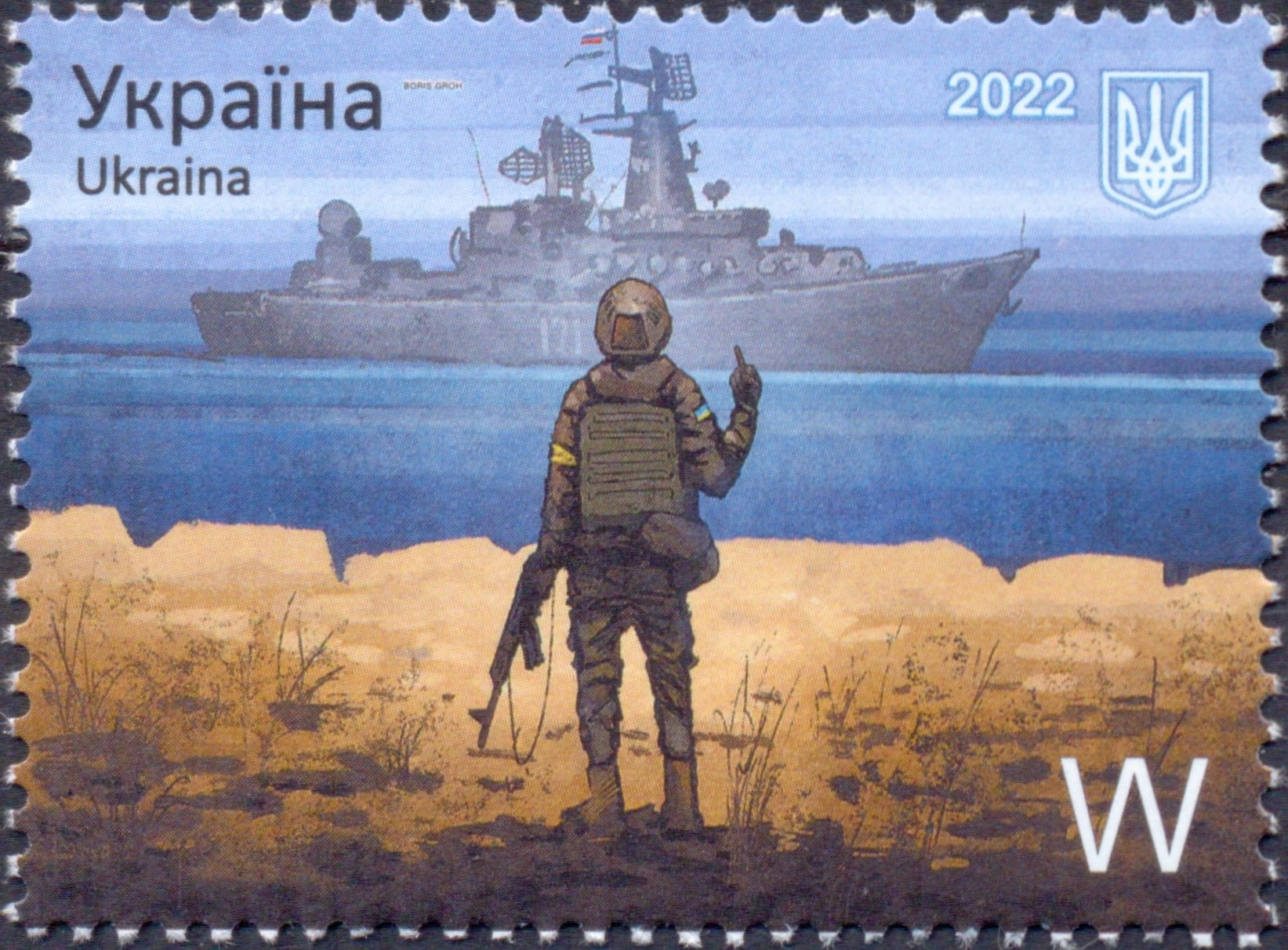
Postzegel: Russisch oorlogsschip, val dood, met daarop de Russische raketkruiser Moskva en een Oekraïense soldaat op Slangeneiland

Op 24 februari 2022, de allereerste dag van de Russische inval in Oekraïne, begonnen Russische marineschepen in het zuiden van Oekraïne een aanval op Slangeneiland. Het vlaggenschip van de Russische Zwarte Zeevloot, de 186 meter lange Slava-klasse-raketkruiser Moskva en de patrouilleboot Vasily Bykov bombardeerden het eiland met hun dekkanonnen. Nadat het Russische oorlogsschip zich identificeerde en de op het eiland gestationeerde Oekraïense soldaten opdroeg om zich over te geven, luidde het antwoord over de radio: 'Русский военный корабль, иди на хуй', wat Russisch is voor: 'Russisch oorlogschip, ga je zelf n**ken'. Na het bombardement landde een detachement met Russische soldaten op het eiland en nam de controle over. Het citaat van de soldaat werd vervolgens bij demonstraties en in de Oekraïense oorlogspropaganda aangehaald. De betreffende soldaat kwam bij een gevangenenruil vrij en kreeg een militair eerbetoon. De Oekraïense post Ukrposhta gaf in april 2022 de 'Russisch oorlogsschip, val dood'-postzegel uit, met daarop een afbeelding van de Moskva en de Oekraïense soldaat op het eiland.
Het Oekraïense fregat Hetman Sahaidachny, het vlaggenschip van de Oekraïense marine, werd op 3 maart 2022 in Mykolajiv door Oekraïne tot zinken gebracht om te voorkomen dat het door Russische troepen zou worden ingenomen.

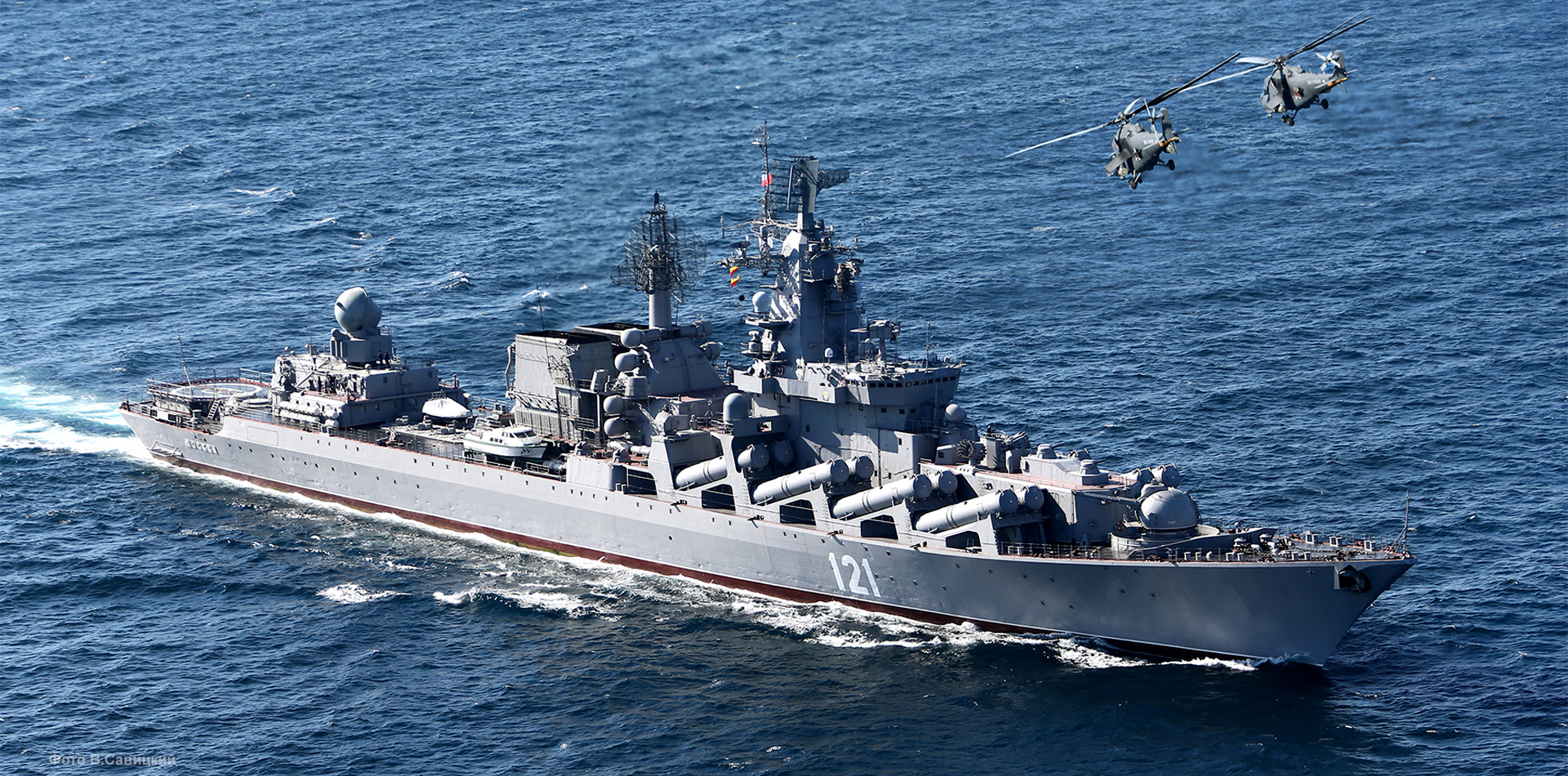
Moskva, het Russische vlaggenschip van de Zwarte Zeevloot, zonk op 14 april 2022, naar verluidt nadat het was geraakt door twee Oekraïense Neptun-antischeepsraketten.

Op 14 maart 2022 meldde Russische media dat ongeveer een dozijn Oekraïense schepen in Berdjansk was veroverd, waaronder het landingsschip Yuri Olefirenko. Op 24 maart 2022 meldden Oekraïense functionarissen dat het Russische landingsschip Saratov in Berdjansk was vernietigd door een Oekraïense raketaanval.
Op 14 april 2022 zonk het Russische vlaggenschip Moskva in de Zwarte Zee, naar verluidt nadat het was geraakt door twee Oekraïense Neptun-antischeepsraketten. Het Pentagon bevestigde dit een dag later. De Russische verklaring hield het op een spontane explosie van munitie met vervolgens problemen door de ruwe zee, terwijl ten dien tijde in het noorden van de Zwarte Zee een relatief geringe wind heerste van ca. 14 knopen met een deiningshoogte van een meter.
Oekraïense troepen voerden begin mei tegenaanvallen uit op Slangeneiland. Op 17 juni 2022 zonk een Russische militaire sleepboot, de Spasatel Vasily Bech, in de buurt van Slangeneiland na getroffen te zijn door een Harpoon-raket. 
Op 30 juni 2022 verlieten Russische troepen het Slangeneiland, volgens Rusland als geste om de Oekraïense scheepvaart vanuit Odessa weer mogelijk te maken. Oekraïne was terughoudend in het opnieuw bezetten van het eiland. Oekraïense troepen heroverden eind augustus 2023 twee strategische gas- en olieboorplatforms dichter bij de Oekraïens-Roemeense kust.

## Aanvallen op Russische infrastructuur

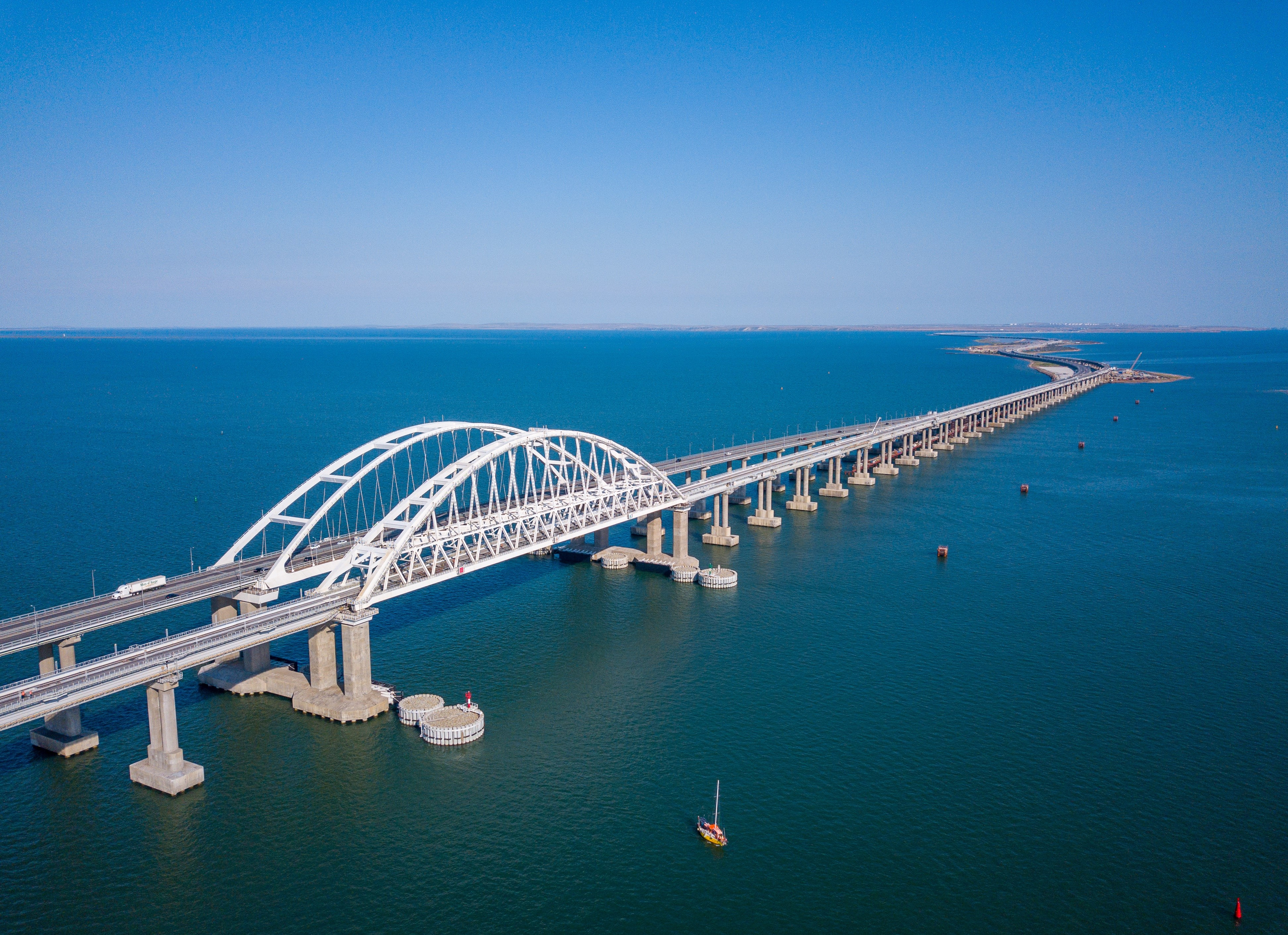
De Krimbrug in 2019

Vanaf oktober 2022 vonden meerdere aanvallen plaats op strategische Russische infrastructuur, waaronder bruggen, havens, schepen en olieraffinaderijen.
Op 8 oktober 2022 werd de voor Rusland strategisch belangrijke Krimbrug zwaar beschadigd door een ontploffende vrachtautobom. Twee van de vier rijstroken stortten in, waardoor het wegverkeer werd beperkt. Zeven brandstofwagons van een trein die op het moment van de aanval op de spoorbrug reed, vlogen in brand. De vrachtwagen met de bom zou vanuit Rusland de brug op zijn gereden en op de tweede helft van de brug zijn ontploft, dichter bij de Krim dan bij Rusland. Volgens Rusland vielen er drie doden. Rusland beschuldigde de Oekraïense geheime dienst van de aanslag, die Oekraïne ontkende, hoewel zij de brug als een legitiem militair doelwit beschouwden. De brug, geopend in 2018, is van strategisch en symbolisch belang voor Rusland en wordt gebruikt voor bevoorrading van het Russische front in Zuid-Oekraïne.
Op 29 oktober 2022 werden een of meerdere fregatten van de Russische Zwarte Zeevloot in de haven van Sebastopol aangevallen door onbemande vaartuigen. Het vlaggenschip Admiral Makarov Admiral zou hierbij zijn getroffen. 
In de nacht van 3 op 4 augustus 2023 werd een aanval uitgevoerd met onbemande vaartuigen op de haven van Novorossiejsk, waarbij het Russische landingsschip Olenegorsky Gornyak werd beschadigd. 
In de nacht van 25 tot 26 december 2023 werd een luchtaanval uitgevoerd op de haven van Feodosija. Het Russische landingsschip Novocherkassk werd hierbij zwaar beschadigd, evenals de pier en een pakhuis. Op 4 maart 2024 werden twee naast elkaar gelegen spoorbruggen bij Tsjapajevka, 800 kilometer van de Oekraïense grens, gesaboteerd met explosieven. Russische media meldden beperkte gevolgen en vijf geannuleerde passagierstreinen, terwijl Oekraïense veiligheidsdiensten claimden dat de bruggen voor lange tijd onbruikbaar waren.
Medio mei 2024 voerde Oekraïne het aantal droneaanvallen op de energie-infrastructuur diep in Rusland flink op. Zo werd de Russische Slavjansk-olieraffinaderij in het zuidelijke Krasnodar beschadigd waarna de productie stil kwam te liggen.
Op 1 juni 2025 heeft Oekraïne in een anderhalf jaar voorbereide Operatie Spinnenweb met 117 vanop afstand bestuurde onbemande luchtvaartuigen vanuit met vrachtwagens vervoerde containers de luchtmachtbases Diaguilevo, Olenja, Ivanovo en Belaja diep in Rusland aangevallen en daarbij 13 tot 41 bommenwerpers van de types Toepolev Tu-22 en Toepolev Tu-95 vernield. Op 3 juni 2025 heeft Oekraïne voor de derde keer de Krimbrug aangevallen, dit keer met 1100 kg springstof onder water. De brug was daardoor tijdelijk uit dienst.

## Nucleaire dreigingen

### Kerncentrale Tsjernobyl
Op 24 februari 2022 veroverde het Russische leger de kerncentrale van Tsjernobyl. De Oekraïense regering verloor de communicatie met de centrale en het personeel werd gegijzeld. Op 9 maart meldde de Oekraïense minister van Buitenlandse Zaken dat de verbinding met het elektriciteitsnet was verbroken en er was slechts beperkte brandstof beschikbaar voor de noodkoeling van het hoogradioactieve materiaal. Op 1 april 2022 verlieten de Russische troepen de centrale.
Op 14 februari 2025 raakte een Russische drone-aanval de sarcofaag van de kerncentrale van Tsjernobyl. Er ontstond een explosie en brand, het vuur werd geblust en er werd geen verhoogde radioactiviteit gemeten. President Zelensky verklaarde dat dergelijke aanvallen dagelijks plaatsvonden en dat president Poetin zich absoluut niet voorbereidde op onderhandelingen.

### Kerncentrale Zaporizja

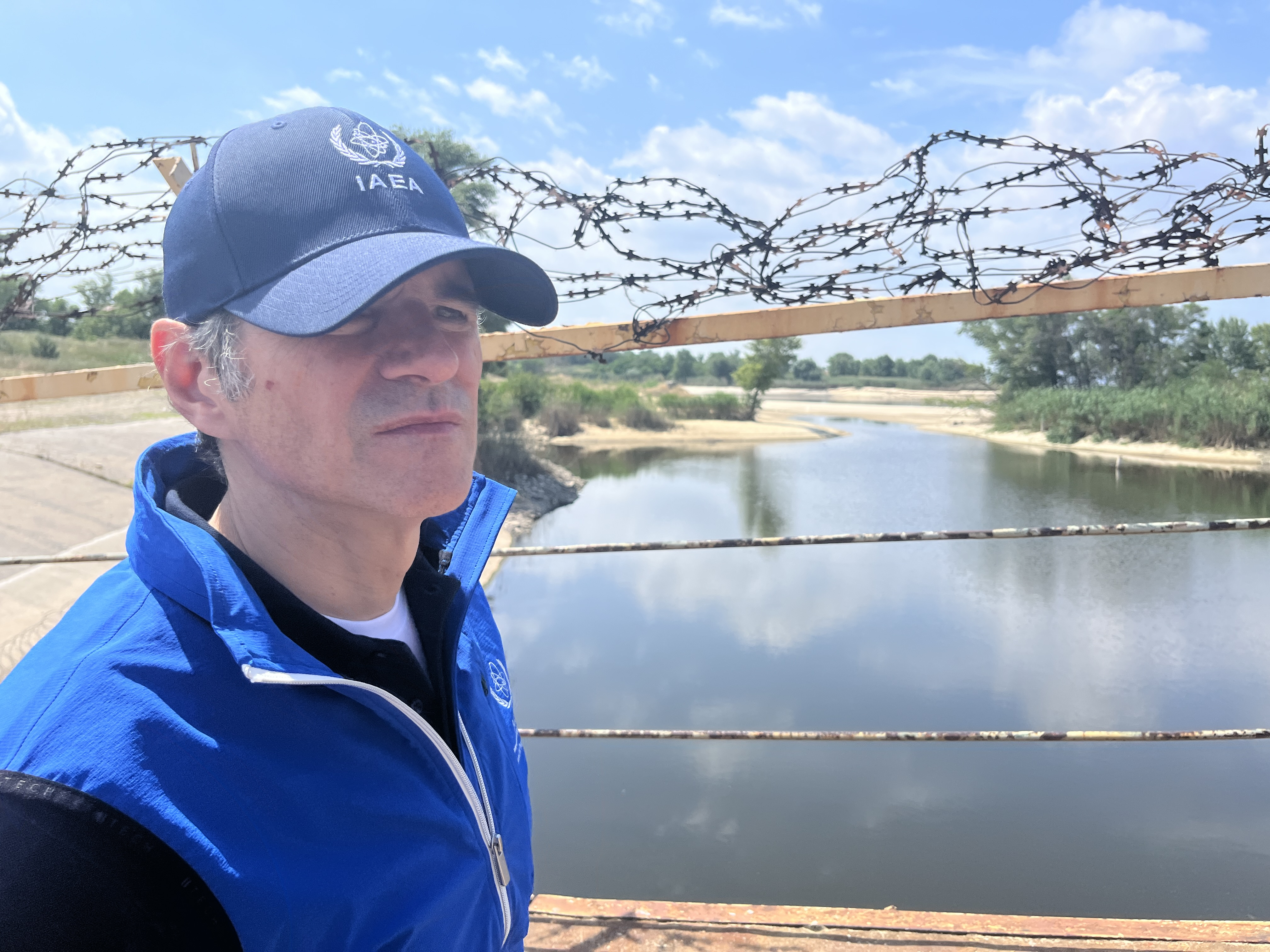
Rafael Grossi bezoekt de kerncentrale van Zaporizja met op de achtergrond het leeggelopen stuwmeer

In de nacht van 3 op 4 maart 2022 beschoten Russische troepen de grootste kerncentrale van Europa, die van Zaporizja. Dit leidde tot brand en schade aan een reactorgebouw. Het Internationaal Atoomenergieagentschap (IAEA) waarschuwde voor groot gevaar als een reactor zou worden geraakt. Op 4 maart 2022 namen de Russen de centrale weer in. De beschietingen werden door wereldleiders als oorlogsmisdaad bestempeld. (zie ook #Mogelijke oorlogsmisdaden).
Op 1 september 2022 bezocht een IAEA-team de kerncentrale om een nucleair ongeluk te voorkomen. De IAEA constateerde schade door beschietingen en waarschuwde voor de stress en druk op de Oekraïense medewerkers. De centrale werd op 11 september 2022 stilgelegd met het oog op de veiligheid. Als gevolg van de beschietingen viel de stroom uit in Enerhodar, waardoor de veiligheid van de centrale in het geding kwam. Op 30 september werd de directeur van de kerncentrale ontvoerd en op 3 oktober vrijgelaten. Op 9 maart 2023 meldde Ukrenego dat de hoofdkabels weer waren aangesloten op het elektriciteitsnet.
Op 28 maart 2023 waarschuwde IAEA-directeur Rafael Grossi opnieuw voor een nucleaire ramp door de verhevigde strijd nabij de kerncentrale. Op 6 mei 2023 herhaalde Grossi de waarschuwing en riep op tot maatregelen om de veiligheid te waarborgen. Op 15 juni 2023 bezocht Grossi het complex om de gevolgen van de vernietiging van de Kachovkadam te beoordelen. Op 5 juli 2023 vonden IAEA-waarnemers geen explosieven bij de kerncentrale. Op 6 september 2023 stelde de IAEA dat de situatie onhoudbaar was geworden en drong aan op een veiligheidszone.
Op 7 april 2024 ontplofte een drone nabij een reactorgebouw van de kerncentrale Zaporizja. Rusland en Oekraïne beschuldigden elkaar van de aanval. Volgens het IAEA was dit bijna een nucleair ongeluk. Alle reactoren waren sinds maart 2023 stilgelegd, maar er bleef gevaar door mogelijke verstoring van de stroomtoevoer en koeling.

### Kerncentrale Koersk
De Oekraïense opmars in augustus 2024 op Russisch grondgebied wekte internationale zorgen over de kerncentrale Koersk II. Volgens Rosatom zouden er  raketdelen op het terrein van de centrale zijn neergekomen. De Koersk II-centrale is een van de drie grootste van Rusland en wekt elektriciteit op voor miljoenen Russische huishoudens. De centrale werd begin jaren zeventig gebouwd en is vrijwel identiek aan de in 1986 ontplofte kerncentrale van Tsjernobyl. De Koersk bevat zes reactoren van Sovjetmakelij, waarvan twee recentelijk buiten werking zijn gesteld. De kerncentrale is in een doodgewoon fabriekspand ondergebracht en beschikt niet over een speciale beschermingskap, een zogenoemde ‘dome’, waardoor gevechten in de buurt van de centrale zeer gevaarlijk kunnen zijn. Rafael Grossi, directeur van het IAEA riep de strijdende partijen op tot "maximale terughoudendheid” om ongelukken te voorkomen en herinnerde aan de richtlijnen om nucleaire veiligheid in conflictgebieden te waarborgen.

### Potentieel gebruik van tactische kernwapens door Rusland
Op 14 april 2022 waarschuwde William Burns van de CIA dat Rusland mogelijk  tactische kernwapens zou kunnen inzetten, gedreven door de drang naar een schijnbare overwinning in Oekraïne. Deze dreiging werd versterkt door de voortdurende tests van de Satan 2 intercontinentale raketten van Rusland, terwijl president Poetin andere landen waarschuwde voor het nucleaire arsenaal van Rusland. Sergej Lavrov, de Russische minister van Buitenlandse Zaken, suggereerde dat verdere steun aan Oekraïne zou kunnen leiden tot een escalatie die het volledige Russische wapenarsenaal zou omvatten.
De onverantwoordelijke acties van Rusland bij de invasie van Oekraïense kerncentrales, zoals in Zaporizja en Tsjernobyl, leidden tot wereldwijde bezorgdheid. President Zelensky drong aan op internationale controle over Russische nucleaire capaciteiten, gezien het risico dat deze onvoorspelbare situatie met zich meebracht. Poetin dreigde met drastische reacties op buitenlandse militaire provocaties tegen Oekraïne, waarbij hij het unieke kernwapenarsenaal van Rusland benadrukte.
Het ontslag van de Russische diplomaat Boris Bondarev en de verklaring van ambassadeur Andrej Kelin dat Rusland geen plannen had om kernwapens te gebruiken tenzij zijn soevereiniteit in gevaar was, boden enige opluchting. Echter, de voortdurende spanningen en militaire manoeuvres in het conflictgebied hielden de wereld op scherp, met zorgen over mogelijke escalatie en nucleaire dreiging.
De Russische staatstelevisie toont hoe Rusland in 20 minuten Europese hoofdsteden kan verwoesten.

## Verzet en mobilisatie

### Burgerlijk verzet en partizanenacties

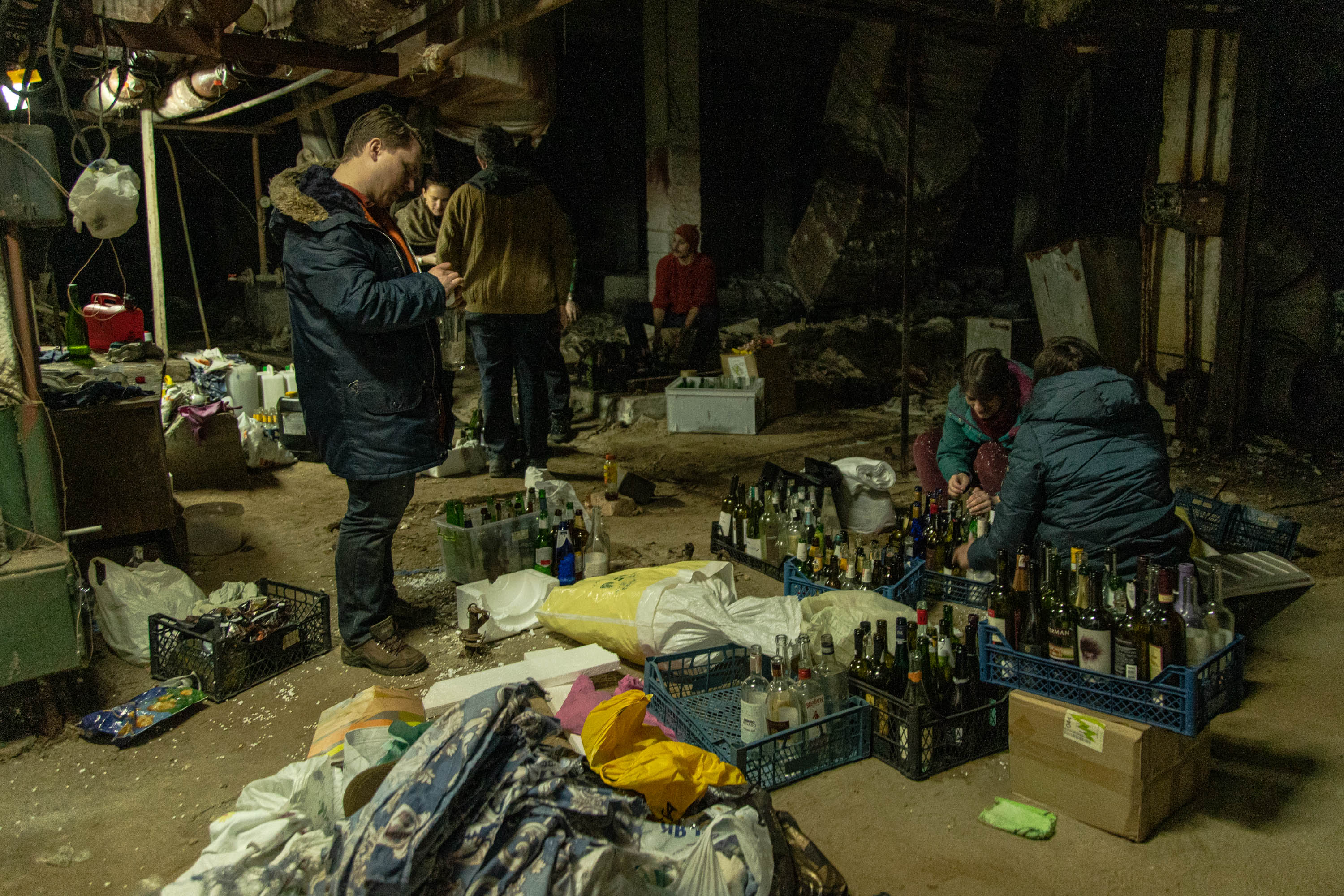
Burgers in Kiev bereiden molotovcocktails, 26 februari 2022

Ook vanuit de Oekraïense burgerbevolking kwam op allerlei verschillende manieren weerstand tegen de invasie. Ze maakten molotovcocktails, doneerden voedsel, bouwden  barrières en hielpen bij het vervoeren van vluchtelingen. In bezette gebieden organiseerden burgers massa-demonstraties en burgerlijk verzet tegen het Russische leger, ondanks de risico’s van massale arrestaties, gedwongen verdwijningen en buitengerechtelijke executies door de Russische troepen. De Oekraïense militaire inlichtingendienst rapporteerde over succesvolle sabotageacties door Oekraïense partizanen, zoals het doden van 70 Russische soldaten rond Melitopol en het opblazen van een gepantserde trein. Sinds september 2022 bestaat de militaire verzetsbeweging Atesj, die actief is in de bezette gebieden van Oekraïne, evenals op het grondgebied van Rusland.

### Militaire mobilisatie en internationale inmenging
Veel Oekraïense mannen en vrouwen meldden zich vrijwillig bij het leger. Achttien maanden na het begin van de invasie waren er zestigduizend vrouwen in dienst, waarvan vijfduizend aan het front. Buitenlanders werden opgeroepen om zich aan te sluiten bij het Internationaal Legioen van Territoriale Verdediging van Oekraïne, hoewel deelname niet zonder risico was, gezien de mogelijke vervolging door Rusland. De Britse, Deense en Nederlandse regeringen hadden uiteenlopende reacties op de deelname van hun burgers aan de gevechten.
Wit-Russische partizanen saboteerden spoorwegen om de Russische aanvoerlijnen te hinderen, terwijl het Wit-Russische leger beperkte operaties uitvoerde. De Wagnergroep, een Russische paramilitaire organisatie, was sinds 2014 betrokken bij operaties en ook tijdens de invasie actief.

### Desertie in het Russische leger
Er waren meldingen van desertie en slechte behandeling binnen het Russische leger. Russische soldaten weigerden soms te vechten of pleegden zelfs moord op hun commandanten. Ongeveer 300 soldaten uit Zuid-Ossetië die in het Russische leger dienden, deserteerden en keerden terug naar hun thuisland. Zij klaagden over de slechte behandeling en het feit dat ze onvoorbereid naar het slagveld waren gestuurd. Er waren ook gevallen van zelfverwonding om niet te hoeven vechten. De Oekraïense campagne "Ik wil leven" moedigde Russische soldaten aan om zich over te geven. Een Russische rechtbank onthulde dat ze 115 leden van de Russische Nationale Garde had ontslagen, omdat deze militairen hadden geweigerd mee te vechten tijdens de invasie. De bereidheid van Russische gevangenen om zich bij de Wagnergroep aan te sluiten nam af door slechte behandeling en standrechtelijke executies.

### Verliezen aan Russische zijde
Het aantal gesneuvelde Russische militairen is tot op heden moeilijk vast te stellen. Officiële Russische cijfers werden zelden geüpdatet en onafhankelijke rapporten suggereerden veel hogere aantallen. De oorlog eiste ook het leven van meerdere hoge Russische officieren:
- Generaal Magomed Toesjaev, leider van de Tsjetsjeense speciale eenheden, werd gedood in een hinderlaag bij Hostomel op 26 februari 2022.
- Generaal-majoor Andrej Soechovetski, plaatsvervangend commandant van het 41ste gecombineerde wapenleger, werd gedood tijdens een speciale operatie door een sluipschutter op 4 maart 2022.
- Generaal-majoor Vitali Gerasimov was eerste plaatsvervangend commandant van het 41ste leger van Rusland en werd gedood in gevechten rond Charkiv op 8 maart 2022.
- Generaal-majoor Andrej Kolesnikov was de bevelhebber van het 29e gecombineerde leger en sneuvelde op 11 maart 2022.
- Generaal-majoor Oleg Mitjaev stierf op 16 maart 2022 in de buurt van de stad Marioepol.
- Luitenant-generaal Andrej Mordvitsjev werd gedood in de regio Cherson op 19 maart 2022.
- Luitenant-generaal Jakov Rezantsev, commandant van het 49ste gecombineerde leger van Rusland, werd op 25 maart 2022 gedood bij een aanval in de buurt van Cherson.
- Generaal-majoor Vladimir Frolov was plaatsvervangend commandant van het 8ste Gardeleger in Oost-Oekraïne. Zijn graf in Sint-Petersburg werd begin mei 2022 gefotografeerd.[453]
- Generaal-majoor Andrej Simonov, een expert op het gebied van elektronische oorlogsvoering, stierf op 1 mei 2022.
- Generaal-majoor Kanamat Botasjev (63 jaar) stierf op 22 mei 2022 toen zijn Soe-25-jachtvliegtuig in de buurt van Popasna boven de Donbasregio werd neergehaald door een Oekraïense Stinger-raket. Hij was al 10 jaar met pensioen toen hij eind februari 2022 werd opgeroepen om als jachtpiloot te dienen.[454]
- Generaal-majoor Roman Koetoezov, gedood op 5 juni 2022 in de buurt van Popasna. Was commandant van het eerste legerkorps van de Volksrepubliek Donetsk.[455]
- Generaal-majoor Sergej Gorjatsjev, gedood op 12 juni 2023 in de buurt van Zaporizja. Was stafchef van het 35ste legerkorps.[456]
- Luitenant-generaal Oleg Tsokov, gedood op 11 juli 2023 in Berdjansk, vermoedelijk door een Britse Storm Shadow-kruisvluchtwapen.[457]
- Generaal-majoor Vladimir Zavadski, gedood op 5 december 2023 tijdens een 'speciale operatie', was de commandant van het Russische 14e legeronderdeel van de Noordelijke Vloot.[458]
- Luitenant-generaal Igor Kirillov, gedood op 17 december 2024 bij een bomaanslag in Moskou.[459]

Veel lagere en middelrang-officieren sneuvelden doordat ze gedwongen werden om bij de gevechtsacties aanwezig te zijn, om persoonlijk sturing te kunnen geven. De rigide organisatie bij het Russische leger maakte dat hogere officieren nauwelijks konden delegeren naar officieren met een lagere rang. Veel legereenheden waren samengevoegd uit voormalige gevechtseenheden waarvan veel soldaten gesneuveld waren en daardoor niet effectief meer konden doorvechten. In het Russische leger konden de onderofficieren geen – of alleen zeer beperkt – tactische beslissingen of initiatieven nemen. Rusland gebruikte psychologische oorlogsvoering om het moreel van Oekraïense soldaten te ondermijnen. Er werden ook gevangenen uitgewisseld, hoewel de aantallen varieerden.

### Gebruikte wapens

#### Rusland
Het Russische leger gebruikte een breed scala aan artilleriewapens, waaronder het 9K720 Iskander-raketsysteem en BM-27 Oeragan-raketten. De 2S7 Pion, het zwaarste kanon van het Russische leger, heeft een bereik van 37,5 kilometer. Ondanks een groot wapenarsenaal kampte Rusland met logistieke problemen door een tekort aan goed onderhouden vrachtwagens en slecht onderhouden voertuigen met Chinese banden van inferieure kwaliteit, wat leidde tot grootschalige uitval. Rusland voerde aanvallen op Oekraïense havens en schepen uit met 3M-54 Kalibr-kruisvluchtwapens. In maart 2022 werden hypersonische Ch-47M2 Kinzjal-raketten ingezet tegen Oekraïense brandstofopslagplaatsen. In oktober van datzelfde jaar werden tientallen Iraanse HESA Shahed 136 drones gebruikt tegen Oekraïense elektriciteitscentrales. De nieuwe Soechoj Soe-57-straaljagers werden ook ingezet, maar opereerden alleen boven Russisch grondgebied.
De T-14 Armata-tanks kampten echter met operationele problemen.
Op 26 februari 2023 werd een Beriev A-50-AWACS-vliegtuig op de vliegbasis Matsjoelisjtsji bij Minsk, Wit-Rusland, beschadigd door drones. Russische soldaten gebruikten bij gevechten in Bachmoet MPL-50-spaden voor man-tegen-mangevechten. Ook werden brandbommen met thermiet gebruikt bij Voehledar en witte fosfor bij Tsjasiv Jar nabij Bachmoet.
In oktober en november 2022 werd gespeculeerd over de resterende Russische (kruis)raketten na talloze luchtaanvallen. (zie #Hernieuwde Russische luchtaanvallen vanaf 9 oktober) Veel raketten werden neergeschoten door de Oekraïense luchtverdediging. Iran leverde HESA Shahed 136-drones aan Rusland. Rusland gebruikte ook raketten bedoeld voor luchtafweer of scheepsaanvallen en zette eind november 2022 kernraketten in zonder explosieve lading, die schade kunnen veroorzaken door hun kinetische energie. Westerse militaire experts denken dat dit bedoeld is om de Oekraïense luchtafweervoorraden uit te putten. Egypte was van plan om 40.000 raketten te leveren aan Rusland en volgens The Washington Post zou China in het geheim wapens leveren als civiele goederen.
Op 21 november 2024 heeft Rusland vanaf Kapoestin Jar een hypersonische middellangeafstandsraket Oresjnik naar Dnipro gelanceerd, 700 km ver.

#### Oekraïne

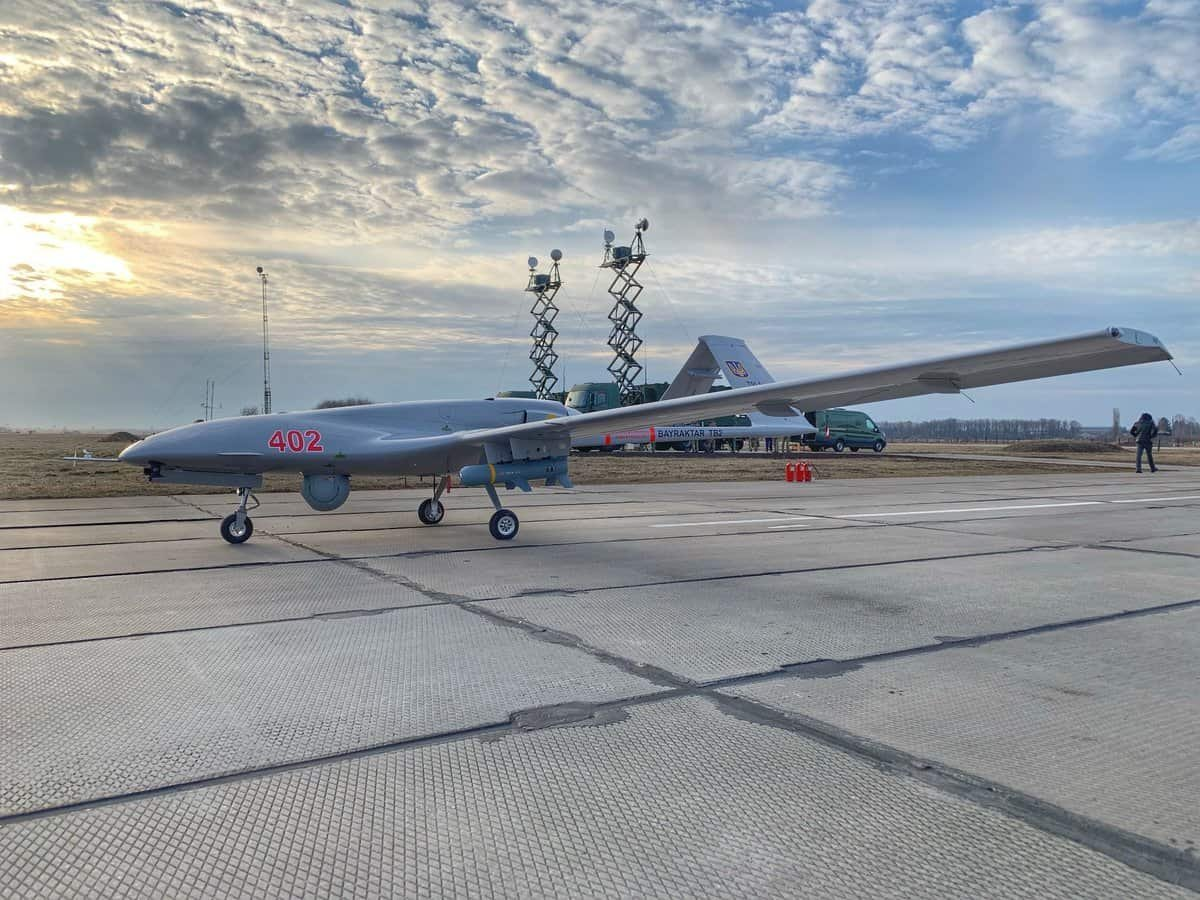
Een Oekraïense Bayraktar TB2

Het Oekraïense leger beschikte aanvankelijk over Stinger-luchtverdedigingswapens, Javelin-antitankraketten, Next Generation Light-antitankraketten en OTR-21 Tochka-raketten.
Er werden door Oekraïense burgers en het leger veel drones gebruikt tegen het Russische leger. In de beginfase, toen de Russische luchtafweer nog niet in orde was,  bleek de Bayraktar TB2-gevechtsdrone zeer effectief. Later werd deze drone met meer terughoudendheid ingezet.
In de eerste fasen van het conflict werden Amerikaanse Harpoon-raketten gebruikt om Russische schepen aan te vallen. Oekraïne was toen al ver in de ontwikkeling van de de Neptun-antischeepsraket, een doorontwikkeling van de Sovjet-antischeepsraket Zvezda Kh-35. De raket werd tijdens de oorlog verder ontwikkeld tot een grond-grondvariant. Bij een van de eerste lanceringen van de Neptun-raket werd het vlaggenschip van de Zwarte-meervloot geraakt en tot zinken gebracht.
Oekraïne zette 50 Vilcha-grond-grondraketten van eigen makelij in. In samenwerking met de westerse militairen en wapenindustrie worden diverse Sovjetwapensystemen met succes aangepast om met Amerikaanse raketten te werken. De Sovjetraketten waren niet meer voorradig voor Oekraïne.
Sinds augustus 2024 beschikt Oekraïne over F-16's gedoneerd door NAVO-landen. Op 26 augustus 2024 ging een F-16 verloren en kwam de piloot om nadat hij drie kruisvluchtwapens en een onbemand luchtvaartuig had uitgeschakeld. Op 1 november 2024 schoot een Oekraïense F-16 een Russische Soechoj Soe-34 neer. Op 20 november 2024 leverden de Verenigde Staten antipersoonsmijnen aan Oekraïne, hoewel Oekraïne de Ottawa-conventie ondertekend heeft om die niet te gebruiken.

### Economische mobilisatie in Rusland (juni 2022)
Door de onverwacht langdurende 'speciale militaire operatie' en de grote verliezen aan materieel en manschappen, werd voorbereidende wetgeving ingevoerd om de Russische economie te mobiliseren voor een langdurige oorlog. In een amendement op de Russische wetgeving, ingediend op 30 juni 2022, werden 'speciale maatregelen in de economische sfeer' ingevoerd, waarbij alle bedrijven, ongeacht de eigendomsrechten, verplicht waren te leveren aan de 'speciale militaire operatie' en antiterroristische operaties. Weigering van staatsopdrachten was niet toegestaan. De staat kon indien nodig de arbeidscontracten en werkcondities aanpassen. Zo konden arbeiders verplicht worden om nachts of tijdens officiële feestdagen te werken.

## Buitenlandse steun en militaire betrokkenheid
Geen enkel westers land wilde zich actief in het gewapende conflict mengen, uit vrees voor verdere escalatie met mogelijk verstrekkende gevolgen, zoals een breder NAVO-conflict of zelfs een Derde Wereldoorlog. In plaats daarvan leverden de NAVO, de EU, de VS en het VK sinds 2014 voornamelijk niet-dodelijk militair materieel aan Oekraïne. Na de Russische troepenopbouw aan de Oekraïense grenzen in januari 2022, stemden de VS ermee in dat enkele NAVO-lidstaten hun in de VS geproduceerde wapens naar Oekraïne zouden brengen. Het VK begon ook met leveringen van antitankraketten. Na de invasie stemden individuele NAVO-lidstaten ermee in om wapens te leveren, maar het NAVO-bondgenootschap zelf weigerde troepen te sturen om een grootschaliger conflict te voorkomen. Deze beslissing werd door sommige experts beschouwd als een beleid van verzoening. Op 25 februari 2022, een dag na het begin van de invasie, namen NAVO-regeringsleiders tijdens een videoconferentie een historisch besluit: voor het eerst in haar bestaan zou de NATO Response Force worden geactiveerd. Dit leidde tot de inzet van enkele duizenden manschappen naar NAVO-lidstaten in Oost-Europa.
Vanwege een beveiligingsprobleem met de MediaWiki Graph-software is het momenteel niet mogelijk deze grafiek weer te geven. Zodra de software is bijgewerkt zal de grafiek vanzelf weer zichtbaar worden.

### Wapenleveringen door westerse landen

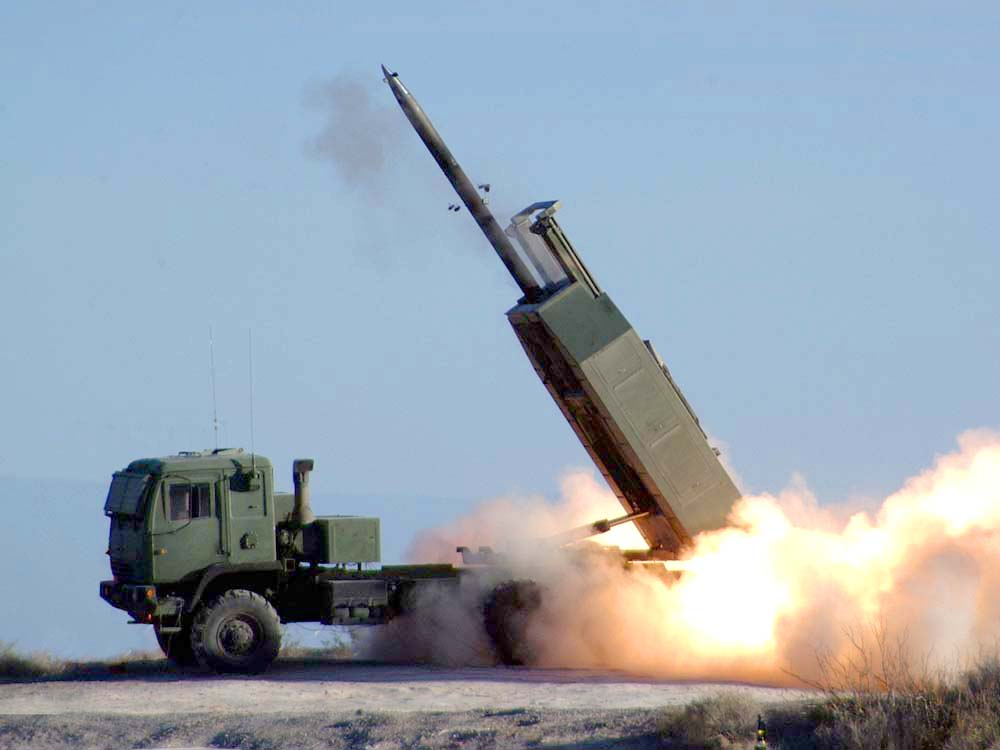
HIMARS

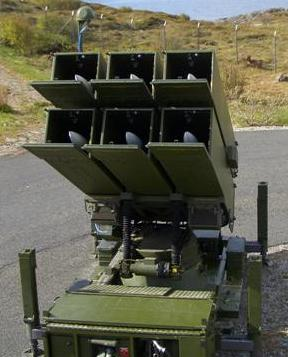
NASAMS-luchtafweer

Op 26 februari 2022 kondigde de Amerikaanse minister van Buitenlandse Zaken, Antony Blinken, aan dat de VS 350 miljoen dollar aan militaire hulp zou verstrekken, inclusief anti-pantser- en luchtafweersystemen. Een dag later beloofde de EU voor € 450 miljoen aan wapens en € 50 miljoen aan militaire goederen, waarbij Polen als distributiecentrum zou fungeren. EU-buitenlandchef Josep Borrell meldde dat de EU van plan was om Oekraïne te voorzien van straaljagers. Bulgarije, Polen en Slowakije hadden MiG-29's en Slowakije had ook Soe-25-vliegtuigen, die snel in gebruik konden worden genomen omdat Oekraïense piloten ermee bekend waren. De eigenaren van de vliegtuigen waren echter terughoudend om wapens te doneren die essentieel waren voor hun eigen territoriale verdediging, uit vrees vreesden dat Rusland het als een oorlogsdaad zou beschouwen als straaljagers vanaf hun luchtbases zouden vliegen om voor Oekraïne te vechten.
In maart 2022 leverde de VS 100 Switchblades-drones en HIMARS-raketten aan Oekraïne. Vanaf april 2022 begonnen westerse landen zwaardere artillerie aan Oekraïne te leveren (zie #Steun en wapenleveringen vanuit de NAVO). Tijdens de eerste week van de invasie hadden de NAVO-lidstaten meer dan 17.000 antitankwapens aan Oekraïne geleverd, medio maart werd het aantal geschat op meer dan 20.000. Op 11 april 2022 was Oekraïne voorzien van ongeveer 25.000 luchtafweersystemen en 60.000 antitankwapensystemen door de EU, het VK en de VS. President Zelensky riep herhaaldelijk op tot het instellen van een no-flyzone, maar dit werd door de NAVO afgewezen vanwege het risico op escalatie.
Op 5 mei 2022 meldde de Oekraïense premier, Denys Sjmyhal, dat Oekraïne sinds het begin van de Russische invasie meer dan 12 miljard dollar aan wapens en financiële hulp had ontvangen van westerse landen. Op 10 mei 2022 keurde het Amerikaanse Huis van Afgevaardigden een militair steunpakket goed voor Oekraïne van 40 miljard dollar.
Op 27 februari 2022 kondigde de Europese Unie aan wapens en munitie te gaan leveren aan Oekraïne voor ca. € 500 miljoen. Ook Duitsland, dat voor het eerst sinds de Tweede Wereldoorlog wapens naar conflictgebieden stuurde, begon met wapenleveringen aan Oekraïne. Vanaf april 2022 leverden westerse landen steeds meer artillerie aan Oekraïne, zoals de Amerikaanse M777 Houwitser, die tot 50 kilometer ver met precisie kan schieten. Duitsland besloot op 26 april 2022 voor het eerst zware wapens, waaronder Flakpanzer Gepards), naar Oekraïne te sturen. Op 22 december 2022 zegde president Joe Biden toe om MIM-104 Patriot-luchtafweer te leveren.
Verschillende landen, waaronder Polen, Slowakije en Frankrijk, leverden of beloofden tanks aan Oekraïne. De VS leverden Bradley- en Stryker-pantservoertuigen en zegden 31  M1 Abrams-tanks toe. Polen en Slowakije waren wel bereid om hun Mikojan-Goerevitsj MiG-29 af te staan. In februari 2023 leverde de VS ground-launched small diameter bomb-munitie die 150 km ver reikt met een precisie van een meter. In juli 2024 kwam een eerste lading F-16-straaljagers aan in Oekraine. Oekraïne wachtte al lang op de gevechtsvliegtuigen. Onder andere Nederland en België hebben tientallen staaljagers aan Oekraïne toegezegd. De maanden ervoor werden Oekraïense piloten opgeleid om met de F-16's te vliegen. De straaljagers werden onder meer uitgerust met radargeleide raketten en lucht-grondraketten.

### Munitieleveranties door westerse landen
Het Oekraïense leger stond voor aanzienlijke munitietekorten. Om deze aan te vullen, sloot de Europese Unie in maart 2023 een munitiedeal ter waarde van twee miljard euro om Oekraïne te ondersteunen. Hiervan werd 1 miljard gebruikt om deels terug te betalen aan landen die hun eigen munitie doneerden, terwijl het resterende miljard werd besteed aan gezamenlijke aankopen van nieuwe munitie bij de wapenindustrie. Deze aankopen omvatten onder andere een miljoen artilleriegranaten van 155 mm, genoeg om het leger 6 maanden lang te voorzien van munitie. Rusland protesteerde tegen de levering van pantserdoorborende granaten met verarmd uranium door het VK. In april 2023 had Oekraïne, volgens The Washington Post, een groot tekort aan munitie. De NAVO gebruikt standaard granaten van 155 mm, terwijl de artillerie van Oekraïne uit de tijd van de Sovjet-Unie 152 mm nodig met slechts één fabriek in Duitsland die deze produceert. De Verenigde Staten zouden Zuid-Korea gevraagd hebben om munitie te leveren via Polen.

### Westerse financiële steun aan Oekraïne
De oorlog leidde onmiddellijk tot ernstige economische schade voor Oekraïne. Ondanks deze uitdagingen bleven het financiële systeem en de banksector van Oekraïne, die voorafgaand aan het begin van de Russische invasie waren gesaneerd, operationeel. Dankzij financiële steun uit westerse landen kon de Oekraïense overheid blijven functioneren en bleven de nationale valutareserves intact. Tussen maart en september 2022 ontving Oekraïne, naast militaire en humanitaire hulp, 23 miljard dollar aan budgetsteun.
In juli van dat jaar was de  grivna met 25% gedevalueerd ten opzichte van de dollar, terwijl de inflatie op 24% lag, vergelijkbaar met niveaus in de Baltische staten. Ondanks de voortdurende oorlog keerden meer dan zes miljoen Oekraïners terug om te helpen bij de wederopbouw. Bedrijven werden heropend en boeren hervatten de voedselproductie, aangezien export weer mogelijk was. Hoewel het elektriciteitsnet grotendeels snel werd hersteld en het spoorwegsysteem functioneel bleef, bleef de Oekraïense economie voorlopig afhankelijk van financiële steun.
Volgens een artikel in The Economist uit oktober 2022 was Europa traag met het verstrekken van financiële steun. Die steun werd bovendien voornamelijk in de vorm van leningen verstrekt onder zeer gunstige voorwaarden, wat resulteerde in een voortdurende toename van de Oekraïense staatsschuld. Als reactie hierop kondigde voorzitter van de Europese Commissie Von der Leyen aan dat de Europese Unie vanaf 2023 maandelijks 1,5 miljard euro aan Oekraïne wilde verstrekken. Zowel de Duitse bondskanselier Scholz als Von der Leyen benadrukten in een opiniestuk dat een strategie vergelijkbaar met het Marshallplan van na de Tweede Wereldoorlog nodig was voor de wederopbouw van Oekraïne.
In het najaar van 2023 kwam de tot dan toe onvoorwaardelijke steun vanuit het Westen onder druk te staan.  Ondanks miljarden aan wapenhulp voerde Oekraïne nog steeds een onevenredige strijd. Vertragingen in de levering van beloofde artilleriemunitie hadden voor Oekraïne een zwaar nadelige invloed op het verloop van de oorlog. Het Oekraïense leger kon aanzienlijk minder granaten per maand afvuren op Russische stellingen.
In december 2023 werd een omvangrijk steunpakket voor Oekraïne door de Amerikaanse Senaat verworpen, wat leidde tot verdere debatten over de toekomst van de steun aan Oekraïne. In april 2024 keurde het Amerikaanse Congres uiteindelijk alsnog een steunpakket van 61 miljard dollar goed voor Oekraïne. President Biden benadrukte bij de ondertekening van het pakket dat militair materieel binnen enkele uren naar Oekraïne werd gevlogen.

### Militaire betrokkenheid van de VS (2022-2025)
Uitgebreid onderzoek van de The New York Times, gepubliceerd op 29 maart 2025, toonde aan dat de Amerikaanse militaire steun voor de oorlog veel verder ging dan officieel werd toegegeven. Zo werd de inbreng van de CIA, National Security Agency, Defense Intelligence Agency en National Geospatial-Intelligence Agency (GEOINT) door militaire functionarissen gecombineerd voor het uitwerken van de dagelijkse coördinatie aan het front, van doelwitbepaling tot kill-chain controle (identificatie van doelwit, sturen en activeren van aanvalswapens, vernietiging van doelwit), en voor de gezamenlijke strategieplanning, met name de Oekraïense tegenoffensieven. In de praktijk verliep de coördinatie vanop de VS-legerbasis in Wiesbaden, het hoofdkwartier van de Amerikaanse srijdkrachten in Europa. Daarnaast gaf de VS onder de regering-Biden “toestemming voor clandestiene operaties”, en werden “tientallen Amerikaanse militaire adviseurs naar Kiev gestuurd, die dichterbij de gevechten konden komen”, aldus de krant.
Naar het oordeel van de krant was de campagne van Washington om Oekraïne te steunen zo grootschalig dat het "een rematch werd in een lange geschiedenis van proxy-oorlogen tussen de VS en Rusland - Vietnam in de jaren zestig, Afghanistan in de jaren tachtig, en Syrië drie decennia later.
Het rapport was het resultaat van meer dan een jaar onderzoek, en ruim 300 interviews “met huidige en voormalige beleidsmakers, functionarissen van het Pentagon, inlichtingenfunctionarissen en militaire officieren in Oekraïne, de Verenigde Staten, Groot-Brittannië en een aantal andere Europese landen”.
Naarmate de oorlog vorderde, verzuurde de verstandhouding tussen Oekraïners en Amerikanen enigszins: waar de Amerikanen zich concentreerden op afgemeten, haalbare doelen, wilden de Oekraïners voortdurend “de grote overwinning”. De Oekraïners vonden op hun beurt vaak dat de Amerikanen hen afremden.

### Gewijzigde opstelling Verenigde Staten (2025)
Sinds zijn herverkiezing in november 2024 heeft president Donald Trump een opmerkelijke koerswijziging ingezet ten aanzien van de oorlog in Oekraïne. Tijdens zijn verkiezingscampagne benadrukte Trump herhaaldelijk zijn voornemen om snel een einde te maken aan het conflict, wat leidde tot speculaties over een mogelijke toenadering tussen de Verenigde Staten en Rusland.
In de aanloop naar zijn inauguratie op 20 januari 2025 voerde Trump telefoongesprekken met zowel de Russische president Vladimir Poetin als de Oekraïense president Volodymyr Zelensky, waarbij hij zijn intentie uitsprak om beide partijen aan de onderhandelingstafel te krijgen. Na zijn inauguratie verklaarde Trump dat hij "zekerder" was over het kunnen beëindigen van de oorlog in Oekraïne, na overleg met betrokken partijen.
Op 28 februari 2025 vond een ontmoeting plaats tussen Trump en Zelensky in het Witte Huis. Deze bijeenkomst verliep echter tumultueus en eindigde in een verhitte discussie, waarbij Trump Zelensky beschuldigde van het "spelen met een Derde Wereldoorlog" en een geplande grondstoffendeal abrupt afbrak. Vicepresident J.D. Vance bekritiseerde Zelensky eveneens vanwege zijn antagonistische houding. Deze ontwikkelingen hebben geleid tot onzekerheid over de voortzetting van de Amerikaanse militaire steun aan Oekraïne.
Europese leiders hebben hun bezorgdheid geuit over deze situatie en benadrukken het belang van voortdurende steun aan Oekraïne.

## Gevolgen van de Russische invasie
Deskundigen voorspelden in maart 2022 dat de internationale orde in Europa ernstig in gevaar werd gebracht, mogelijk het grootste militaire conflict op Europese bodem sinds de Tweede Wereldoorlog Experts waarschuwden dat de oorlog kon leiden tot een bevroren conflict, een scenario waartegen zowel president Zelensky als EU-Commissievoorzitter Ursula von der Leyen zich verzetten.

### Humanitaire gevolgen

#### Vluchtelingen
De oorlog veroorzaakte een massale vluchtelingenstroom, vooral richting Polen en Roemenië. Al in de eerste week van februari 2022 vluchtten honderdduizend Oekraïners, voornamelijk naar veiligere Europese landen. Pogingen om belegerde steden zoals Marioepol te evacueren mislukten vaak door aanhoudende beschietingen. Uiteindelijk werden in maart 2022 meer dan 37.500 burgers geëvacueerd binnen Oekraïne. Duizenden Oekraïense burgers werden in maart 2022 naar Rusland gedwongen verplaatst, vaak naar afgelegen gebieden zoals Siberië. Sommigen konden uit Rusland ontsnappen.

#### Voedselschaarste
Rusland en Oekraïne zijn belangrijke leveranciers van wereldwijde tarwe- en zonnebloemolie-export, gezamenlijk goed voor 29% respectievelijk 75%.  Het hoofd van het Wereldvoedselprogramma, David Beasley, benadrukte in maart 2022 dat de oorlog in Oekraïne de mondiale voedselcrisis kon verergeren tot ongekende niveaus, vooral in de conflictgebieden zoals Jemen. Oekraïne beschuldigde Rusland ervan in april 2022 400.000 ton graan gestolen te hebben, wat zou kunnen leiden tot een hongersnood in de bezette gebieden. De geschiedenis van de Holodomor, waarbij Stalin's regime de Oekraïense bevolking probeerde uit te roeien door alle voedselvoorraden te confisqueren, maakt deze acties bijzonder beladen.

#### Humanitaire en maatschappelijke reacties
In maart 2022 riep Olha Stefanisjyna, de Oekraïense vicepremier, de internationale gemeenschap op om druk uit te oefenen op Rusland om de gevechten te staken, refererend aan de uitspraak van het Internationaal Gerechtshof. De oorlog veroorzaakte ook een exodus van Russen, voornamelijk jongeren en hoogopgeleiden, die de toenemende onderdrukking en het risico van algehele mobilisatie ontvluchtten. De Britse nieuwszender BBC berichtte op 13 maart dat ruim 200.000 Russen hun land waren ontvlucht.

#### Mobilisatie en discriminatie
In september 2022 kondigde Poetin een gedeeltelijke mobilisatie aan van 300.000 Russische reservisten, wat leidde tot een stormloop op informatie over emigratie en zelfverminking onder Russen die dienstplicht wilden ontlopen. De oorlog wakkerde ook russofobie en discriminatie aan tegen Russisch sprekende immigranten in het Westen. Op de Belgische website stopdeoorlog.wordpress.com werden door verschillende Vlaamse Ruslandkenners anti-oorlogsstatements verzameld van Russische journalisten, sporters en priesters, maar ook van oligarchen, Russische communisten en bekende schrijvers, stuk voor stuk Russen die tussen twee vuren stonden. 'Enerzijds was er een enorme repressie van andersdenkenden in Rusland, anderzijds het idee dat alle Russen achter Poetin staan. Dat is een vreemd huwelijk', aldus Pieter Boulogne, professor Russische literatuur aan de KU Leuven.

### Geopolitieke gevolgen

#### Investeringen in Europese defensie
Een aantal Europese landen besloten als eerste reactie op de invasie om over te gaan tot aanmerkelijke investeringen in de eigen krijgsmacht. Daarbij viel vooral Duitsland op, dat een eenmalige investering van 100 miljard euro in de Bundeswehr aankondigde.

#### Versterking van de NAVO
De invasie leidde tot een versterking van de NAVO, met een verhoogde defensie-uitgaven door lidstaten en het toetreden van nieuwe leden. Zweden en Finland, traditioneel neutraal, vroegen op 18 mei 2022 het NAVO-lidmaatschap aan. Finland trad op 4 april 2023 het bondgenootschap bij, Zweden op 7 maart 2024.

#### Afname van Russische invloed
De tegenslagen in de Russische militaire campagne verzwakten Russische invloed in andere regio's. Dit werd zichtbaar toen geweld in 'bevroren' conflicten, zoals op Nagorno-Karabach, oplaaide. Rusland, gefocust op Oekraïne, greep niet in tijdens een eendaags Azerbeidzjaans offensief op Nagorno-Karabach, wat leidde tot een Armeense exodus. Ook in de grenszone tussen Kirgizië en Tadzjikistan werd gevochten. Armenië riep de hulp in van het Organisatie voor het Verdrag inzake Collectieve Veiligheid, maar het Russische leger was niet bereid om troepen te sturen.

#### Staatsbezoek Xi Jinping aan Rusland (maart 2023)
Tijdens dit bezoek ondersteunde de Chinese president Xi Jinping de dialoog tussen Rusland en Oekraïne, maar weigerde de Russische militaire acties te veroordelen. Dit leidde tot kritiek vanuit Oekraïne en de VS, die een neutralere houding van China in het conflict eisten. Er waren ook zorgen over mogelijke wapenleveringen van China aan Rusland, wat niet openlijk besproken werd tijdens het bezoek.

### Economische gevolgen

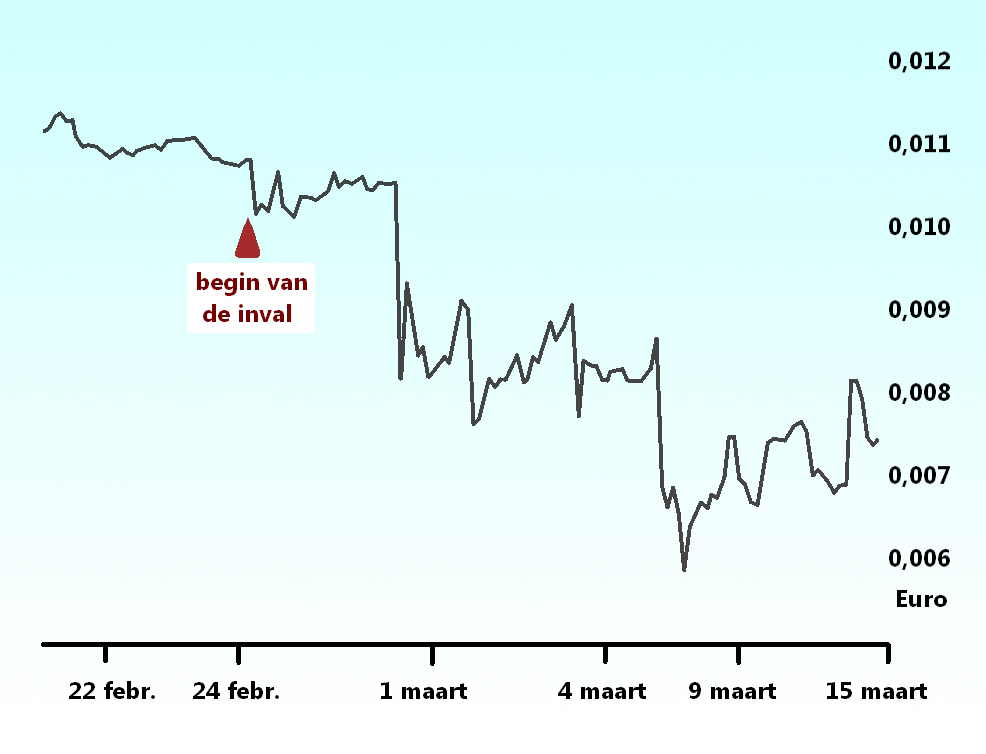
Wisselkoers van de roebel na de invasie (in euro)

Na het begin van de invasie stegen de olie- en gasprijzen aanzienlijk en voedselprijzen volgden deze trend, met zonnebloemolie, graan en maïs die schaarser werden in heel Europa. De roebel devalueerde sterk na sancties tegen Rusland, wat leidde tot massale geldopnames en een noodverhoging van de rente door de Russische Centrale Bank om inflatie en bankruns tegen te gaan. Rusland probeerde de kapitaalvlucht te stuiten terwijl de roebel zich uiteindelijk stabiliseerde.
In reactie op westerse sancties, vroeg President Poetin de EU, VS en VK om in roebels te betalen voor Russisch aardgas. Na weigering hiervan, stopte Gazprom met gasleveringen aan meerdere Europese landen en verhoogde Rusland zijn militaire uitgaven aanzienlijk. Tegelijkertijd zette Rusland de deur open voor parallelle import en vond nieuwe handelspartners, o.a. China, Dubai en Turkije, buiten de Westerse sancties om. De Russische economie, die een lichte krimp toonde, weerstond een volledige instorting dankzij diverse aanpassingen en intensieve handel met landen als China, India en Brazilië. De Westerse sancties en parallelle handel hadden maar beperkt effect op de Russische consumentenmarkt.
In 2023 boekte het Russische staatsgasbedrijf Gazprom een recordverlies van 6,2 miljard euro. Tot dan gold Gazprom als een parel in de kroon van de Russische economie na twee decennia aan miljardenwinsten. Eind 2021 verminderde Gazprom de gasleveranties aan Europa opeens sterk, waarop Europa op zoek moest naar alternatieven. President Poetin heeft andere bronnen om oorlog te voeren, met Gazprom is hij voorlopig wel een belangrijke bron van zijn oorlogskas kwijtgeraakt.
Op 1 januari 2025 stopte de doorvoer van Russisch gas door Oekraïne, wegens het niet verlengen van het doorvoercontract met Oekraïne.

#### Secundaire sancties (maart 2023)
Eind maart 2023 maakte Kazachstan bekend dat het goederenverkeer naar Rusland, langs de 7.000 kilometer lange grens, nauwer zou worden gemonitord. Dit in verband met waarschuwingen van de EU voor het mogelijk opleggen van secundaire sancties tegen landen die Rusland hielpen in het omzeilen van de westerse sancties, door op grote schaal parallelle handel toe te staan. Ook Turkije werd in maart 2023 door de EU en de VS gewaarschuwd. Door de parallelle handel hadden de sancties die door het Westen waren opgelegd nauwelijks effect op de Russische import van westerse consumentengoederen. Rusland deed er alles aan om de Russische burger tevreden te houden en zo weinig mogelijk nadeel te laten ondervinden van de westerse sancties.

#### Ramingen voor de wederopbouw (april 2023)
De Wereldbank schatte in april 2023 dat de kosten voor wederopbouw van Oekraïne  zouden oplopen tot 411 miljard dollar. Voorstellen om deze kosten te dekken omvatten het gebruik van in beslag genomen Russische tegoeden.

#### Belang van de spoorwegen
De Oekraïense spoorwegen, een essentieel onderdeel van de nationale infrastructuur, vervoerden in 2019 ongeveer 441 miljoen passagiers en 457 ton goederen over een netwerk van 23.000 kilometer. Ondanks de beperkte beschikbaarheid van persoonlijk vervoer in Oekraïne, speelden de spoorwegen een cruciale rol in de mobiliteit over lange afstanden.
Onmiddellijk na de Russische invasie werden de verkeersleidingsoperaties verplaatst naar een mobiele commandotrein op geheime locaties om te voorkomen dat de verkeersleiding werd uitgeschakeld door Russische aanvallen. Ondanks de uitdagingen bleven de spoorwegen operationeel, ondersteunden ze de evacuatie van vluchtelingen en het transport van militaire voorraden. Het lokale passagiersvervoer werd gestaakt, maar langeafstandsvervoer zonder vaste dienstregeling bleef doorgaan. In de regio's grenzend aan Rusland en Wit-Rusland werd het treinverkeer gestaakt vanwege de oorlog, en spoorverbindingen met de separatistische volksrepublieken in Oost-Oekraïne waren al voor de invasie verbroken. De grensovergangen met Europa ondervonden problemen door verschillende spoorwijdtes; Oekraïne en Moldavië gebruiken een breedspoor van 1524 mm, terwijl het Europese normaalspoor 1435 mm is. Dit werd verergerd door de blokkade van de Zwarte Zeehavens en de sluiting van het luchtruim boven Oekraïne. Belangrijke transitpunten voor vluchtelingen waren bijvoorbeeld het Poolse station Przemyśl. Diverse gesloten of zelden gebruikte spoorlijnen, waaronder de Linia Hutnicza Szerokotorowa, werden heropend of aangepast om vluchtelingen en goederen te vervoeren. Alternatieven voor goederenvervoer werden snel ontwikkeld om de capaciteit van de grensovergangen te verhogen en de afhankelijkheid van routes door het door Rusland gecontroleerde Transnistrië te verminderen. Een belangrijke heropening was die van de spoorverbinding tussen Berezne in Oekraïne en Basarabeasca in Moldavië, die sinds 1997 gesloten was.
De enige spoorlijn in door Rusland bezet gebied die gebruikt kon worden voor de bevoorrading van Marioepol en het zuidelijk front ligt deels slechts vijf kilometer van de frontlinie, nabij Stepanivka, en lag onder Oekraïens artillerievuur. Deze situatie verhinderde dat Russische troepen deze spoorlijn konden gebruiken voor militaire bevoorrading, waardoor ze gedwongen waren om te vertrouwen op de spoorverbinding via de Krim en de kwetsbare Krimbrug of om wegen te gebruiken. De nationale weg N20 van Donetsk naar Marioepol ligt ook dicht bij het front. Om de bevoorrading te verzekeren, legden Russische troepen een nieuwe spoorlijn aan verder van het front. Deze nieuwe lijn vertakt zich nabij Kapoor en loopt naar Janisol, en verbindt met de industriële spoorlijn van Marioepol naar Volnovacha. De sinds 2014 onderbroken snelwegverbinding E58 van Marioepol langs de kust naar Rusland werd opnieuw geopend, en daarnaast werd een nieuwe wegverbinding aangelegd om het wegennet minder kwetsbaar te maken voor aanvallen.

### Milieuschade
De oorlog heeft aanzienlijke milieuschade veroorzaakt, met name door de noodzaak van veel Oekraïners om op houtkachels over te schakelen voor verwarming, wat bijdroeg aan ontbossing. Bij de Kinboern-landtong hebben de Russische soldaten vijfduizend hectare in brand gestoken, waarbij vier miljoen bomen werden vernield of beschadigd.
De vernietiging van de Kachovkadam in juni 2023, vermoedelijk door Russische troepen, veroorzaakte grote overstromingen en verstoorde de watervoorziening van de Krim, wat een langdurige impact had op de waterbevoorrading in het gebied.

## Juridische implicaties

### Legaliteit van de invasie
De invasie van Oekraïne door Rusland werd beschouwd als een schending van het Handvest van de Verenigde Naties en het internationaal strafrecht, wat het misdrijf van agressie maakt. Dit werd versterkt doordat de invasie in strijd was met het Statuut van Rome, dat militaire invasie of annexatie door geweld verbiedt. Oekraïne heeft het Statuut van Rome nooit geratificeerd en Rusland trok zijn handtekening in 2016 terug.

### Rechtszaken en internationale gerechtelijke acties
Oekraïne diende op 25 februari 2022 een rechtszaak in tegen Rusland, beschuldigend van het beginnen van een illegale oorlog onder valse voorwendselen, namelijk de beschuldiging van genocide op de Russischtalige bevolking in Oekraïne. Het Internationaal Gerechtshof (ICJ) eiste op 16 maart dat Rusland alle militaire activiteiten in Oekraïne moest staken.
In maart 2022 startte het Internationaal Strafhof (ICC) rechtszaken tegen Rusland wegens oorlogsmisdaden, misdaden tegen de menselijkheid en schending van het Verdrag inzake de voorkoming en de bestraffing van genocide.. Ondanks dat Rusland geen lid is, werd een onderzoek geaccepteerd door Oekraïne in 2014, wat later leidde tot de officiële ondersteuning van de aanklager bij vermeende misdaden sinds de annexatie van de Krim.
Een Joint Investigation Team (JIT), ondersteund door Eurojust en het ICC, werd eind maart 2022 opgericht door Polen, Litouwen en Oekraïne om Russische oorlogsmisdaden in Oekraïne te onderzoeken.
Op 14 juli 2022 kwamen vertegenwoordigers van ca. 50 landen bijeen in Den Haag om te discussiëren over het opvolgen en vervolgen van degenen die zich schuldig maakten aan oorlogsmisdaden, waarbij Oekraïne pleitte voor de oprichting van een speciaal tribunaal voor Russische oorlogsmisdadigers. Er waren sinds het begin van de oorlog ongeveer 23.000 meldingen van oorlogsmisdaden.
Op 17 maart 2023 vaardigde het ICC arrestatiebevelen uit tegen president Poetin en Maria Lvova-Belova, verdacht van de onwettige deportatie van kinderen uit Oekraïne naar Rusland. De uitvoering van deze bevelen is afhankelijk van internationale samenwerking. Het ICC beschikt zelf niet over een politieapparaat om mensen te arresteren.

## Internationale politieke reacties

Uitslag van de stemming over de VN-resolutie die de invasie veroordeelde.
Voor
Tegen
Blanco
Niet gestemd
Geen lid

Op 28 februari 2022 veroordeelde de Algemene Vergadering van de Verenigde Naties de Russische invasie van Oekraïne via een resolutie die werd gesteund door 141 van de 193 lidstaten, met 5 tegenstemmen, 35 onthoudingen en 12 afwezigen. In de Veiligheidsraad blokkeerde Rusland een vergelijkbare resolutie vanwege zijn vetorecht.
Direct na de invasie veroordeelden westerse leiders de actie en kondigden uitgebreide sancties aan tegen Rusland en Wit-Rusland. Op 24 maart 2022 kwamen NAVO-leiders bijeen in Brussel, waarbij afspraken werden gemaakt over de verdediging tegen mogelijke Russische aanvallen met chemische, biologische of nucleaire wapens en over het sturen van extra troepen naar de oostelijke NAVO-lidstaten. Op 26 april discussieerden meer dan 40 landen in Duitsland over steun aan Oekraïne, inclusief het versturen van zware wapens door Duitsland.
De EU reageerde eenstemmig afkeurend op de invasie. Verschillen binnen de EU waren merkbaar door politieke meningsverschillen en afhankelijkheid van Russisch gas. Na de inval uitte president Zelensky de wens voor EU-lidmaatschap, wat officieel werd aangevraagd op 28 februari 2022. Het Europees Parlement steunde overweldigend het lidmaatschap na een toespraak van Zelensky.
Oostenrijkse bondskanselier Karl Nehammer en VN-secretaris-generaal António Guterres hadden in april 2022 persoonlijke ontmoetingen met Poetin en Zelensky om de situatie te bespreken. Tijdens Guterres' bezoek aan Kiev werden raketten afgevuurd op de stad, wat leidde tot de dood van een journaliste.

## Onderhandelingen en bemiddelingen
Vier dagen na het begin van de invasie, op 28 februari 2022, startten de eerste onderhandelingen in de buurt van Homel, Wit-Rusland. Verdere gespreksronden vonden plaats op 3 en 7 maart in Wit-Rusland, gevolgd door de vierde en vijfde ronde op 10 en 14 maart in Istanbul, Turkije. In maart 2022 werden nog drie onderhandelingsrondes gehouden. Bemiddelingspogingen werden ondernomen door diverse internationale leiders, waaronder de Oostenrijkse kanselier Karl Nehammer, VN-secretaris-generaal António Guterres, de Turkse president Recep Tayyip Erdoğan, de Saoedische kroonprins Mohammad bin Salman, Denemarken en paus Franciscus.
In 2023 werden nieuwe vredesvoorstellen geïnitieerd door China, Mexico en Indonesië, Henry Kissinger, de Braziliaanse president Lula da Silva en in juni 2023 door een Afrikaanse delegatie onder leiding van de Zuid-Afrikaanse president Cyril Ramaphosa.

### Graandeal
Op 22 juli 2022 bereikten Rusland, Oekraïne, Turkije en de Verenigde Naties een overeenkomst om de export van graan en gerelateerde producten via de Zwarte Zee te hervatten, na een blokkade door de Russische Zwarte Zeevloot en zeemijnen die de Oekraïense havens onbereikbaar maakten. Deze overeenkomst werd op 29 oktober 2022 tijdelijk opgeschort door Rusland na een vermeende aanval op hun vloot in Sebastopol, maar op 2 november trad Rusland weer toe tot het akkoord. Echter, op 17 juli 2023 werd de deal door Rusland weer opgeschort, waarbij als reden werd aangegeven dat de afspraken niet waren nagekomen, specifiek gerelateerd aan hinder in de export van Russische kunstmest en tarwe en restricties op de Russische landbouwbank Rosselkhozbank in internationaal betalingsverkeer. Als reactie hierop richtte Oekraïne een humanitaire corridor op voor de export van graan via zeeschepen langs de kusten van Oekraïne, Roemenië, Bulgarije en Turkije om internationale wateren te vermijden.

### Bemiddelingen 2025
Mogelijke vredesonderhandelingen kwamen begin 2025 in een stroomversnelling naar aanleiding van een voorgestelde grondstoffendeal tussen de VS en Oekraïne over de exploitatie van mineralen, waaronder zeldzame aardmetalen. Een akkoord zou op 28 februari 2025 in het Witte Huis ondertekend worden tussen de presidenten Trump en Zelensky, maar de ontmoeting eindigde zonder akkoord, en ontaardde in een openlijke ruzie, onder meer over de rol van diplomatie en over de door Oekraïne geëiste veiligheidsgaranties. In februari 2025 belde de Amerikaanse president Donald Trump met president Poetin met het voorstel om spoedig te starten met vredesonderhandelingen.

## Protesten en steunbetuigingen

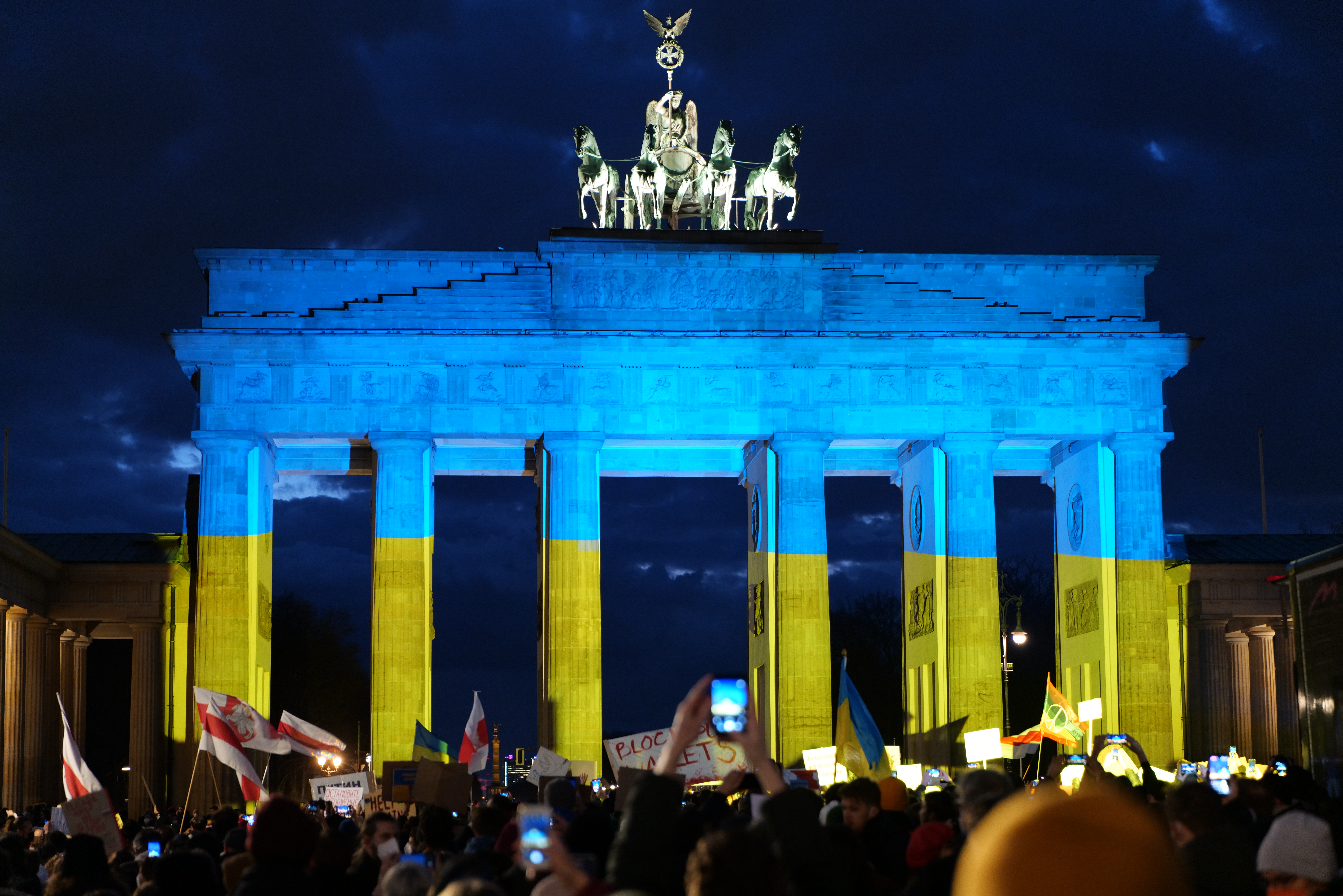
De Brandenburger Tor lichtte op in de kleuren van de Oekraïense vlag tijdens een solidariteitsprotest in Berlijn, 24 februari 2022. Het monument is zichtbaar vanaf de nabijgelegen Russische ambassade.

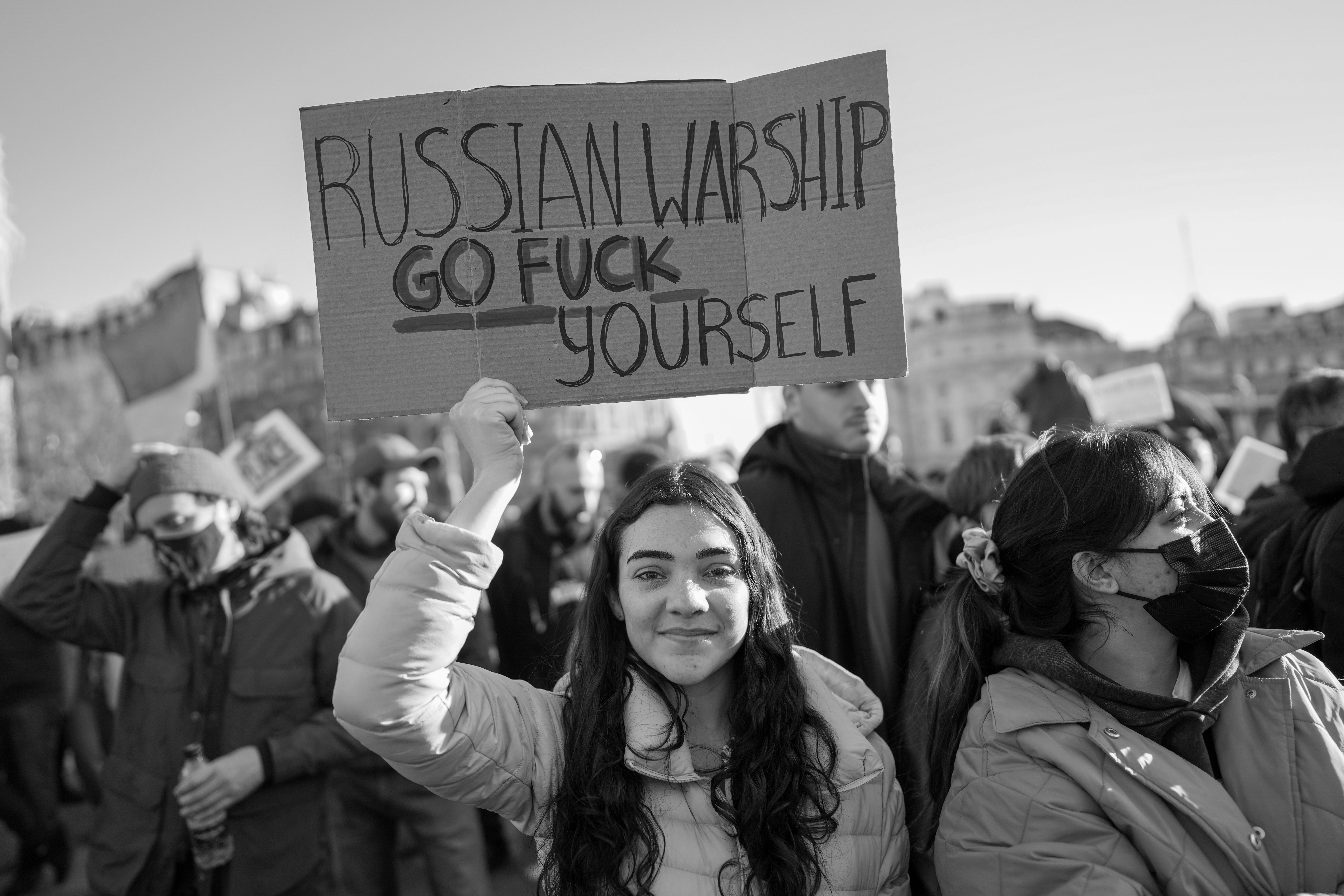
Pro-Oekraïense demonstratie op Trafalgar Square, Verenigd Koninkrijk, 27 februari 2022.

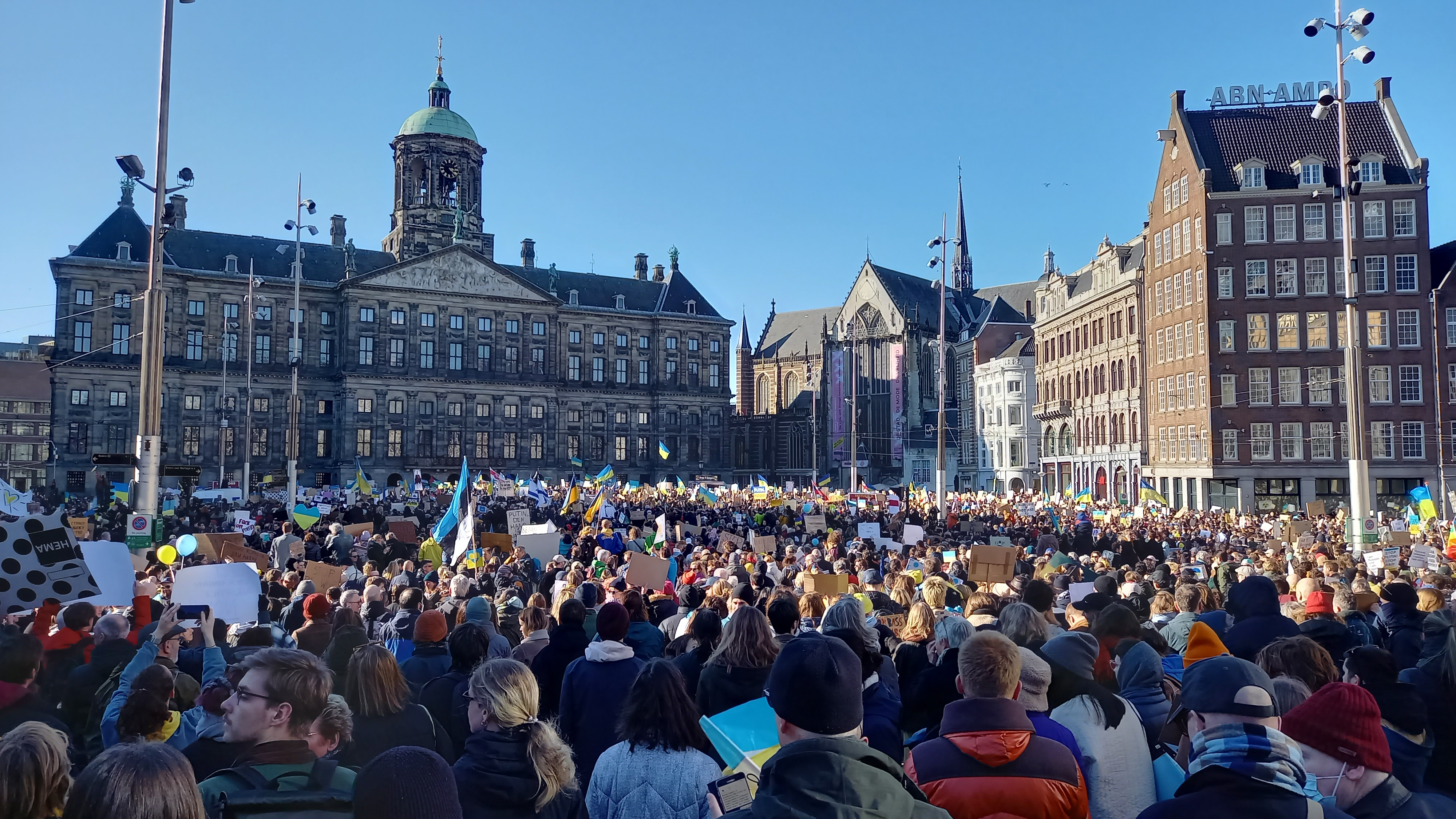
Protest op de Dam in Amsterdam op 27 februari 2022. Volgens lokale media waren er ongeveer 15.000 mensen aanwezig.

### Demonstraties in steden
Vrijwel meteen vanaf het begin van de invasie van Oekraïne werden er op allerlei plekken in de wereld protesten gehouden, vooral tegen Rusland en ter ondersteuning van Oekraïne.
In Praag, Tsjechië protesteerden ongeveer 80.000 mensen op het Wenceslasplein. Op 27 februari kwamen meer dan 100.000 mensen bijeen in Berlijn, Duitsland om te protesteren tegen de invasie van Rusland. Op 28 februari verzamelden zich in Keulen, Duitsland meer dan 250.000 mensen in een vredesmars om te protesteren tegen de Russische invasie; veel demonstranten gebruikten de slogan: Slava Ukraini!.
Ook in tientallen Russische steden protesteerden mensen, waarbij de politie meteen optrad en grootschalige arrestaties verrichtte. Volgens non-profitorganisatie OVD-Info werden er op 24 februari bijna 2.000 Russen in 60 steden door de Russische politie aangehouden omdat ze protesteerden tegen de invasie. Op 6 maart meldde de organisatie dat er in totaal meer dan 13.000 demonstranten waren gearresteerd,met meer dan 5.000 gedetineerden die dag. Het Russische ministerie van Binnenlandse Zaken rechtvaardigde deze arrestaties vanwege de 'coronavirusbeperkingen, ook op openbare evenementen' die nog steeds van kracht waren. Russische autoriteiten waarschuwden Russen voor de juridische gevolgen voor deelname aan anti-oorlogsprotesten.
Bij stembureaus in Minsk in Wit-Rusland scandeerden demonstranten, tijdens het grondwettelijke referendum: 'Nee tegen oorlog!'

### Acties via Russische media
De winnaar van de Nobelprijs voor de Vrede Dmitry Moeratov kondigde aan dat de Russische krant Novaja Gazeta de volgende editie in zowel het Oekraïens als in het Russisch zou publiceren. Moeratov, journalist Mikhail Zygar, regisseur Vladimir Mirzoyev en anderen ondertekenden een document waarin stond dat Oekraïne geen bedreiging vormde voor Rusland met een oproep aan de Russische bevolking om de oorlog aan de kaak te stellen. Elena Tsjernenko, journaliste bij het Russische dagblad Kommersant, verspreidde een kritische open brief ondertekend door 170 journalisten en academici.
Marina Ovsjannikova, een redacteur van het Russische journaal op staatstelevisiezender Pervyj kanal, verscheen op 14 maart 2022 tijdens een live uitzending achter de presentator in beeld met een protestbord met een boodschap in het Russisch: 'Stop de oorlog. Geloof niet in de propaganda. Hier wordt tegen u gelogen.' Ook riep ze: 'stop de oorlog!' In een vooraf opgenomen video, die via sociale media werd verspreid, stelde ze dat ze zich schaamde voor haar jarenlange deelname aan het verspreiden van Russische propaganda. Ze riep mensen op om te gaan demonstreren: 'Ze kunnen ons niet allemaal opsluiten.' Ovsjannikova werd naar aanleiding van haar actie gearresteerd. Na haar vrijlating kreeg ze twee geldboetes.
Op 9 mei 2022, in Rusland de Dag van de Overwinning, verschenen er op de regeringsgezinde Russische nieuwssite Lenta zo'n 20 artikelen waarin Poetin en de oorlog in Oekraïne sterk werden veroordeeld. Het bleek een actie van de Russische journalisten Jegor Poljakov en Aleksandra Mirosjnikova, die tot aan het protest werkzaam waren bij Lenta. De teksten waren na twintig minuten van de website verdwenen, maar wel gearchiveerd. Poljakov en Mirosjnikova waren op dat moment niet meer in Rusland en op zoek naar politiek asiel. Op dezelfde dag verscheen er in menu's van Russische smart-tv's een bericht tegen de oorlog, waarin de Russen werd verteld dat 'het bloed van duizenden Oekraïners en honderden vermoorde kinderen aan hun handen kleefde'.

### Acties van techbedrijven
Elon Musk kondigde op 26 februari 2022 aan dat hij de Starlink-internetservice in Oekraïne had geactiveerd, omdat het land te maken had met stroomstoringen en storingen in de internetvoorziening als gevolg van de Russische invasie. Apparatuur die nodig is om Starlink te gebruiken, arriveerde op 1 maart 2022 in Kiev.
Op 27 februari blokkeerde Google in Oekraïne de Android-app van de Russische tv-zender RT, op verzoek van de Oekraïense regering. Ook sommige Russische YouTubekanalen werden in Oekraïne geblokkeerd. Meta Platforms blokkeerde de accounts van sommige Russische staatsmedia.

## Informatieverspreiding en mediacontrole
Tijdens de invasie deelden zowel Oekraïense als Russische burgers via sociale media, nieuwswebsites en persoonlijke contacten authentieke en misleidende beelden van het conflict, inclusief foto's en video's van andere historische conflicten. Er was ook kritiek op de manier waarop westerse media het lijden in Oekraïne anders portretteerden dan in oorlogen in landen als Afghanistan, Ethiopië, Irak, Libië, Palestina, Syrië en Jemen.

### Oekraïense communicatiestrategieën
Oekraïense functionarissen en president Zelensky maakten actief gebruik van sociale media en directe videotoespraken om internationale steun te mobiliseren en het wereldwijde publiek te informeren. Zelensky sprak regelmatig via video tot verschillende internationale parlementen en organisaties om steun te versterken, waaronder toespraken aan het Europees Parlement, de NAVO en als eerste buitenlands staatshoofd tot de Nederlandse Tweede Kamer.

### Russische beperkingen en propaganda
In Rusland beperkte de regering de toegang tot niet-staatsmedia en online platforms als reactie op de invasie, met significante inspanningen van Roskomnadzor om onafhankelijke berichtgeving te blokkeren. Socialemediaplatforms zoals Facebook, Instagram en Twitter werden geblokkeerd, en toegang tot onafhankelijke informatie werd sterk ingeperkt voor wie geen gebruik maakte van VPN-technologieën.
De Russische staatstelevisie en andere media, geleid door figuren zoals Konstantin Ernst van Channel One, speelden een sleutelrol in het verspreiden van pro-Russische propaganda, waarbij regelmatig desinformatie werd gebruikt om de invasie te rechtvaardigen en Oekraïne en zijn bondgenoten te demoniseren. Zowel binnenlands als internationaal werd geprobeerd de narratief van een rechtvaardige zelfverdediging en de bescherming van Russisch-sprekenden te bevorderen.

### Effecten en reacties
De impact van de beperkte mediatoegang en propaganda in Rusland resulteerde in een breed geloof onder de Russische bevolking in de rechtvaardiging van de oorlog, zoals gemeten door onafhankelijke peilingbureaus. Ondanks de overheidsinspanningen om de informatievoorziening te controleren, was er internationaal aanzienlijke kritiek op de censuur en desinformatiecampagnes van de Russische regering.

### Desinformatie verspreid door China
Begin maart 2022 verklaarden drie wetenschappers in het Europees Parlement dat Rusland en China desinformatie verspreidden over 'Amerikaanse biolabs' in Oekraïne, gericht op het beïnvloeden van de Europese publieke opinie. Volgens de Spaanse professor Nicolás de Pedro, werden waarheden verdraaid met verzinsels, zoals geruchten dat het coronavirus uit Oekraïense labs kwam of dat er Biologische wapens werden geproduceerd. Hij benadrukte de noodzaak voor de EU om met feiten tegen deze geruchten in te gaan. EUvsdisinfo, een initiatief van de Europese Unie, werkt eraan om in verschillende Europese talen fictie van waarheid te onderscheiden. Als reactie trok het Europees Parlement de uitzendlicenties van Russische zenders zoals Sputnik en RT. Ondanks deze maatregelen, waarschuwde De Pedro dat desinformatie nog steeds verspreid zou worden via andere kanalen, inclusief Chinese, en wees op de aanwezigheid van invloedrijke 'Trojaanse paarden' in Europese lidstaten die de boodschappen van deze landen verspreiden. Een Tsjechische onderzoeker merkte op dat China, na de opstanden in Hongkong, Russische tactieken overnam door valse informatie te verspreiden via denktanks en media waarvan ze vaak zelf eigenaar waren, en door het inzetten van nepaccounts op sociale media.